# Persépolis
Persépolis (em grego clássico: Περσέπολις; romaniz.: Persépolis; lit. "A cidade persa", em persa antigo: Pars; em persa: تخت جمشید; romaniz.: Tajt-e Yamshidm; lit.: "O trono de Janxide") foi uma das capitais do Império Aquemênida. Encontra-se na planície onde se situa a atual cidade iraniana de Marvdasht, perto da foz do rio Pulvar, cerca de 60 km a nordeste de Xiraz (província de Fars). Sua construção, começada por Dario I, continuou ao longo de dois séculos, até à conquista do Império persa por Alexandre Magno.
A primeira capital do Império Aquemênida foi Pasárgada, porém em 512 a.C. o rei Dario I empreendeu a construção deste massivo complexo suntuoso, ampliado posteriormente por seu filho Xerxes I e seu neto Artaxerxes I. Enquanto as capitais administrativas dos xás aquemênidas foram Susa, Ecbátana e Babilônia, a cidadela de Persépolis manteve a função de capital cerimonial, onde se celebravam as festas de ano novo. Construída em uma região remota e montanhosa, Persépolis era uma residência real pouco conveniente e era visitada principalmente na primavera.
Em 330 a.C., Alexandre Magno, em sua campanha no oriente, ocupou e saqueou Persépolis, incendiando o palácio de Xerxes, para simbolizar o fim da guerra vingativa pan-helênica contra os persas. Em 316 a.C., Persépolis era, entretanto, a capital de Pérsis, uma província do novo Império Macedônico. A cidade decaiu gradualmente durante o Império Selêucida e em épocas posteriores. No século III, a cidade próxima de Estacar se converteu no centro do Império Sassânida.

## História

Império Aquemênida em sua maior extensão. As estrelas em verde demarcam os principais centros de poder persas, bem como suas capitais

### Construção
Depois de ter continuado a obra de Ciro II em Pasárgada e paralelamente os importantes trabalhos de construções empreendidos em Susa, Dario I decidiu estabelecer uma nova capital. Esta decisão é geralmente interpretada como uma vontade de distinguir-se do ramo principal dos aquemênidas, a qual Pasárgada estava fortemente ligada.[carece de fontes?]
Elegeu para isso uma cidade que foi identificada como Uvādaicaya (Mattezsi em acadiano). Esta cidade devia ter uma certa importância política, pois ali executou Vahyazdata, seu principal opositor persa, em 520 a.C.. Por outro lado, atesta-se a presença de palácios e portas monumentais que remontam a Ciro e Cambises II, assim como uma tumba inacabada provavelmente destinada a Cambises. As tabuletas babilônicas mostram que se tratava de um centro urbano desenvolvido, ativo e povoado, que tinha relações comerciais com a Babilônia e era capaz de assegurar os meios logísticos e alimentícios para uma obra desta magnitude. Pierre Briant, historiador do Império Aquemênida, aponta que essas implementações, cronologicamente próximas, de obras importantes em Susa e Persépolis supôs a movimentação de meios consideráveis. De fato, essas construções entram no marco de um plano global de reajuste das residências reais com o objetivo de avisar a todos que “o advento do novo rei marca a refundação do império”.
Dario escolheu como localização para sua nova construção a parte baixa da formação rochosa de Kuh-e Rahmat, que se converteu assim no símbolo dos aquemênidas. Mandou erguer o terraço, os palácios (Apadana, Tachara), as salas do tesouro, assim como as muralhas. É difícil datar com precisão a construção de cada monumento. A única indicação irrefutável é fornecida pelas tabuletas encontradas no sítio, que atestam a existência de atividade de construção ao menos desde 509 a.C., quando foi erguido as fortificações.[carece de fontes?]
| Provável história das construções |
| Primeiro período: Dario I (518 a 490 a.C.) - Terraço - Apadana (palácio, escadaria leste) - Tesouraria                                                                       |
| Segundo período: Dario I - Xerxes I (490 a 480 a.C.) - Tachara - Escadarias de Persépolis - Porta de todas as nações - Apadana (escadaria norte)                             |
| Terceiro período: Xerxes I (480 a 470 a.C.) - Hadixe - Harém - Trípilo - Palácio D                                                                                           |
| Quarto período: Artaxerxes I - Palácio das 100 colunas - Palácio de Artaxerxes I - Guarnição                                                                                 |
| Quinto período - Tumba de Artaxerxes II - Palácio de Artaxerxes III - Sala das 32 colunas - Tumba de Artaxerxes III - Via das procissões - Porta inacabada - Tumba inacabada |
| Desconhecido - Construções ao sul |

Pode-se atribuir, entretanto, a maioria das construções aos períodos correspondentes aos reinados dos soberanos posteriores. As construções de Dario foram acabadas e completadas por seus sucessores, seu filho Xerxes I, que acrescentou o complexo das Portas de todas as Nações, o Hadixe e o Trípilo. Sob o governo de Artaxerxes I, 1149 artesãos se encontravam presentes nas obras. O sítio permaneceu em construção até pelo menos 424 a.C., ou seja, até a queda do Império Persa, e foi deixado inacabado uma porta, assim como um palácio atribuído a Artaxerxes III.
Ao contrário de outras construções monumentais antigas, gregas ou romanas, a construção de Persépolis não teve mão de obra escrava, sendo que trabalharam nela construtores provenientes de todos os países do império: Babilônia, Cária, Jônia e Egito.

### Destruição
Protegida por sua localização no coração do Império Aquemênida, Persépolis não contava com defesas sólidas. Ademais, a posição no pé de Kuh-e Ramât representava um ponto fraco graças a um débil desnível no leste, entre o terraço e o solo. Este lado estava protegido por uma muralha e por torres.
A informação sobre a conquista e destruição de Persépolis por Alexandre Magno procede principalmente dos textos dos historiadores antigos, especialmente Plutarco, Diodoro Sículo e Quinto Cúrcio Rufo Certos elementos arqueológicos corroboram essas informações, porém a versão da destruição da cidade é discutível. Duruy a põe em dúvida, pois “vemos que pouco tempo depois da morte do conquistador, o sátrapa Paucestes sacrifica ali as almas de Felipe e de Alexandre”.
A queda de Persépolis foi seguida da matança de seus habitantes e do saque de suas riquezas. Tiridatas, guarda do tesouro, fez levar até Alexandre, cujo exército se aproximava, uma carta de rendição em que lhe oferecia entrar em Persépolis como vencedor. Deste modo, Alexandre poderia obter rapidamente as riquezas da cidade. Os textos, no entanto, não mencionam sua resposta. Diodoro e Quinto Cúrcio Rufo se referem, assim mesmo, ao encontro do exército macedônico com um grupo de 4 mil prisioneiros gregos mutilados, que haviam sofrido maus tratos por parte dos persas, no caminho até Persépolis.
Depois de ter tomado a cidade em 331 a.C., Alexandre deixou ali uma parte de seu exército e continuou sua marcha. Não regressou a Persépolis até algum tempo depois. Ao final de um dia de bebedeiras em honra a sua vitória, Persépolis foi incendiada por ordem do conquistador em maio de 330 a.C.. As razões que motivaram esta destruição são controversas. Plutarco e Diodoro relatam que Alexandre bêbedo de vinho havia lançado a primeira tocha sobre o Palácio de Xerxes, instigado por Taís, mais tarde esposa de Ptolomeu, que teria lançado a segunda tocha. Taís teria incentivado Alexandre e seus companheiros a se vingar do saque de Atenas por Xerxes I. Esta hipótese pode ser corroborada pela intensidade das destruições do Trípilo e do Hadixe, construídos por Xerxes, que mostram maior grau de destruição que outros edifícios. Alguns autores afirmam que o encontro dos prisioneiros mutilados, que provocou a cólera do soberano, foi um motivo complementar para as represálias.[carece de fontes?]

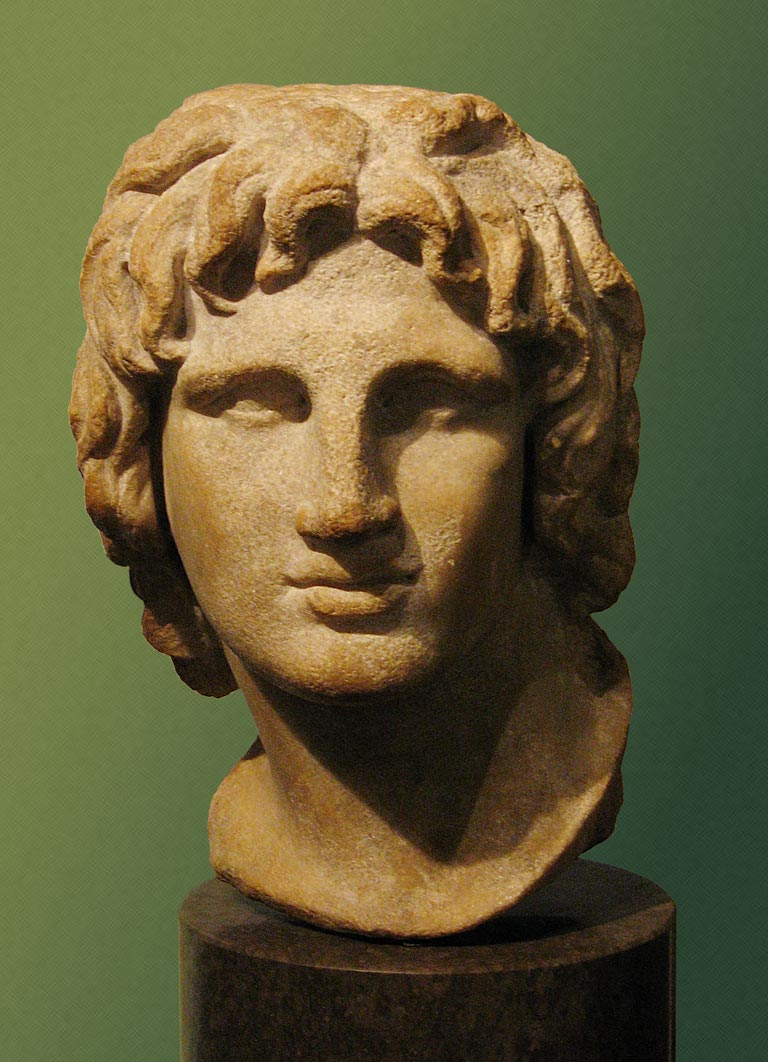
Busto de Alexandre Magno (Museu Britânico, Londres)

Na realidade, os historiadores podem afirmar hoje em dia que a razão da destruição de Persépolis foi política, refletindo uma decisão tomada por parte de Alexandre. Quando o lado vencedor havia ordenado salvar as cidades tomadas, especialmente a Babilônia, não economizando nenhum gesto para se reconciliar com a população persa, fez em Persépolis um gesto altamente simbólico: o coração ideológico do poder aquemênida estava sempre nas capitais persas, tendo feito um ato de submissão forçada ou voluntária, seguia, entretanto, vinculado ideologicamente a Dario III, o soberano legítimo, e estava em uma má situação com os conquistadores. A decisão foi, então, incendiar o santuário dinástico para mostrar a população a mudança de poder. Victor Duruy  diz que assim “Alexandre quis anunciar a todo o oriente, mediante a esta destruição do santuário nacional, o fim do domínio persa”.
Os escritos antigos mencionam o arrependimento expressado mais tarde por um Alexandre pesaroso por seu comportamento. Para Briant, este arrependimento implica, de fato, que Alexandre reconhecia seu fracasso político. A destruição de Persépolis marca o fim do símbolo do poder aquemênida. O primeiro Império Persa desapareceu completamente com a morte de Dario III, último imperador da sua dinastia. A helenização começou com os selêucidas. Persépolis continuou, entretanto, sendo utilizado pelas dinastias persas posteriores. Ao pé do terraço se encontra um templo, talvez construído pelos aquemênidas e reutilizado pelo selêucidas.
A cidade baixa foi abandonada progressivamente, beneficiando sua vizinha Estacar na época parta. As pichações atribuídas a os últimos reis da Pérsia sob o domínio dos partos, ao princípio da época sassânida, mostram que o sítio estava, no entanto, ligado a monarquia persa, ao menos simbolicamente. Por outro lado, uma inscrição em persa médio relata que um filho de Hormisda I ou Hormisda II deu um banquete e procedeu a oferecer um serviço de culto em Persépolis, que pode seguir como um lugar de culto vários séculos depois do incêndio em 330 a.C.. Persépolis serviu igualmente como referência arquitetônica para certas construções sassânidas, como o palácio de Firuzabade.

### Primeiras visitas as ruínas: a época dos viajantes

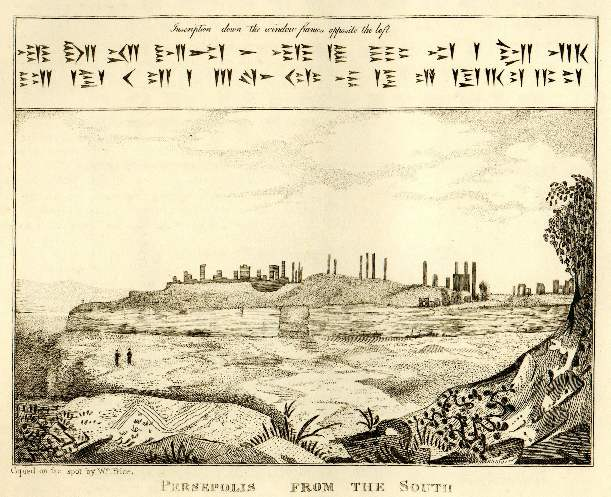
Persépolis vista ao sul, por Jean Chardin

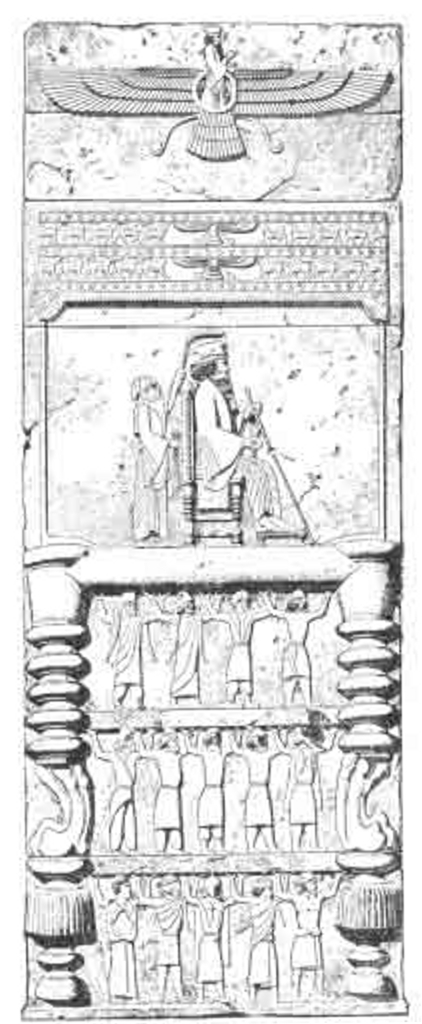
Baixo-relevo, por Eugène Flandin (1840)

As ruínas são conhecidas pelos sassânidas pelo nome em persa médio de St Swny (“As cem colunas”), e desde o século XIII pelo nome Chehel minār (“As quarenta colunas”). O nome atual, Tajete Ianxide (Tajt-e Yamshid), parece vir de uma interpretação dos relevos que relaciona com as proezas do herói mítico Janxide. O sítio foi objeto de estudo de numerosas visitas pelos ocidentais do século XIV ao XVIII. No começo, as simples observações anedóticas foram progressivamente substituídas por trabalhos cada vez mais descritivos e detalhados.
No caminho até Cataio em 1318 d.C., um monge viajante, chamado Odorico, passou por  Chehel minār sem parar nas ruínas. É o primeiro europeu a mencionar o sítio. Posteriormente lhe seguiu, em 1474 d.C., um viajante veneziano: Josaphat Barbaro.[carece de fontes?]
O missionário português Antônio de Gouvea visitou o lugar em 1602 d.C.. Observou as inscrições cuneiformes e as representações de “animais com cabeças humanas”. O embaixador da Espanha, durante o governo de Abas, o grande, García de Silva Y Figueroa, descreveu por extenso o sítio arqueológico em uma carta para o Marquês de Badmar. Apoiando-se em textos gregos, encontrou claramente a relação entre Persépolis e Chehel minār . De 1615 a 1626, o italiano Pietro Della Valle visitou inúmeros países do oriente. Trouxe de Persépolis inscrições cuneiformes que serviram mais tarde para decifrar o tipo de escritura. Seguiram-lhe os ingleses Dodmore Cotton e Thomas Herbert, de 1628 a 1629, cuja viagem teve como objetivo estudar e decifrar as escrituras orientais.[carece de fontes?]
De 1664 a 1667, Persépolis foi visitada pelos franceses Jean de Thévenot e Jean Chardin. Thévenot anotou sem razão em sua obra Voyage au Levant que estas ruínas eram demasiadas pequenas para ser a morada dos reis da pérsia antiga. Chardin atribuiu claramente o sítio a Persépolis. Acrescentam-se os serviços do desenhista Guillaume-Joseph Grelot, que descreveu a cidade real em uma obra cuja qualidade foi elogiada por Rousseau. Em 1694, o italiano Giovanni Francesco Gemelli-Carreri anotou as dimensões de todas as ruínas e estudou as inscrições; em 1704, o holandês Cornelis de Bruijn observou e desenhou as ruínas. Publicou seus trabalhos em 1711: Reizen over Moskovie, door Persie en Indie e depois em francês em 1718:Voyages de Corneille le Brun par la Moscovie, en Perse, et aux Indes Orientales.

### Missões arqueológicas: a época dos cientistas
Nos séculos XIX e XX se multiplicaram as expedições científicas a Persépolis. Em 1840 e 1841, E. Flandin e P. Coste visitaram várias ruínas na Pérsia, entre elas Persépolis. Estabeleceram uma relação topográfica e descritiva.
As primeiras e verdadeiras escavações arqueológicas foram realizadas em 1878. Motamed-Od Dowleh Farhad Mirza, governador de Fars, dirigiu os trabalhos que desenterraram uma parte do Palácio das cem colunas. Pouco depois, Charles Chipez e Georges Perrot fizeram uma exploração muito importante no sítio. Graças a um estudo arquitetônico das ruínas e dos restos escavados, Chipiez desenhou surpreendentes reconstruções dos palácios e dos monumentos, de acordo com sua visão de como seriam na época aquemênida. F. Stolze explorou os sítios arqueológicos de Fars e publicou o resultado em 1882. Jane e Marcel Dielafoy efetuaram duas missões arqueológicas na Pérsia (1881-82 e 1884-86). Exploraram Persépolis, e de lá voltaram na primeira vez com documentos fotográficos. Realizaram reconstruções e trouxeram inúmeras peças arqueológicas.[carece de fontes?]
De 1931 a 1939, foram realizadas escavações por Ernst Herzfeld e logo depois por E.F. Schmidt, comissionadas pela Oriental Institute da Universidade de Chicago. Durante os anos 1940, o francês A.Godard e logo depois o iraniano, A. Sami, prosseguiram as escavações por conta do Serviço Arqueológico Iraniano (IAS). Em seguida, a IAS sob a direção de A. Tajvidi, dirigiu trabalhos de escavação e restauração parcial em cooperação com os italianos G. e A. B. Tillia, do Istituto Italiano per il Medio ed Estremo Oriente. Estas escavações revelaram a provável existência de outros palácios atribuídos a Artaxerxes I e Artaxerxes II, que desapareceram. Ainda não foram escavadas todas as estruturas de Persépolis. Permanecem enterrados dois montes ao leste de Hadixe e de Tachara, cujas origens seguem sendo desconhecidas.

### História recente

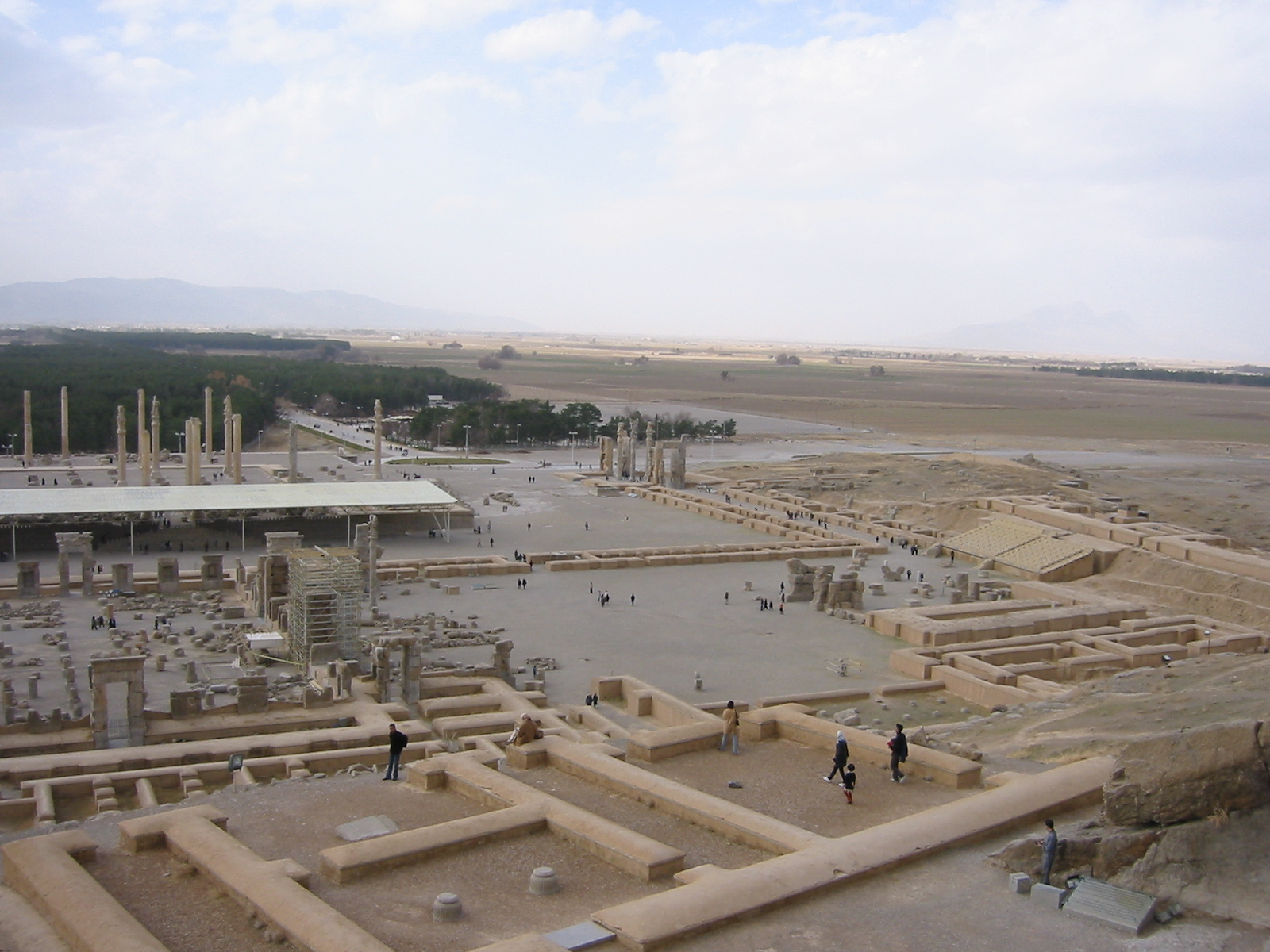
Persépolis vista de Kuh-e Rahmat

Em 1971 aconteceram em Persépolis cerimônias durante três dias para celebrar os 2500 anos da monarquia. O Xá Mohammad Reza Pahlevi convidou inúmeras personalidades internacionais. A luxuosa cerimônia, que mobilizou mais de 200 empregados vindos da França para os banquetes, provocou polêmica na imprensa e contribuiu para manchar a imagem pública do Xá. O montante gasto foi avaliado em mais de 22 milhões de dólares, e o financiamento foi realizado em detrimento de outros projetos urbanísticos e sociais. Além disso, as festas foram acompanhadas pela repressão aos opositores do Xá.[carece de fontes?]
Depois da revolução Iraniana e com o fim de erradicar uma forte referência cultural ao período pré-islâmico e a monarquia, o Aiatolá Sadeq Khalkhali tentou junto com seus partidários arrasar Persépolis por meio de tratores de esteira. A intervenção do governador da província de Fars, e a movimentação dos habitantes de Xiraz, colocando-se a frente dos artefatos, permitiram salvar o sítio da destruição.[carece de fontes?]
Persépolis é um sítio frágil cuja preservação pode estar comprometida por causa da atividade humana. É preocupante certos componentes químicos nocivos usados na agricultura. Um programa de proteção do sítio começou recentemente, com objetivo de limitar degradações causadas pela erosão e o caminhar dos visitantes: foi posto algumas tendas para proteger certos elementos, como a escadaria norte da Apadana, e está previsto recobrir o solo dos caminhos onde passam os turistas. A construção de uma barragem próximo a Pasárgada tem levantado polêmica entre o Ministério iraniano de Arqueologia e o Ministério de Cultura. As subidas das águas poderia danar numerosos sítios arqueológicos da região. Além disso, a construção de uma linha ferroviária, cujo trajeto poderia passar nas proximidades de Persépolis e Naqsh-i Rustam, pode causar danos. Persépolis é regularmente vítima de roubos relacionados com o tráfico de antiguidades. Está prevista uma ampliação do museu, ainda que não foi definida com exatidão: a classificação como patrimônio mundial da humanidade proíbe qualquer modificação.

## Arte em Persépolis

### Arquitetura
Os persas não possuíam uma bagagem arquitetônica própria: se tratava de um povo seminômade de pastores. Contudo, desde da sua fundação por Ciro II, o império persa era dotado de construções monumentais. A princípio, inspirados no povos conquistados, os arquitetos aquemênidas integraram estas influências e propuseram rapidamente uma arte original. Se em Pasárgada o plano geral mostra uma influência nômade com seus edifícios esticados, dispersos e um imenso parque, cinquenta anos mais tarde em Persépolis é uma prova de racionalização e de equilíbrio: o plano quadrado é sistematizado, as colunas são milimetricamente colocadas (6x6 na Apadana, 10x10 no Palácio das 100 colunas), e compreende a maior parte das pequenas salas do harém e os anexos dos palácios. As transações dos pórticos aos lados são unidas por torres angulares na Apadana. As duas grandes portas e os diferentes caminhos distribuem a circulação até os edifícios principais.
Estes elementos são criações originais, cujo estilo resulta da combinação de elementos resultantes das civilizações subjugadas. Não se trata de algo híbrido, e sim uma fusão de estilos que cria um novo. Fruto do saber dos arquitetos e obreiros de todo o império, a arquitetura persa é utilitária, ritualística e emblemática. Persépolis mostra assim numerosos elementos que atestam essas fontes múltiplas.
De fato, com a anexação da Jônia nas satrapias do império, a arquitetura persa aquemênida está marcada por uma forte influência grega jônica, particularmente visível nos hipostilo e pórticos dos palácios de Persépolis. O auge do estilo jônico na Grécia é interrompido depois invasão persa, porém se expressa de maneira brilhante na Pérsia, por meio de monumentos grandiosos. Arquitetos Lídios e jônicos foram contratados nas obras em Pasárgada, e mais tarde em Persépolis e Susa, que realizam os principais elementos, e se encontram assim pichações em grego nas pedreiras próximas a Persépolis, que mencionam os nomes dos chefes dos canteiros de obras. Desempenham um papel fundamental no nascimento do estilo persa. A participação dos gregos na construção das colunas e no ornamento dos palácios é mencionado na inscrição de Susa (DSF), assim como por Plínio, o Velho. As colunas de Persépolis são efetivamente de estilo jônico, com um fuste voluto e fino: o diâmetro é inferior a décima parte da altura, nenhuma coluna em Persépolis é maior que 1,9 m. Alguns capitéis levam grifos inspirados nos grifos de bronze gregos arcaicos.
Entre os elementos de estilo faraônico egípcio facilmente reconhecíveis, pode se citar os suportes das cornijas que sobressaem-se nas portas, assim como no início dos capitéis.
A influência da Mesopotâmia está muito presente, em particular as associadas a dois palácios, um para audiência pública e o outro para a audiência privada. Está influência também é visível nas palmetas ou nas rosáceas florais que decoram os relevos e o palácio, ou nos merlões dentados que recordam a forma dos zigurates, e que adornam as escadarias do palácio. Os relevos esmaltados e policromados são de inspiração babilônica. Os homens touros alados da porta são de estilo assírio.

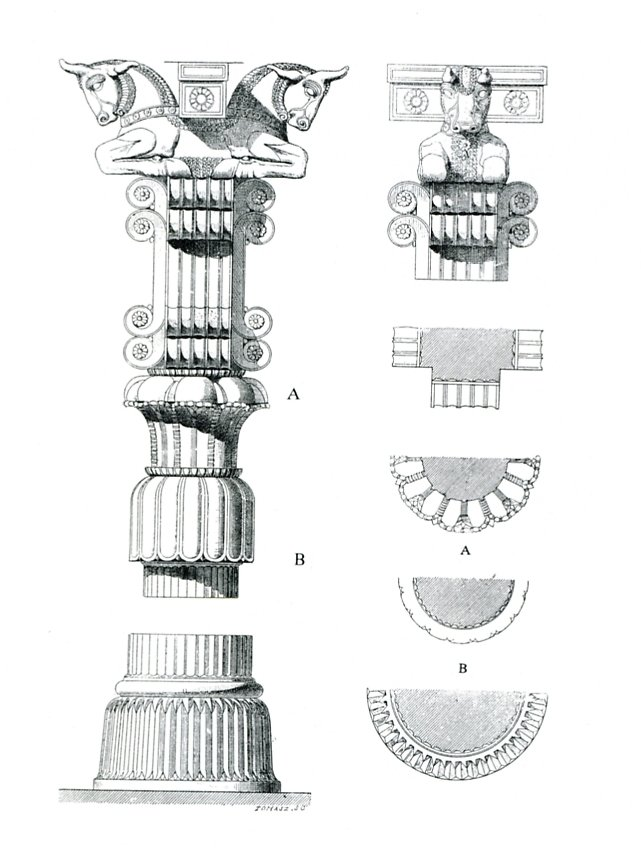
Coluna da Apadana, por Eugène Flandin, 1840

Presente no Médio oriente antes dos persas, o princípio dos espaços internos criados para os suportes e tetos de madeira, a sala do hipostilo, chega a ser elemento central do palácio. A entrada das técnicas gregas permite a arquitetura persa ter um bom termo de diferentes construções onde os espaços tem funções diferentes: a existência de vastos espaços vazios por meio de altas e finas colunas constitui uma revolução arquitetônica própria da Pérsia. As salas do hipostilo estão destinadas as multidões e não somente aos sacerdotes como na Grécia ou no Egito.
A maioria das colunas eram de madeira e repousavam eventualmente sobre uma base de pedra; todas desapareceram. Só quando a coluna era muito grande se notava uma estrutura feita inteiramente de pedra, esse estilo era presente na Apadana e na Porta de todas as Nações. As colunas de pedra que ali existiram eram muito heterogêneas e mostravam a influência das diferentes civilizações do império: a base campaniforme é uma criação aquemênida, porém sem dúvida de inspiração hitita; o fuste acanalado é jônio; o capitel, de uma altura desmedida que pode ir até um terço da coluna, começa por um capitel de estilo egípcio seguido de um pilar quadrado duplo em forma de voluta , uma criação iraniana inspirado em elementos assírios; o conjunto é coroado com uma imposta heteromorfa, outro elemento importado da Mesopotâmia, porém sua função de amparar vigas é inédita. Se pode ver ali um resumo da diversidade do império.
Como todos os palácios aquemênidas, os de Persépolis tinham sistematicamente muros de adobe, o que pode parecer surpreendente em região onda pedras de construção estão disponíveis em quantidade. É, de fato, uma característica comum a todos os povos do oriente, que reversavam os muros de pedra para os templos e as muralhas. Nenhum muro de Persépolis sobreviveu pois, os elementos ainda de pé são as portas e e colunas de pedra.
Ainda que sua construção tenha se estendido durante dois séculos, Persépolis mostra uma notável unidade de estilo que caracteriza a arte aquemênida: começado em Pasárgada, acabado por Dario em Persépolis, não se notam evoluções notáveis tanto na arquitetura como nas decorações ou nas técnicas. Só as últimas tumbas reais perderam distinção em comparação com as de Naqsh-e Rostam, sem dúvida por falta de espaço, porém seus baixo relevos são estritamente idênticos ao de Dario.

### Escultura
A forma mais conhecida e usada da escultura aquemênida é o baixo-relevo, expressando-se particularmente em Persépolis. Decoram sistematicamente as escadarias, os lados das plataformas dos palácios e o interior dos vãos. Se supõe igualmente que eram utilizados na decoração das salas de hipostilo. Podem-se ver as inspirações egípcias e assírias, incluindo a grega pela fineza da execução. Encontra-se a maioria dos estereótipos das representações orientais antigas: todos os personagens são representados de perfil. Se a perspectiva está presente de vez em quando, os diferentes planos são representados  geralmente um em baixo do outro. As proporções entre os personagens, os animais e as árvores não são respeitadas. Os temas representados se compõem dos desfiles de representantes dos povos do império, de nobres persas, de guardas, de cenas de audiência, de representações reais e figuras de combates de um herói real que combate animais reais ou imaginários. Estes baixos-relevos  são notáveis por sua qualidade de execução, cada detalhe é feito com a menor minúcia.

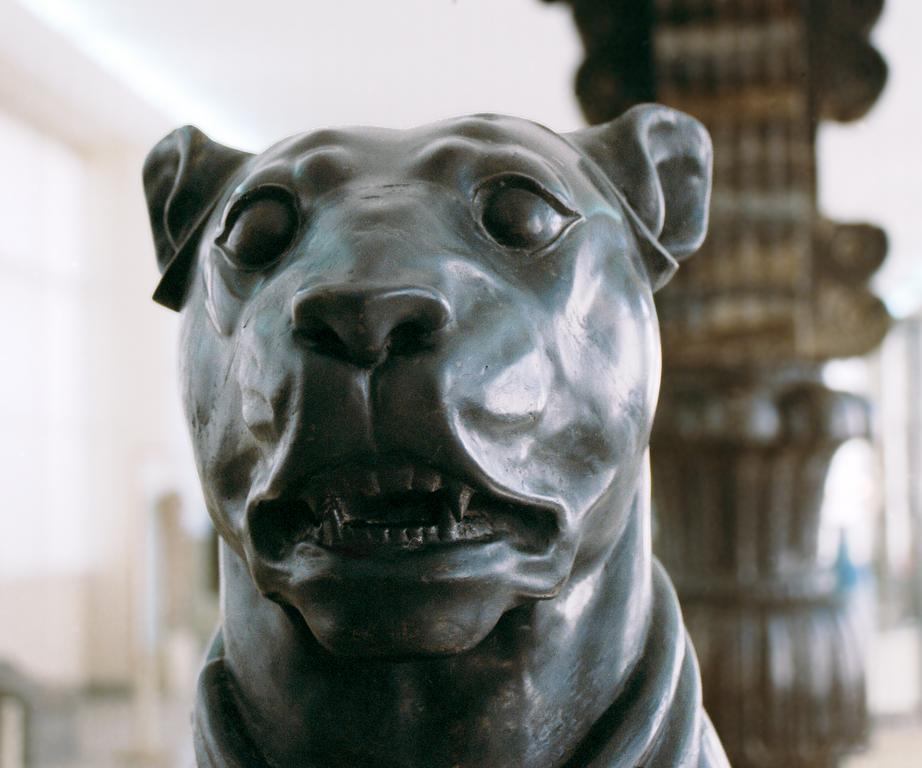
Estátua de um cão, proveniente da região sudeste da Apadana, Museu nacional de Teerã

Se conhece muito das esculturas aquemênidas de vulto, a de Dario se encontra em Susa, e é mais conhecida, porém não se trata de um exemplo único. Heródoto e Plutarco fazem referência a uma estátua de ouro de Artístone (esposa real de Dario I) e uma grande estátua de Xerxes I em Persépolis. No entanto, numerosos elementos de decoração podem ser considerados de alto-relevo. É utilizado, sobre tudo, para a representação de animais reais ou mitológicos, frequentemente usados como elementos arquitetônicos nas portas e nos capitéis. São essencialmente touros, que são representados como guardiões das portas, assim como no pórtico da sala das 100 colunas. Os capitéis das colunas acabam com esculturas de animais: touros, leões, grifos... Esses animais são muito utilizados, sem nenhuma variação. Algumas estátuas de alto-relevo foram encontradas, como uma que representa um cão, que decorava uma torre angular da Apadana.[carece de fontes?]

### Pintura
A utilização de cores foi despreciada, frequentemente devido as numerosas alterações que sofrem os pigmentos ao longo do tempo. Tempo ruim, fragilidade das camadas, ou perecibilidade dos pigmentos orgânicos são as razões principais. Outras degradações podem acontecer devido a manipulação, tratamentos de conservação e de renovação das obras. Limpezas, aplicações de verniz, capas protetoras, incluindo retoques coloridos foram a causa de falsos corantes nas obras, ou da degradação dos objetos. Estas manipulações, com a evidência dos componentes artificiais de pinturas modernas levam os cientistas a examinar com prudência e minúcia todas as descobertas de restos coloridos nas esculturas e objetos aquemênidas.
A evidência de múltiplas cores em numerosas obras na maioria dos palácios e edifícios atestam a riqueza e onipresença das pinturas policromadas em Persépolis. Não só se tratam de provas que se encontram nos vestígios pigmentários que persistem nos objetos, e sim de provas consistentes, como o aglomerado de pinturas que formam grumos, de cores que foram encontrados em massa em recipientes em vários lugares do sítio.
Essas cores eram utilizadas não somente nos elementos arquitetônicos (muros, relevos, colunas, portas, escadarias, estátuas) como também em tecidos e outras decorações. Tijolos pintados, revestimentos de solo de cal colorida com ocre vermelho ou solos de calcário verde acinzentado, colunas pintadas e outras colgaduras englobam assim as múltiplas cores nos interiores e exteriores dos palácios. Poucos vestígios de cor vermelha foram encontradas na estátua de Dario conservada no Museu nacional de Teerã.
A grande paleta de cores encontrada dá uma ideia da riqueza policromada: negro (asfalto), vermelho (vidro vermelho opaco, hematitas de ocre vermelho),  verde, azul egípcio, amarelo (ocre ou dourado). A utilização de pigmentos vegetais é considerada, porém não foi ainda provada.
Pode, entretanto, ser difícil reconstituir com precisão a verdadeira paleta de cores presentes em um lugar preciso, vários relevos ou palácios restaurados utilizam peças ou fragmentos procedentes de vários lugares. A análise das diferenças entre certos relevos e desenhos por Flandin, permitiu, por exemplo, por em evidência os erros das restaurações de uma esfinge. Persépolis era conhecida como uma das cidades mais ricas em pintura.[carece de fontes?]

## Complexo principal

### Terraço

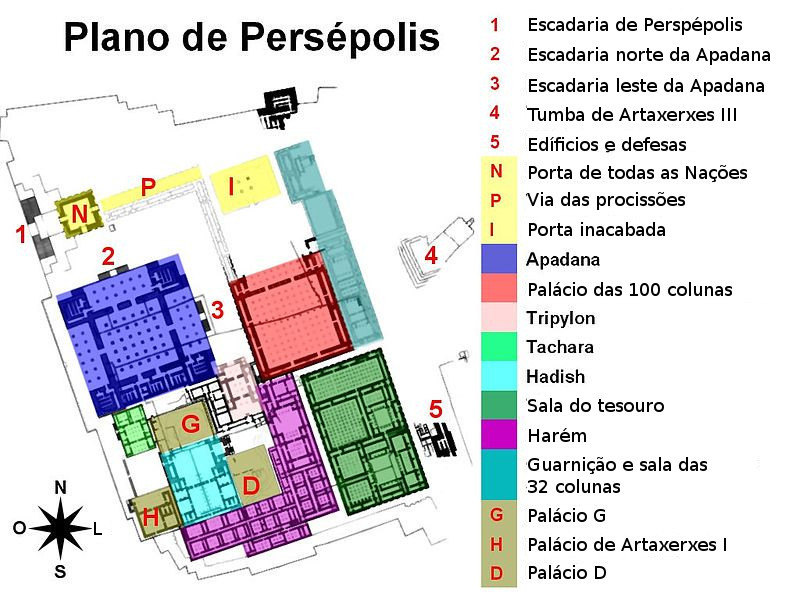
Planta de Persépolis

O complexo de palácios de Persépolis repousa sobre um terraço de 450 m por 300, e 14 m de altura, que apresenta quatro níveis de 2 m. A entrada desemboca em nível reservado as delegações. Os níveis dos nobres estão em um grau superior. Os lugares reservados ao serviço e a administração estão situados em nível mais baixo. Já os lugares reais estão em nível mais alto, visível por todos. A pedra mais utilizada para a construção é o calcário cinza. A organização das construções segue um plano rigorosamente ortogonal.
No lado leste do terraço se encontra o Kuh-e Rahmat, cuja na parede rochosa estão escavadas as sepulturas reais que sobressaem-se no sítio. Os outros três lados estão formados por um muro de contenção cuja altura varia entre 5 a 14 m. O muro é composto por enormes pedras esculpidas, construídas sem argamassa e fixadas por meio de pinos de metal. A facha oeste constitui a entrada do complexo e apresenta o acesso principal ao terraço através de uma escadaria monumental.
A nivelação do solo rochoso está assegurado pelo enchimento das depressões com terra e pedras. O aterramento final é constituído por meio de pesadas pedras unidas entre elas por pinos metálicos. Durante esta primeira fase de preparação, a rede de drenagem da água é inserida, as vezes talhada na mesma rocha. Os blocos foram esculpidos com a ajuda de cinzéis e com ferramentas de mineração, permitindo a fragmentação das pedras em superfícies planas. O levantamento e posicionamento das pedras foram realizadas por meio de vigas de madeira.
Na fachada sul, foram encontrados inscrições cuneiformes em três línguas. O texto, redigido em elamita, é comparado com uma inscrição do palácio de Susa. Estas inscrições podiam corresponder a localização da entrada principal do complexo, antes da construção da escadaria monumental e da inclusão da Porta de todas Nações.
A configuração do terraço sugere que sua concepção tomou em conta preocupações de defesa do sítio em caso de ataque. Um muro e as torres constituem o perímetro,  reforçado por um baluarte. O ângulo dos muros permite aos defensores cobrir o máximo possível do campo visual do exterior. O terraço suporta um número impressionante de construções colossais, construídos com calcário acinzentado procedente das montanhas próximas. Essas construções se distinguem pela grande utilização de colunas e pilares, do qual um bom número ficaram de pé. Os espaços hipostilos são constantes, qualquer que seja sua dimensão. As salas contam com 99, 100, 32 ou 16 colunas, segundo arranjos variáveis (20x5 para a sala do tesouro, 10x10 para o palácio das cem colunas). Algumas destas construções não foram acabadas. Os materiais e restos utilizados pelos obreiros foram encontrados também, não havendo sido limpados. Fragmentos de recipientes que serviram para armazenar pinturas foram desenterrados em 2005 perto da Apadana, confirmando os indícios já conhecidos que comprovam a utilização de pinturas para a decoração dos palácios.

### Escadaria principal (ou escadaria de Persépolis)
O acesso ao terraço se faz pela fachada ocidental, por meio de uma escadaria monumental, simétrica e de duas seções divergentes que logo convergem. Este acesso, construído por Xerxes, substituí o acesso original pelo sul do terraço. A escadaria se converte então na única entrada importante. Uns acessos secundários puderam existir nessa seção, cuja altura era menor devido a inclinação do solo. Está construída por blocos de pedra unidos por cavilhas. Cada seção consta com 111 escalões de 6,9 metros de largura. O lado baixo permitia o acesso aos cavalos. Algumas pedras foram esculpidas com até cinco escalões. A escadaria estava fechada no topo por portas de madeira cujas dobradiças giravam em pequenas cavidades talhadas no solo. Terminava em um pequeno pátio onde se encontrava a porta de todas as nações.[carece de fontes?]

### Porta de todas as nações
A Porta de todas as nações, ou porta de Xerxes, foi construída por Xerxes I, filho de Dario. A suposta data de sua construção é de 475 a.C..
A entrada ocidental, guardada por dois touros colossais de 5,5 metros de altura, são de inspiração assíria. Sobre um vestíbulo central de 24,7 m², alinham-se os muros brancos de mármore. O telhado era suportado por quatro colunas de 18,3 m de altura, simbolizando palmeiras, e cujas cúspides esculpidas representavam folhas de palmeiras estilizadas. Na entrada ocidental tinha duas saídas: uma ao sul, que terminava sobre o pátio da Apadana, e outra ao leste, que terminava na via das procissões. Esta última é guardada por um par de estátuas colossais que representam homens touros alados, ou lamassus. Estas figuras protetoras estão também presentes nos capitéis das colunas do Trípilo. Observam-se restos de pés na base dos montantes da porta inacabada. Cada entrada da Porta de todas as nações era fechada por por uma porta de madeira, cujas dobradiças se articulavam em cavidades talhadas no solo. As portas estavam adornadas com metais preciosos.

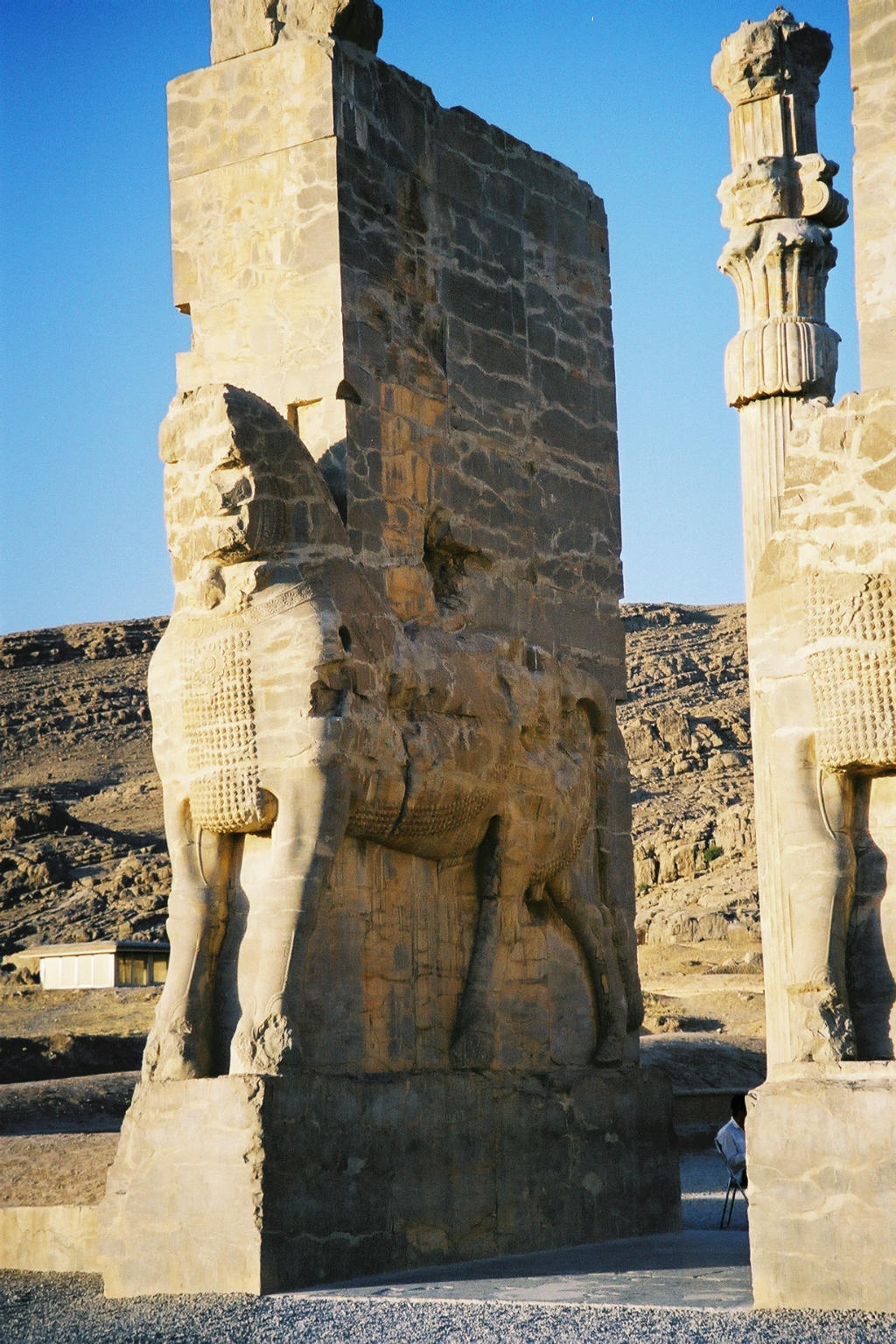
Touros da Porta das nações (aceso oeste)
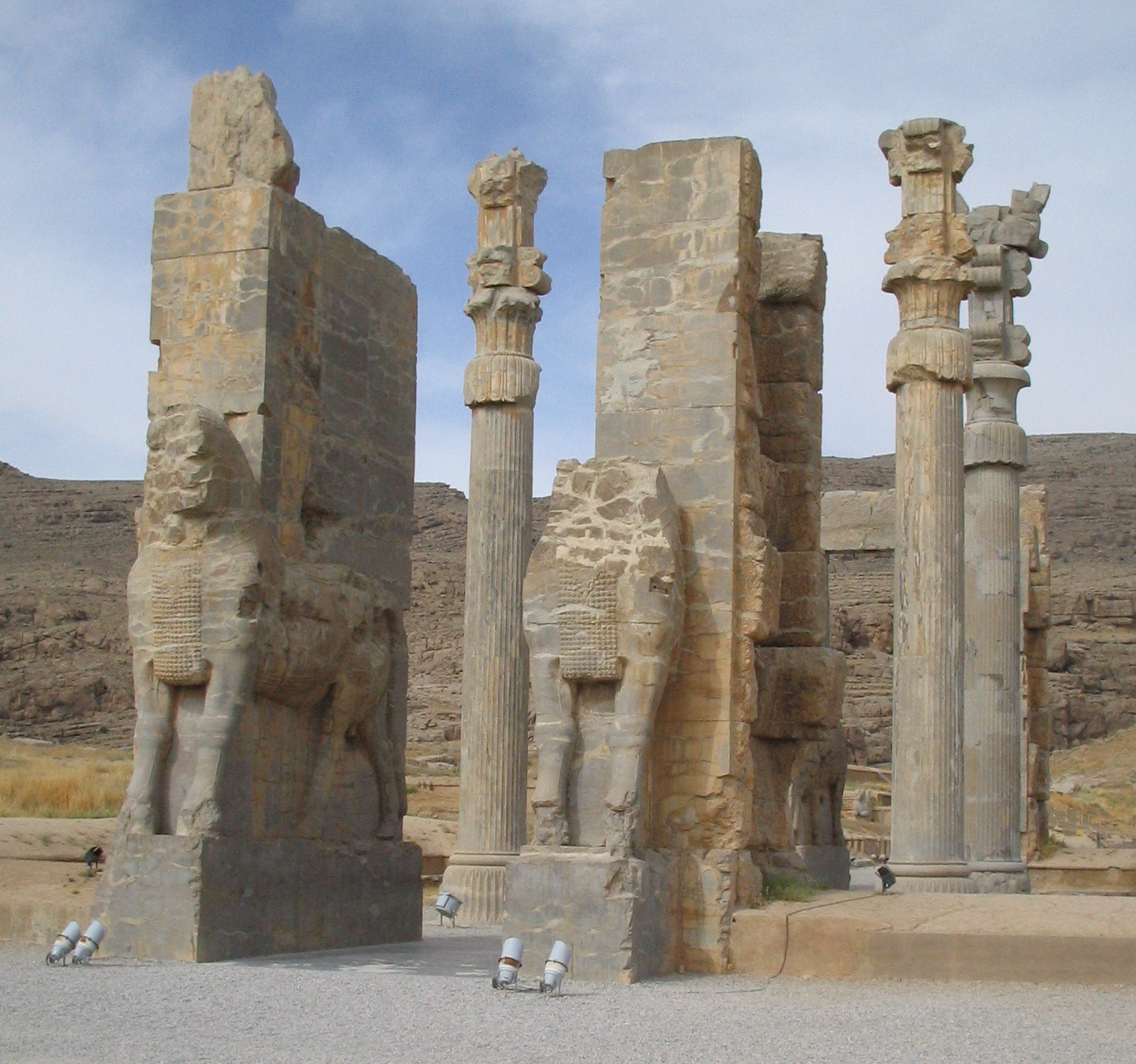
Porta das nações (vista oeste)
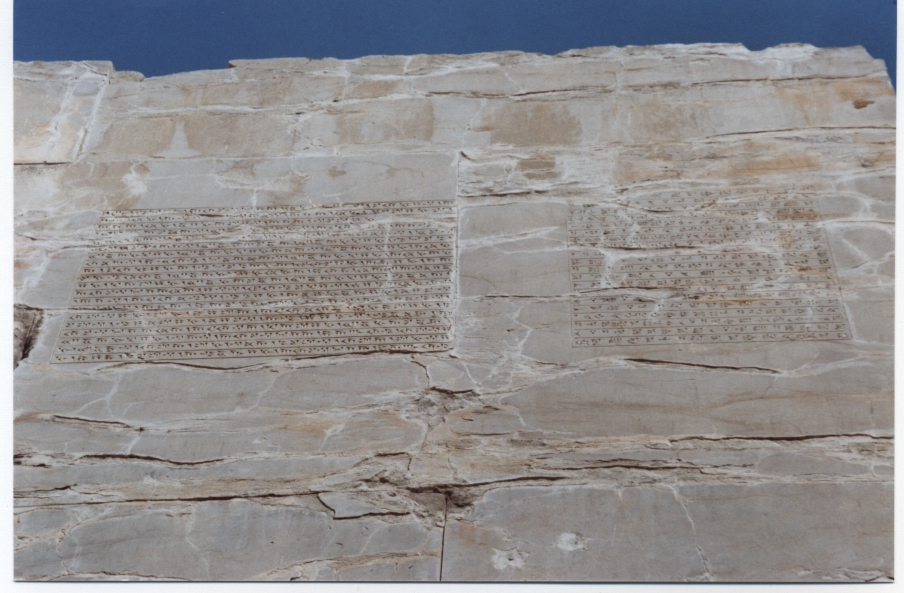
Porta das nações: Inscrição cuneiforme de Xerxes
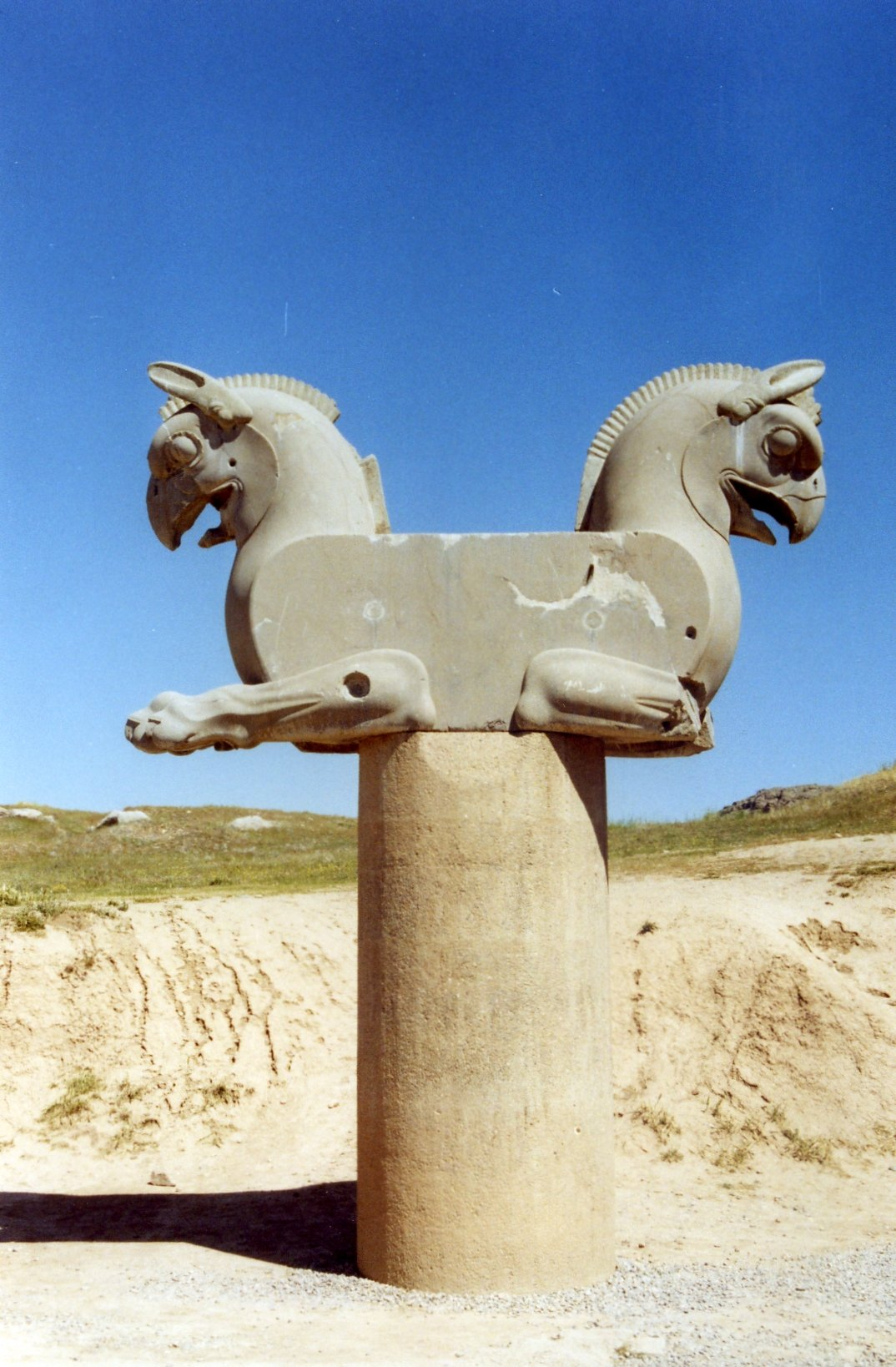
Capitel de coluna com grifos (via das procissões)

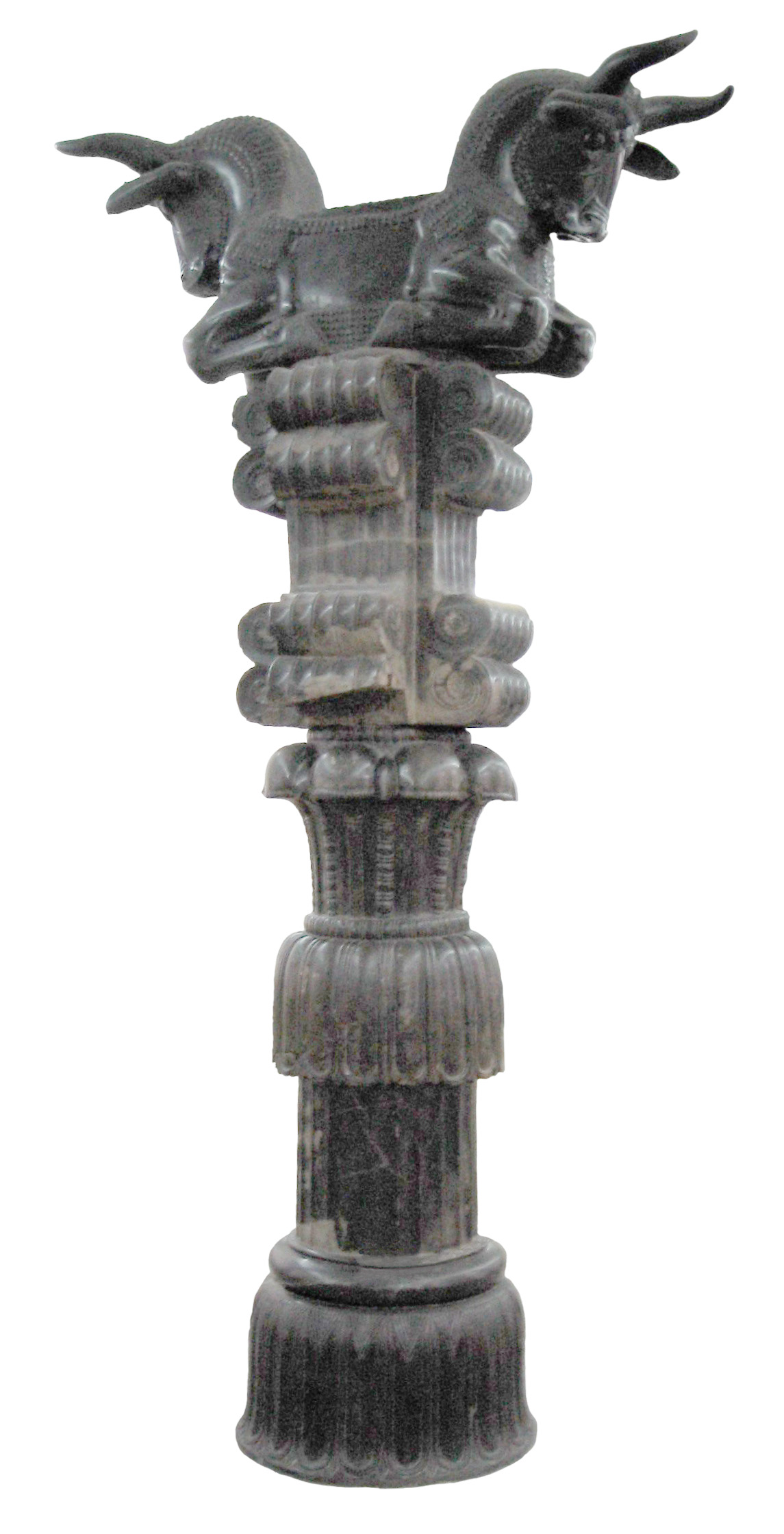
Elementos de mármore cinza, em cima de uma coluna da Apadana. Museu Nacional do Irã, Teerã

Uma inscrição cuneiforme está gravada em cima dos touros da fachada ocidental, nos três idiomas principais do império (persa antigo, acádio e elamita):
| “ | Aúra-Masda é um grande deus que criou esta terra, que criou o céu, que criou o homem, que criou a felicidade do homem, que fez Xerxes rei, rei de muitos, senhor de muitos “Eu sou Xerxes, o grande rei, rei dos reis, o rei dos povos com inúmeras origens, o rei desta grande terra, o filho de Dario, o aquemênida”. O rei Xerxes declara: “Graças a Aúra-Masda, eu fiz este pórtico de todos os povo; há muitas coisas boas que foram feitas na Pérsia, que eu fiz e meu pai fez. Tudo que tem sido feito, que parece bom, tudo isso fizemos graças a Aúra-Masda. O rei Xerxes declara: “Que Aúra-Masda me proteja, assim como no meu reino, e que o eu fiz, e o que meu pai fez, que Aúra-Masda proteja também”. | ” |

Esta inscrição permite pensar que a Porta de todas as nações foi chamada assim por Xerxes em referência aos múltiplos povos e reinos que formavam o Império Aquemênida. Esta inscrição também é achada em cima dos lamassus.

### Via das procissões e porta inacabada
Passando de oeste a leste na parte norte do terraço, a via das procissões leva a uma construção similar a Porta de todas as nações: a Porta inacabada, também chamada de Palácio Inacabado, denominado assim porque não estava acabada quando aconteceu a destruição do sítio por Alexandre. Esta porta se encontra no região nordeste do terraço, e tem quatro colunas. Termina em um pátio que dá entrada para o Palácio das 100 colunas. A rodeava um muro duplo pelos seus dois lados, protegendo a Apadana e os palácios particulares ao redor. Hoje somente sobram as partes inferiores destes muros, porém alguns pensam que alcançavam a altura das estátuas dos lamassus. Pode se observar, em   uma instância em um lado da via, duas cabeças de grifos parcialmente restauradas que parecem não ter estado sobre as colunas, talvez destinados a uma outra construção que seria erguida depois.

### Apadana (ou sala de audiências de Dario)
A Apadana foi construída por Dario, o grande. A data do começo da sua construção seria de 515 a.C., segundo tabuletas de ouro e de prata encontrados nos cofres de pedra inseridos no cimentos. A construção durou muito tempo, e seria acabada por Xerxes I. A Apadana é, junto com o Palácio das 100 colunas, a mais grande e mais complexa das construções monumentais em Persépolis. Se encontra no centro da parte ocidental do terraço. Situada em nível mais alto, é acessível a partir do terraço, por duas escadarias monumentais de duas rampas e paralelas, que flanqueiam a base dos lados norte e leste.

#### Palácio
O palácio tem uma planta quadrada de 60,5 m de lado. Tinha 36 colunas das quais 13 ainda estão de pé.  As colunas, de cerca de 20 metros de altura, foram erguidas provavelmente por meio de rampas de terra que permitiam levar as pedras até a altura requerida. As rampas deviam ser elevadas com o avançar das colunas, e depois a terra era retirada. Nota-se a influência jônica: as colunas da Apadana apresentam o mesmo diâmetro e uma altura similar ao templo de Hera em Samos; ademais, apresentam acanaladuras similares.

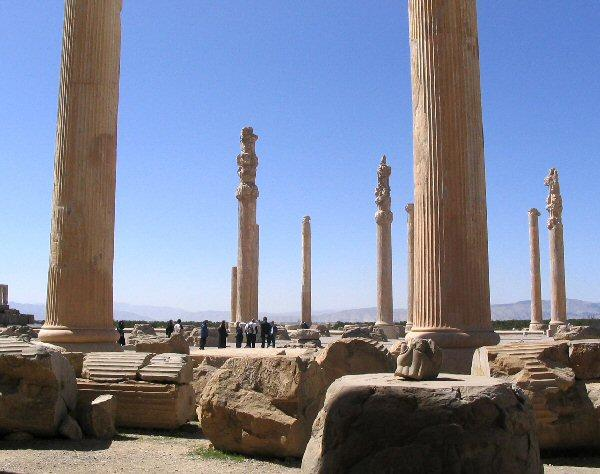
Colunas jônicas e elementos de colunas (Apadana)
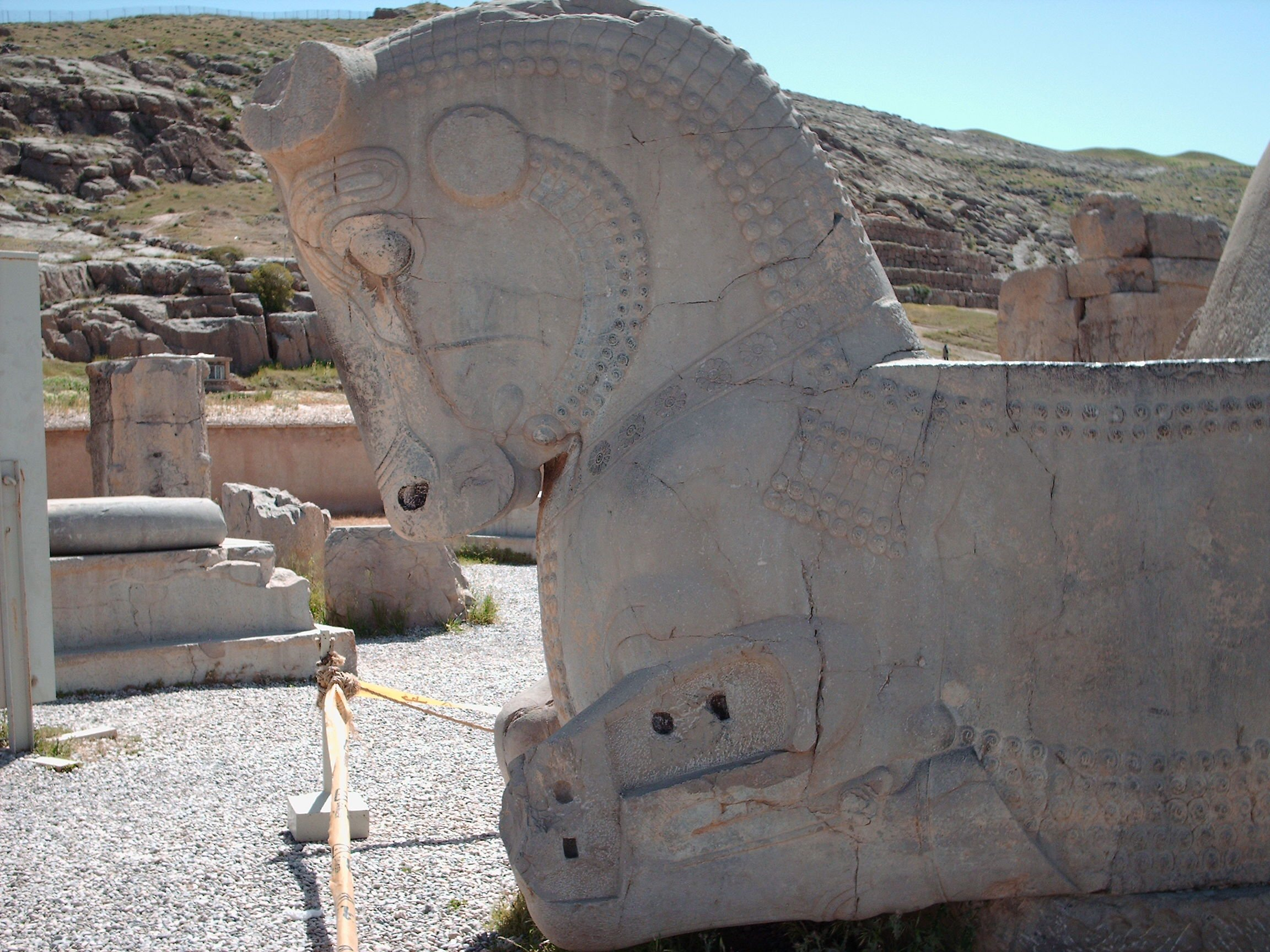
Capitel de touro (Apadana)

Os planos iniciais do palácio eram mais simples: havendo sido construídas depois das escadarias de Persépolis e da Porta de todas as Nações, chegou a ser necessário um acesso ao palácio pelo norte. Isso explica a construção de uma escadaria no lado norte do terraço. A parte central, uma grande sala hipostilo de forma quadrada, constava com 36 colunas ordenadas em seis filas. Estava rodeada a oeste, ao norte e ao leste, por três pórticos retangulares de doze colunas cada um, dispostas em duas filas. A parte sul consistia em uma série de pequenas salas, e terminava no palácio de Dario, o Tachara. As esquinas estavam ocupadas por quatro torres.
O teto era sustentado por vigas que descansavam em capitéis de touros e leões. Opostos, esses capitéis formavam um banco em que havia sido posta uma viga principal. As duas cabeças formavam assim uma protrusão, lateralmente, de cerca de um metro. Uma das vigas transversais haviam sido postas diretamente nas cabeças, sustentados pelas orelhas ou chifres do animal esculpido. Estes elementos de animais foram fixados com chumbo. As vigas transversais uniam as colunas das fileiras vizinhas. Os restantes dos espaços estavam cobertos por vigas secundárias. O conjunto foi coberto por uma capa de argamassa de barro seco. As vigas eram de azinheira, ébano e cedros do Líbano. A utilização de telhados de cedro junto com as técnicas das colunatas jônicas, permitiam a liberação de um espaço importante: a separação das filas de colunas da Apadana é de 8,9 m, em um diâmetro das colunas e distâncias entre os fustes do solo de 1 por 3,6. Em comparação, a sala hipostilo do Templo de Carnaque é de 1 por 1,2.
O conjunto estava ricamente pintado como mostram os múltiplos vestígios de pigmentos encontrados nas bases de algumas colunas, muros e baixo-relevo das escadarias. O interior da garganta de um leão esculpido todavia possui distintos vestígios de cor vermelha. Cobertos por uma capa de estuque onde foram encontrados fragmentos, os muros eram adornados com colgaduras bordadas em ouro, cerâmicas esmaltadas, e decorados com pinturas que representavam leões, touros, flores e plantas. As portas de madeira e vigas levavam placas de ouro, encrustados de marfim e de metais preciosos. Os adornos dos capitéis das colunas diferem segundo sua posição: touros para as colunas do vestíbulo central e do pórtico norte, e outras figuras de animais para os pórticos a leste e oeste.

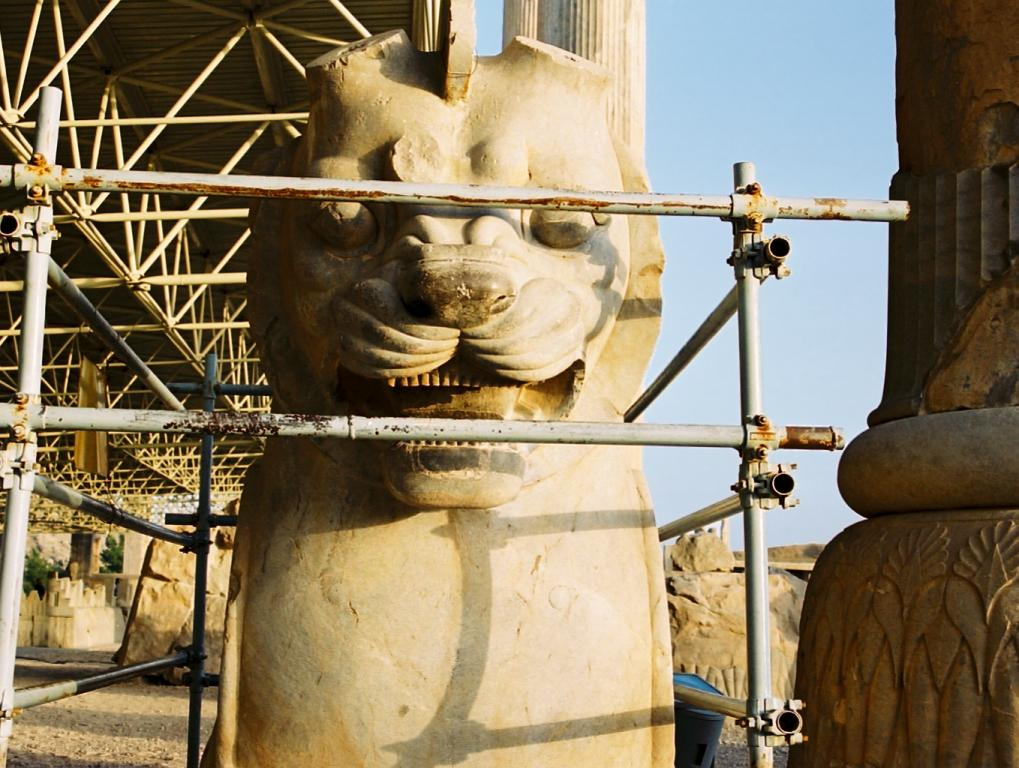
Capitel de coluna com leão (Apadana)
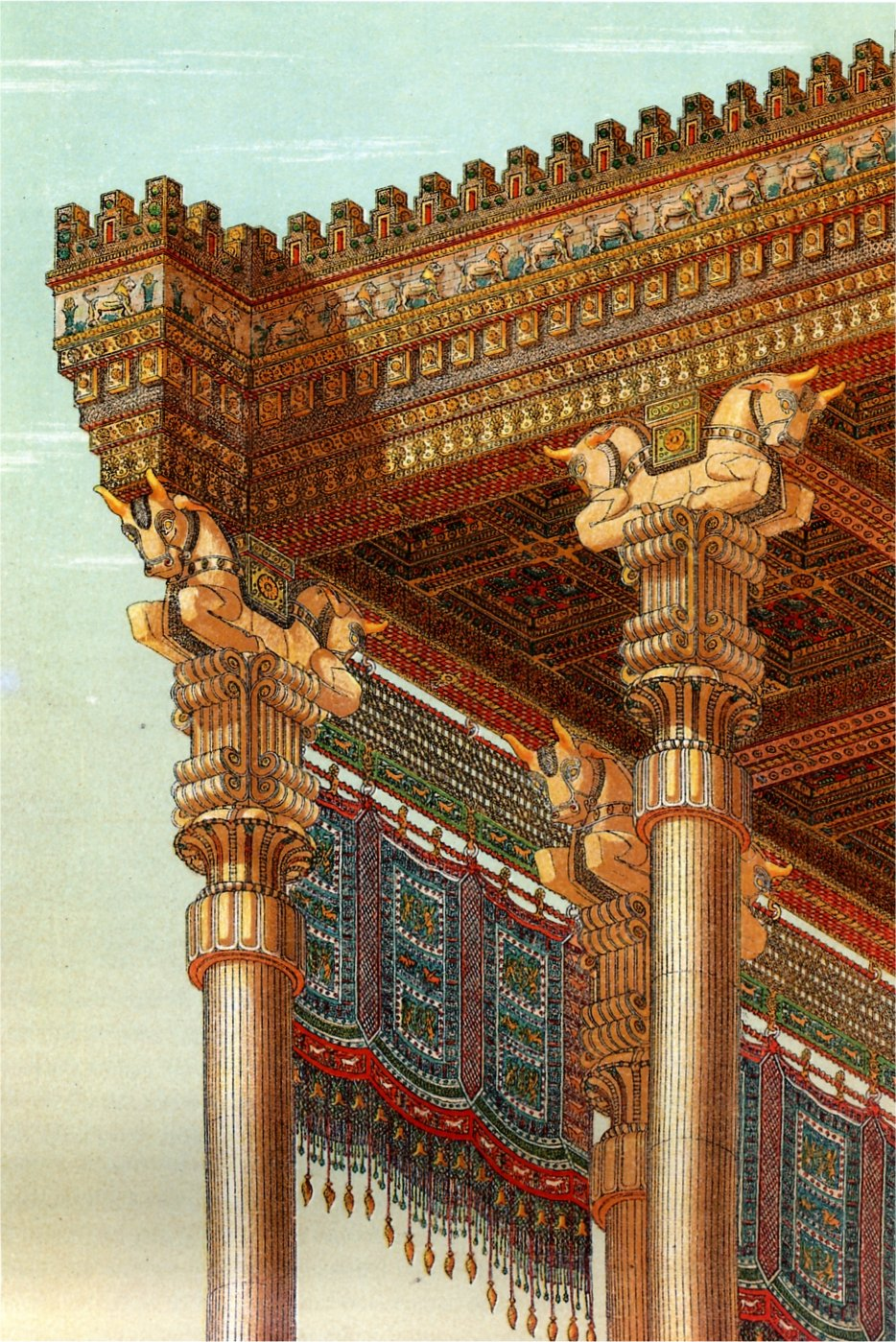
Telhado da Apadana, por Charles Chipiez (1884)
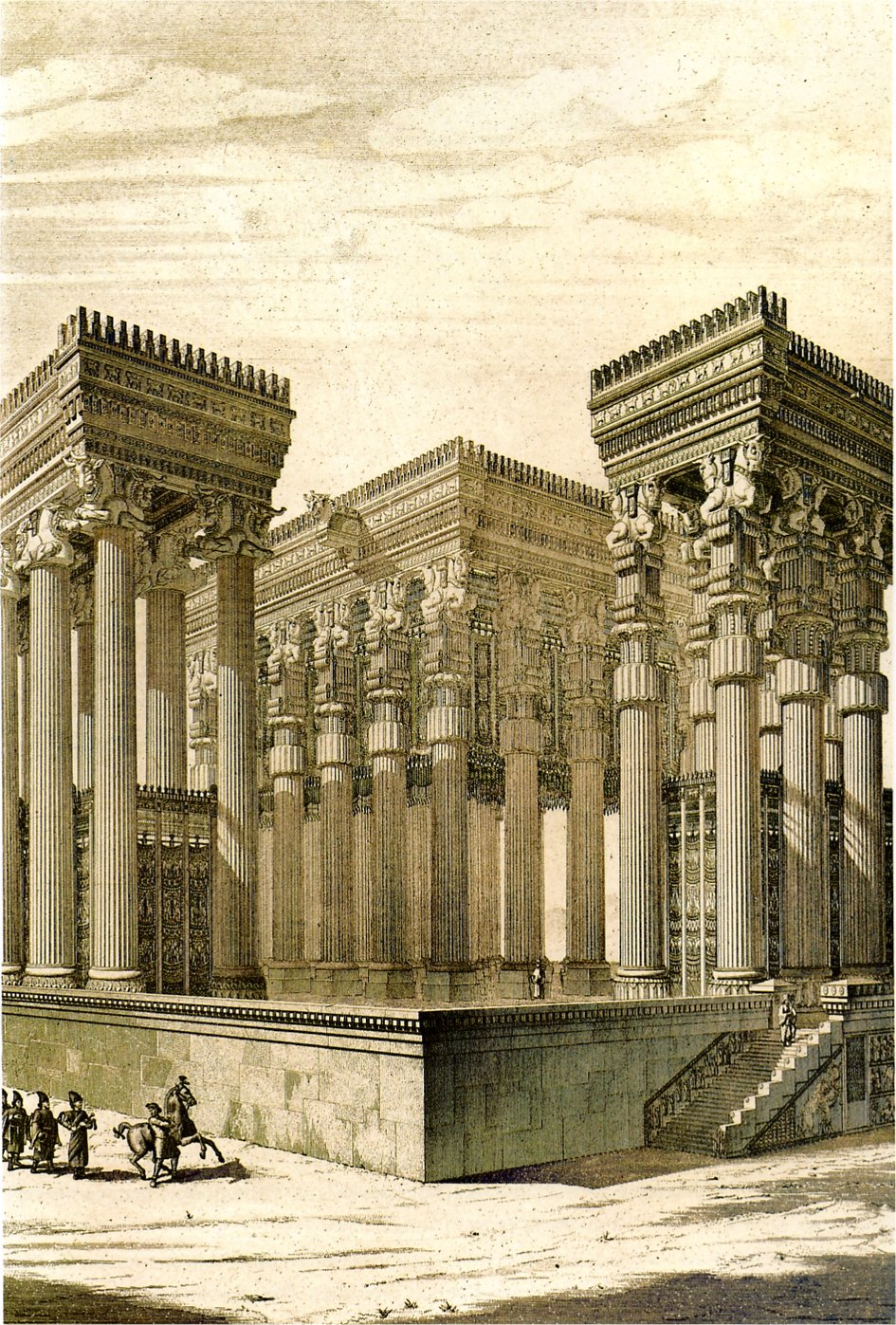
Reconstituição da Apadana, por Charles Chipiez (1884)
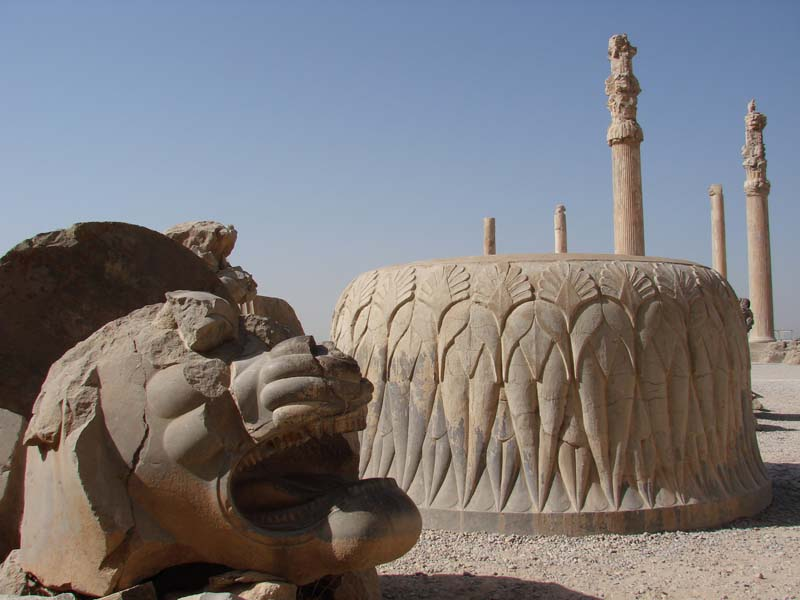
Cabeça de leão e base campaniforme de coluna (Apadana)

Segundo o arquélogo David Stronach, a configuração de um palácio como a Apadana responde a duas funções principais. Suas dimensões poderiam permitir a recepção de 10 mil pessoas, o que facilitava a audiência do rei. Por sua vez, sua altura permitia ao rei observar as cerimônias e desfiles que aconteciam na planície. As escavações realizadas em Susa, em um palácio também de Dario I, trouxe a luz uma laje da Apadana, localizada no eixo do palácio ante a parede sul. Ambos os palácios tem concepções parecidas. É provável a existência de um trono fixado no solo da Apadana. Além disso, dois caminhos próximos permitiam ao rei retirar-se aos apartamentos e bairros reais adjacentes.
Quando Alexandre Magno incendiou Persépolis, o telhado da Apadana foi derrubado no lado leste, protegendo os relevos desta parte do desgaste por cerca de 2 100 anos. Foi encontrado uma cabeça maciça de um leão em um buraco, perto do muro que separa a Apadana do Palácio das 100 colunas. Sua função parecido ter sido dar apoio a uma viga principal do telhado. Sua presença em um buraco abaixo do nível do solo ainda não está explicada. Encontra-se uma réplica do pórtico da Apadana no museu do sítio e dá uma ideia da magnificência do palácio.

#### Escadaria leste

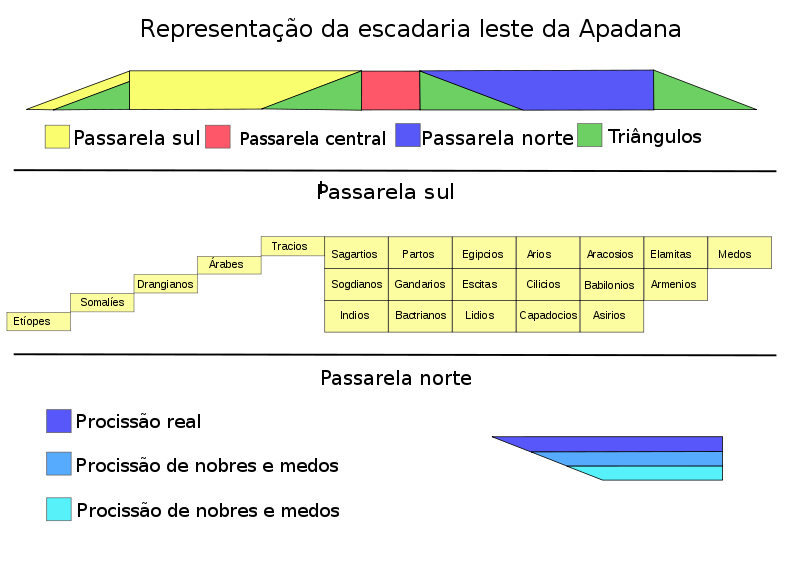
Esquema das escadarias

Coberta pelos restos do telhado incendiado da Apadana, a escadaria norte está muito bem preservada. Se divide em três passarelas (norte, central e sul) e em triângulos sob os escalões. A passarela norte mostra a recepção dos persas e medos. Na passarela sul mostra a recepção de personagens que procedem das nações conquistadas. A escadaria tem múltiplos símbolos de fertilidade: flores de romã, fileiras separadas por pétalas, ou árvores e sementes que decoram os triângulos. As árvores, pinheiros e palmeiras, simbolizam os jardins dos palácios. As passarelas tem inscrições que indicam que Dario construiu o palácio, que Xerxes a completou e pediu a Aúra-Masda que protegesse o país dos terremotos, crimes e fome. Os personagens dos relevos ostentam portes orgulhosos. As características étnicas estão feitas meticulosamente, e os detalhes minuciosamente trabalhados: peles, barbas e cabelos estão representados por pequenos cachos, trajes e animais estão trabalhados da mais fina maneira.[carece de fontes?]
Examinando as cenas inacabadas é perceptível uma organização de trabalho, mostrando uma especialização do obreiro (rostos, penteados e adereços). Os artistas e obreiros que participaram da construção não tinham nenhuma liberdade de criação: deviam seguir rigorosamente as orientações passadas pelos conselheiros do rei. A realização das obras seguia uma agenda que não deixava lugar para a improvisação. Os frisos, inicialmente policromados, respondiam as vontades do soberano: valorização da ordem e do rigor.  A estética das representações recordam os elementos dos palácios assírios. A distribuição dos registros em linhas definidas, e a rigidez dos assuntos assume a influência de um estilo jônico rigoroso.

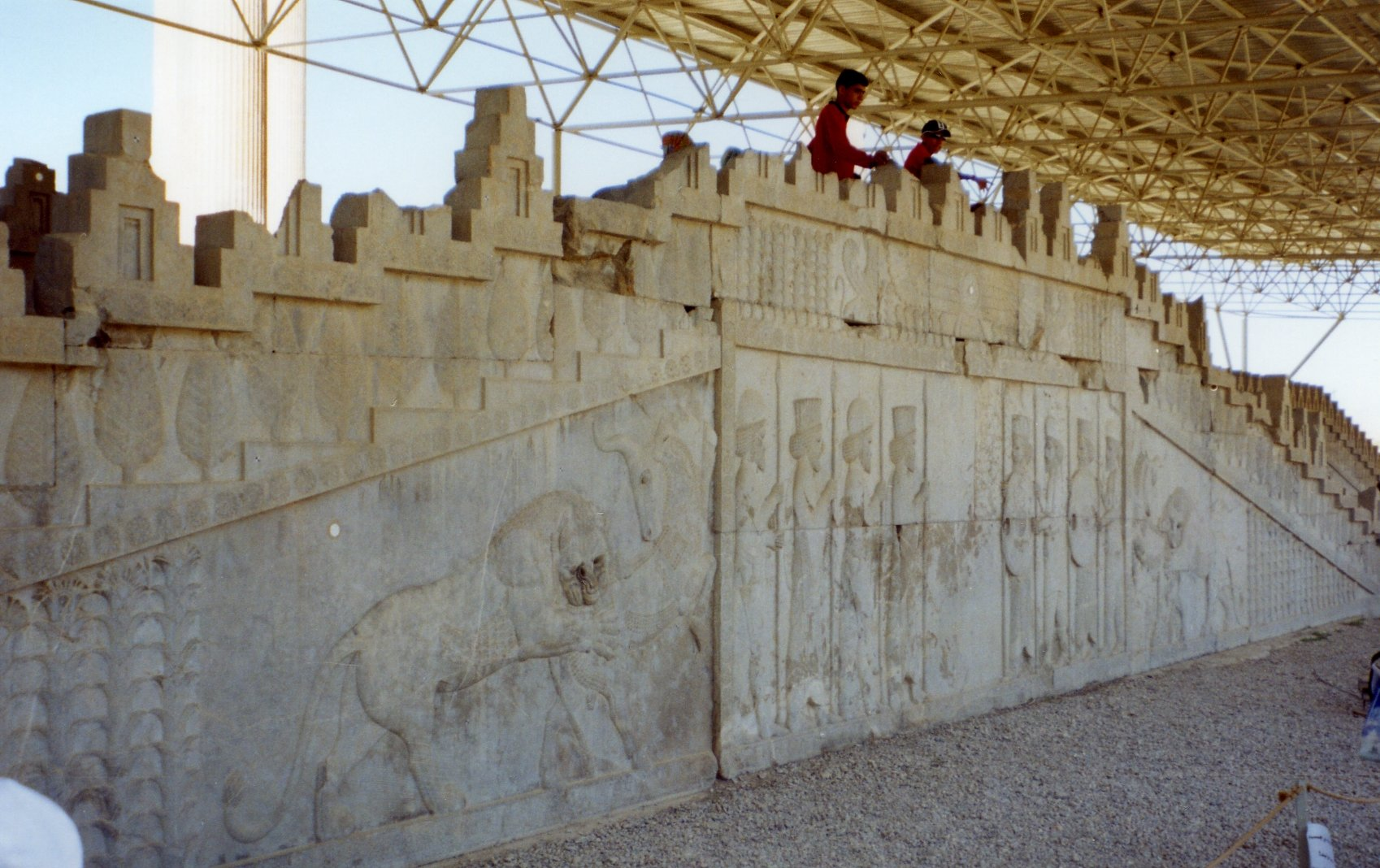
Passarela central e seus triângulos (Apadana, escadaria leste)

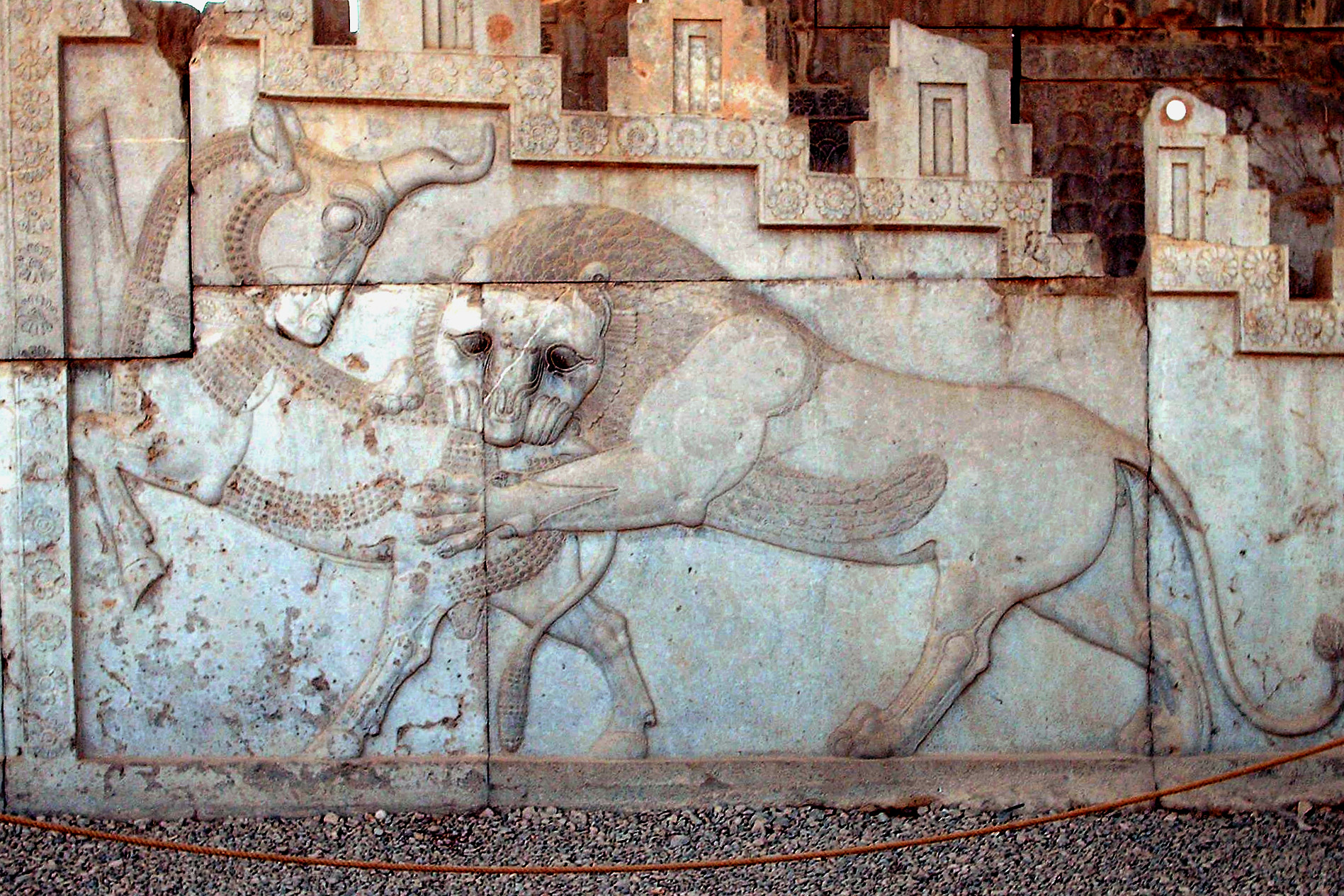
Triângulo (Apadana, escadaria leste)

Triângulos e passarela central. Os triângulos estão ocupados por relevos que simbolizam o ano novo: um leão que devora um touro. O equinócio da primavera mostrava um céu onde a constelação de Leão estava em zênite, enquanto a de touro desaparecia no horizonte sul. O noruz marca o início da atividade agrícola depois do inverno. O significado da passarela central é religioso. Mostra Aúra-Masda guardado por grifos de cabeça humana, que domina quatro guardas persas e medos. Os persas tem na mão esquerda um típico escudo redondo, e azagaias na mão direita. Como os outros relevos do sítio, os guardas persas estão usando um largo vestido drapeado. Os medos usam vestidos curtos e calças rudimentares.
Passarela norte. As passarela norte está dividida em três segmentos e mostra a recepção de ano novo em um desfile. Do centro até a extremidade norte, o segmento superior mostra os Imortais seguidos de uma procissão real. Os imortais usam um gorro, e estão equipados com lanças e e alijavas. A procissão real se compõe de um oficial medo que precede os carregadores da cadeira real. A cadeira real é levada por meio de de cintos colocados no ombro, que sustém dois bambus alojados através da cadeira. A cadeira estava composta por um marco de madeira esculpido, cujos pés tinham a forma de patas de animais. Um servente leva o escabelo utilizado pelo rei, que não devia tocar a terra. A procissão segue com o medo responsável pelos estábulos reais. Os cavalos, montados por cavaleiros, estão finamente acabados, deixando ver o detalhe das refeições destes animais. O cortejo é encerrado por dois carros conduzidos por um elamita. Os outros cavalos são menores e mais magros que os procedentes, ou seja, de outra raça. Eles puxam duas carruagens cujas rodas tem doze seções (simbolizando os doze meses do ano) e cujos eixos estão esculpidos. A primeira carruagem difere da outra: um dos leões esculpidos nela indica que se trata de uma carruagem de caça ou de guerra. As passarelas inferior e média mostram os imortais seguidos por nobres persas  (com chapéus com plumas) e medos (chapéus arredondados com uma pequena cauda) alternados. Alguns levam bagagens, outros sementes de hortaliças e flores de romã. As sutis diferenças em seus trajes e jóias sugerem funções ou status diferentes. Os nobres estão representados discutindo ou sorrindo. Suas atitudes são  informais e nada cerimoniosas. Eles dão as mãos de vez em quando, e se voltam um para o outro, ou põem a mão sobre o ombro do procedente, em atitudes que simbolizam sua unidade. Os imortais da passarela inferior são persas, armados com lanças, arcos e alijavas, cada um está no degrau das escadaria, representando a ascensão. Os dos degraus médios levam um chapéu e estão armados somente com lanças.
 Passarela sul. É uma passarela notável porque representa a chegada de 23 delegações das nações conquistadas, conduzidas por guias persas e medos. Cada delegação está separada por pinheiros. A qualidade do acabamento difere em cada obra: todos os relevos não foram polidos e seu detalhe é variável. Este desfile apresenta cerca de 250 personagens e 40 animais e carruagens.  Com uma altura de 90 cm, os registros tem um comprimento total de 145 m. Para Dutz, os símbolos de Persépolis estão carregados de sentidos, e sua organização não é fruto do azar, e pode ser se conhecer se tal ordem segue uma sequência determinada pelas filas horizontais ou verticais (ver esquema). Em todo o caso, parece claramente que os medos são os primeiros e os etíopes os últimos. Além disso, nenhum segue a lista sequencial das satrapias dadas pela inscrição do rei.  A disposição das delegações não parecem seguir tampouco a ordem de incorporação das diferentes satrapias do império. No entanto, podiam estar em função do tempo de viagem até Persépolis. Esse hipótese se apoia em textos de Heródoto: “De todas as nações, os persas honram primeiro os que estão mais perto, em segundo lugar os que estão mais distantes, e tem menos estima por aqueles que estão mais longe". Sabe-se pelas tabuletas do Tesouro que as oferendas levadas pelas delegações não correspondem a um imposto, e sim a regalias destinadas ao rei para um uso cerimonial. Pela ausência de descrições, a identificação das delegações são um problema, pois se centra sobre os tipos de trajes e oferendas. A presença ou ausência, a ordem de representação, incluindo a denominação de cada povo do império varia muito, tanto nas esculturas quanto nas inscrições reais. Estas últimas não constituem um inventário administrativo realizado para a posterioridade, e sim correspondem mais a visão ideal do império cujo rei queria deixar sua marca.

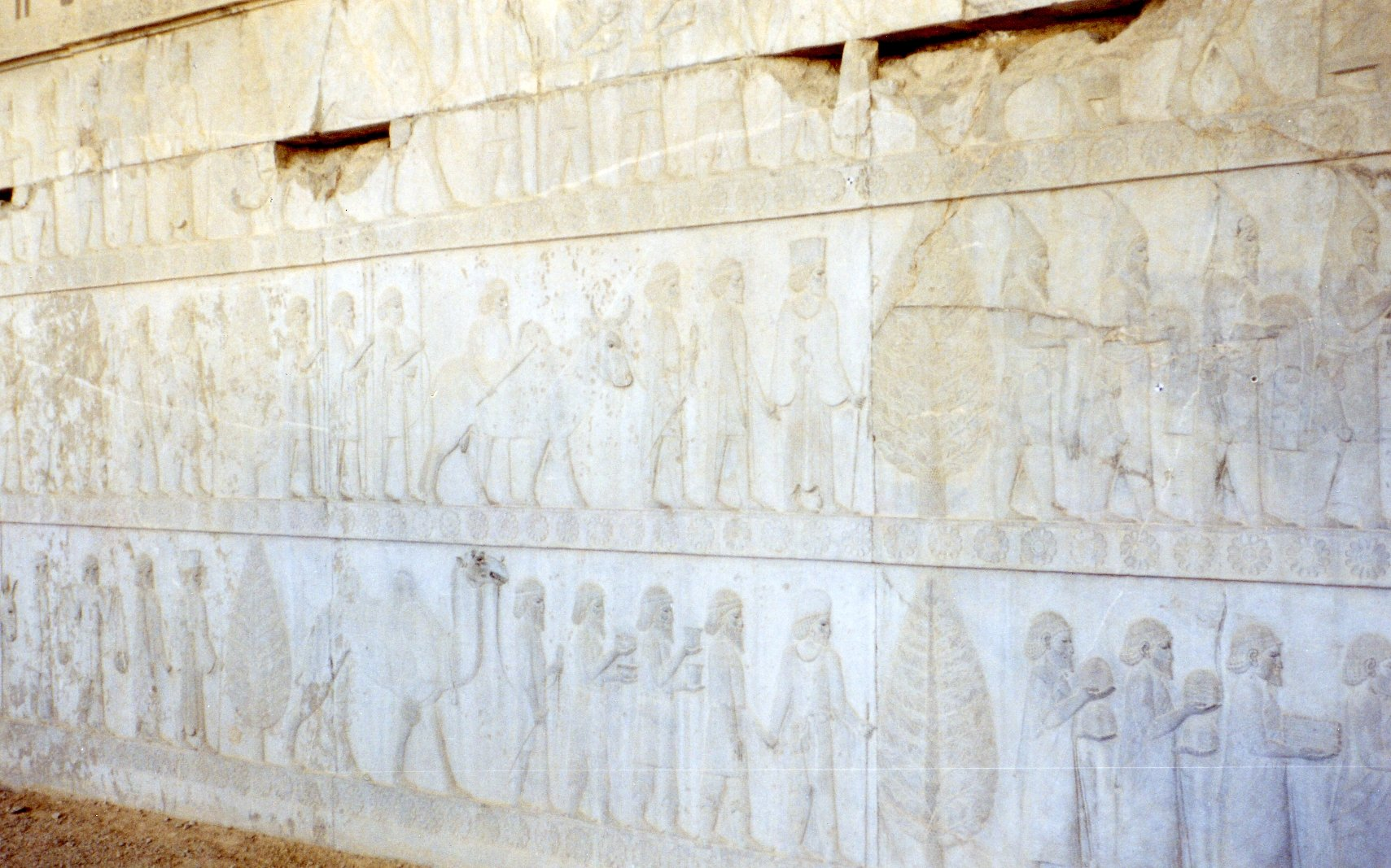
Delegações das nações subjugadas (Apadana, escadaria leste)

Reconstituição das delegações segundo Dutz, Stierlin e Briant:
1. Medos: Conduzidos por um persa, está delegação é a mais importante. As figuras levam trajes, pulseiras ou braceletes, uma espada, copos e um vaso. Trata-se provavelmente uma tribo que serve ao império desde a sua fundação, o que explicaria o status dos conquistados. No início do império, tais tribos permaneceram fiéis a Astíages, e depois a Ciro.
2. Elamitas: Elam foi persa desde da fundação do império por Ciro, o Grande. A delegação, conduzida por um medo, oferece uma leoa e dois filhotes de leões, assim como espadas e arcos.
3. Armênios: esta delegação leva um vaso com duas asas finamente trabalhados, e um cavalo.
4. Aracósios: esta delegação é do atual Baluchistão. Uma das figuras está vestido com pele de um felino. As oferendas consistem em um camelo e jarras.
5. Babilônios: a delegação da Babilônia oferece um touro, tigelas e uma colgadura idêntica as das representações do Palácio das 100 colunas, da sala do tesouro e do Trípilo.
6. Assírios e fenícios (ou lídios): este relevo está muito detalhado. As oferendam consistem em vasos e copos  (vasos de bronze ou de prata), com asas duplas que representam touros alados, jóias (braceletes adornados com grifos alados), e uma carruagem levada por cavalos de pequena estatura. Os trajes e penteados das figuras estão muito bem trabalhados, se distinguem inclusive biscoitos levados por judeus ortodoxos. As identidades do vestuário mantêm uma controvérsia sobre a origem dessa delegação.
7. Arianos (ou Aracósios): as figuras são das regiões de Herate e de Mexed. São praticamente indiferenciáveis dos aracósios. As oferendas consistem em um camelo e vasos.
8. Cilícios ou assírios: procedem do sul da Ásia Menor, esta delegação oferece carneiros, peles, um traje, copos e vasos. Esta representação está minuciosamente trabalhada, e aparece o detalhe dos trajes (fitas, cintos, chapéus).
9. Capadócios:  caracterizados pela atadura nas suas capas na parte superior do ombro; pertencem ao mesmo grupo de armênios, medos e sagárcios. Oferecem de presente um cavalo e trajes.
10. Egípcios: o auto relevo que representa esta delegação foi prejudicada seriamente pela destruição da Apadana. As partes inferiores bastam para identificar a origem dos sujeitos graças as características dos vestidos.
11. Citas: esta satrapia se estendia desde da Ucrânia até os estepes ao norte do Cáucaso. Os sujeitos estão usando um típico chapéu cita. Levam um cavalo e trajes, além de de braceletes com broches.
12. Lídios ou jônios: esta satrapia estavam fundidas, e eram administradas de Sárdis. As figuras estão vestidos do mesmo modo. Trazem tecidos e copos que continham tinturas.

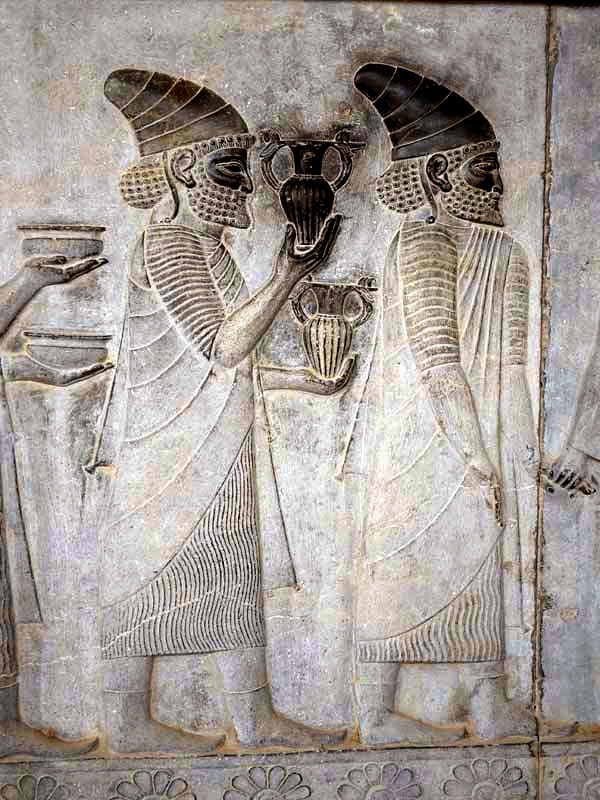
Detalhes da delegação dos lídios (Apadana, escadaria leste)

1. Partos: Sob o domínio aquemênida os partos foram subjugados, e somente depois do período selêucida dominaram a Pérsia. A Pártia corresponde ao atual território do Turcomenistão. A delegação trás vasos e um camelo. As figuras estão usando um turbante ao redor do pescoço.
2. Gandarienses: esta satrapia se encontrava rio acima do Indo, entre Cabul e Laore, a oeste da atual Panjabe. As figuras ali representadas oferecem lanças e um búfalo asiático.
3. Bactrianos: a delegação leva um camelo e vasos. Naturais da Báctria ao norte do Afeganistão, as figuras estão usando um cinto.
4. Sagárcios: seus trajes e presentes (trajes e cavalos) são semelhantes ao dos medos, capadócios e armênios, o que sugere que pertenciam ao mesmo grupo. Sua terra de origem é quase desconhecida: vizinha da Trácia na Ásia Menor, perto do Mar Negro e do Cáucaso, situada entre os estepes da Ásia Central perto da Báctria
5. Sogdianos: tinham origem em Sogdiana atual Paquistão. Esta etnia pertencia ao grupo dos citas, dos quais levavam um chapéu. Presenteiam um cavalo, velas, objetos que podem ser braceletes e uma espada.
6. Indianos: estas figuras, que vinham de Sinde, o vale inferior do Indo, e estão vestidos com uma tanga e calçados com sandálias. Levam um burro, velas e cestas com provisões por meio de uma balança.
7. Trácios (ou citas). A Trácia estava situada entre o Mar Egeu e o Mar Negro, em um território hoje compartilhado pela Grécia, Turquia e Bulgária. As figuras levam um cavalo. Vestem um chapéu pontiagudo, semelhante ao chapéu dos citas.
8. Árabes: estas figuras vêm da Fenícia e Assíria. Estão calçados com sandálias e vestidos com túnicas com bainhas bordadas. Levam um dromedário.
9. Drangianos: não há acordo entre os autores referente a origem desta delegação. Para alguns, se trata de indivíduos provenientes de Merve na Báctria, estados atuais do Afeganistão, Uzbequistão e Tajiquistão. Para outros, as figuras vêm da região de Carmânia, ao leste do Irã. Também, o estilo dos penteados sustenta uma origem perto de Candaar, assim como os escudos, lanças e tipo de boi que trazem.
10. Somalianos (ou lídios): a origem desta delegação é controversa. Acompanhados por uma carruagem, as figuras trazem um bauala ou um Íbex, porém não são negros. O tipo morfológico dos indivíduos, assim como a presença da carruagem, indicariam uma origem líbia, enquanto o animal e os adereços de peles sustentam uma origem mais ao sul (Iêmen ou Somália).
11. Núbios (ou etíopes): trata-se de figuras negras, que levam um ocapi ou uma girafa, presas de elefantes e um vaso.

#### Escadaria norte

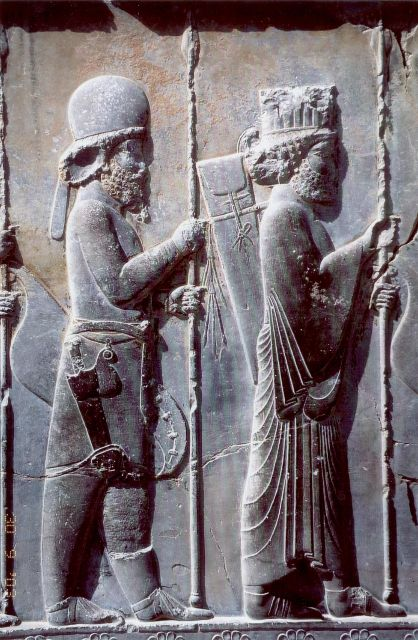
Detalhes de guardas medo (esquerda) e persa (direita)

A escadaria norte foi construída por Xerxes I, para facilitar o acesso a Apadana pela Porta de todas as Nações. Os relevos desta escadaria apresentam os mesmos temas da escadaria leste, porém estão mais degradados.
A passarela central mostra inicialmente Xerxes I, Dario, o Grande e um funcionário. Este último podia ser o governador do tesouro ou um quiliarca (oficial comandante do exército). Este relevo foi copiado para a sala do tesouro junto com outro que mostra oito guardas. Uma inscrição cuneiforme em três línguas na escadaria se trata da mesma que está na Porta de todas as Nações.

### Tachara
Está assim nomeado por causa de uma inscrição em um pilar da porta sul, o Tachara, ou palácio de Dario, está situado ao sul da Apadana. É o único dos palácios a ter um acesso ao sul por meio de um pórtico. A entrada do palácio estava inicialmente neste lado, por uma escadaria dupla. Construída por Dario I, o palácio foi completado por Xerxes I, que a ampliou, e também por Artaxerxes III, que acrescentou uma segunda escadaria a oeste. Esta nova entrada cria uma assimetria inédita. Os trajes dos personagens medos e sogdianos representados são diferentes das outras escadarias anteriores, o que sugere uma mudança de estilo, e reforça a ideia de uma construção mais tardia.

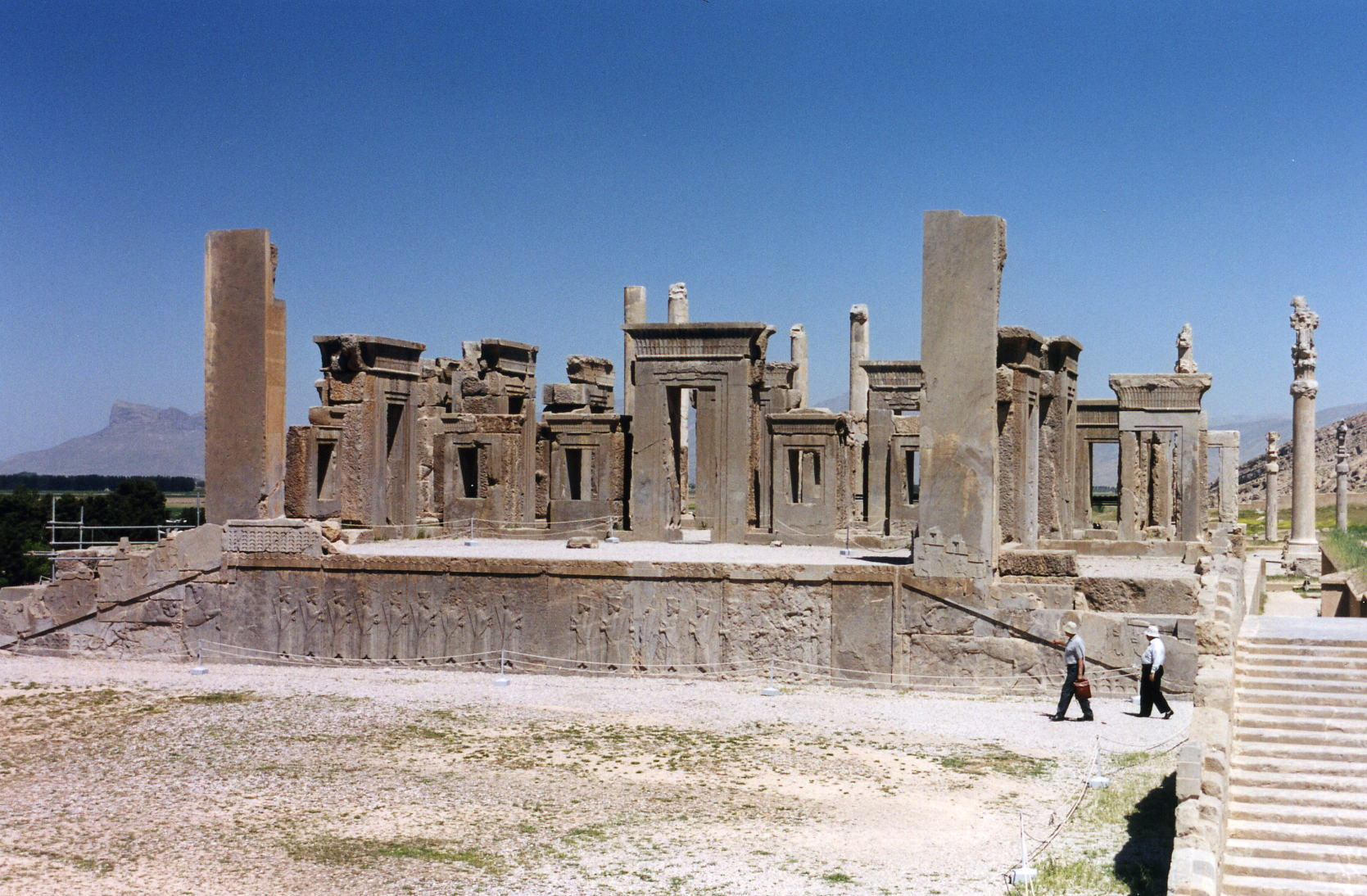
Escadaria sul da Tachara (Apadana em último plano)
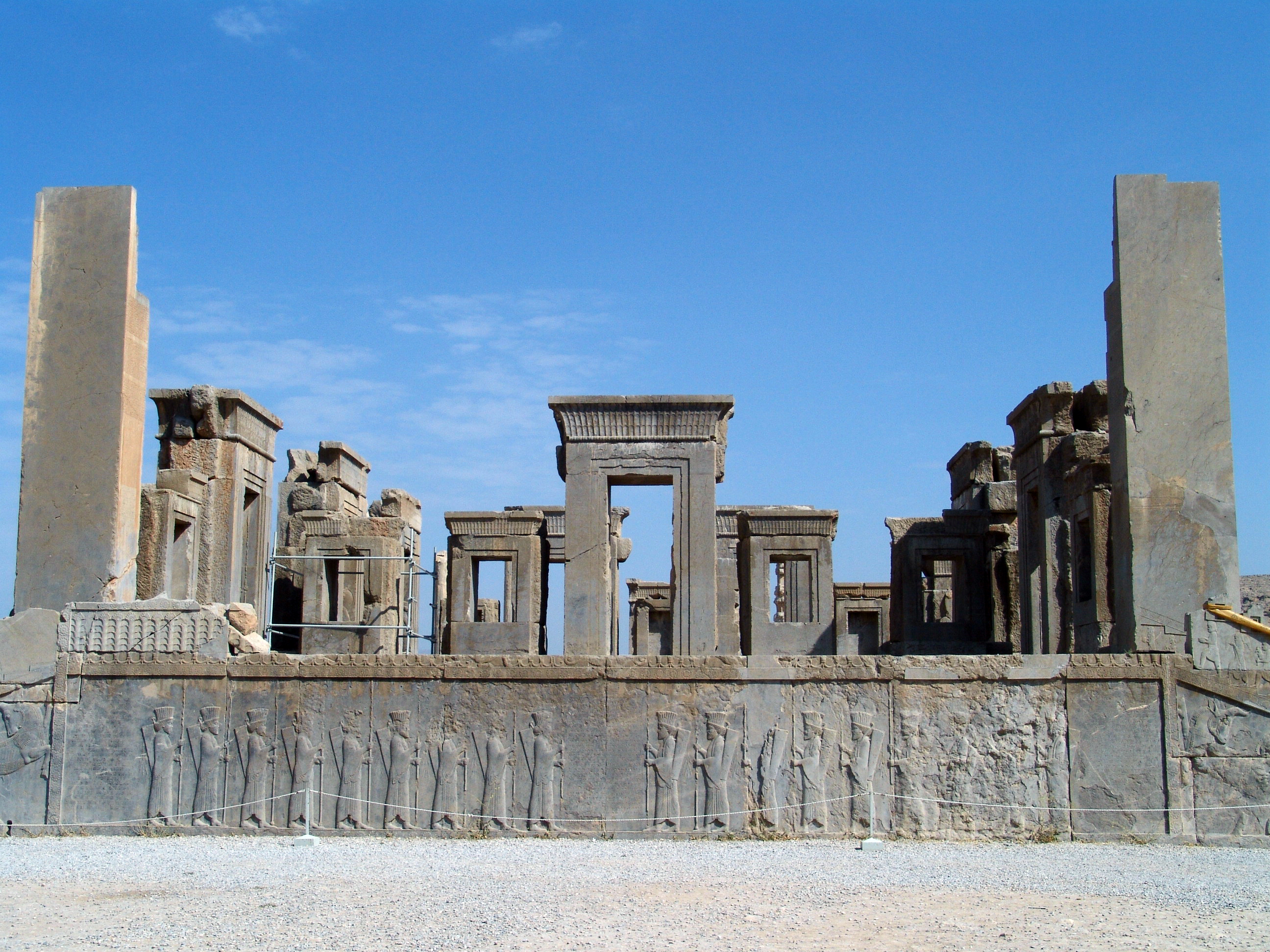
Tachara
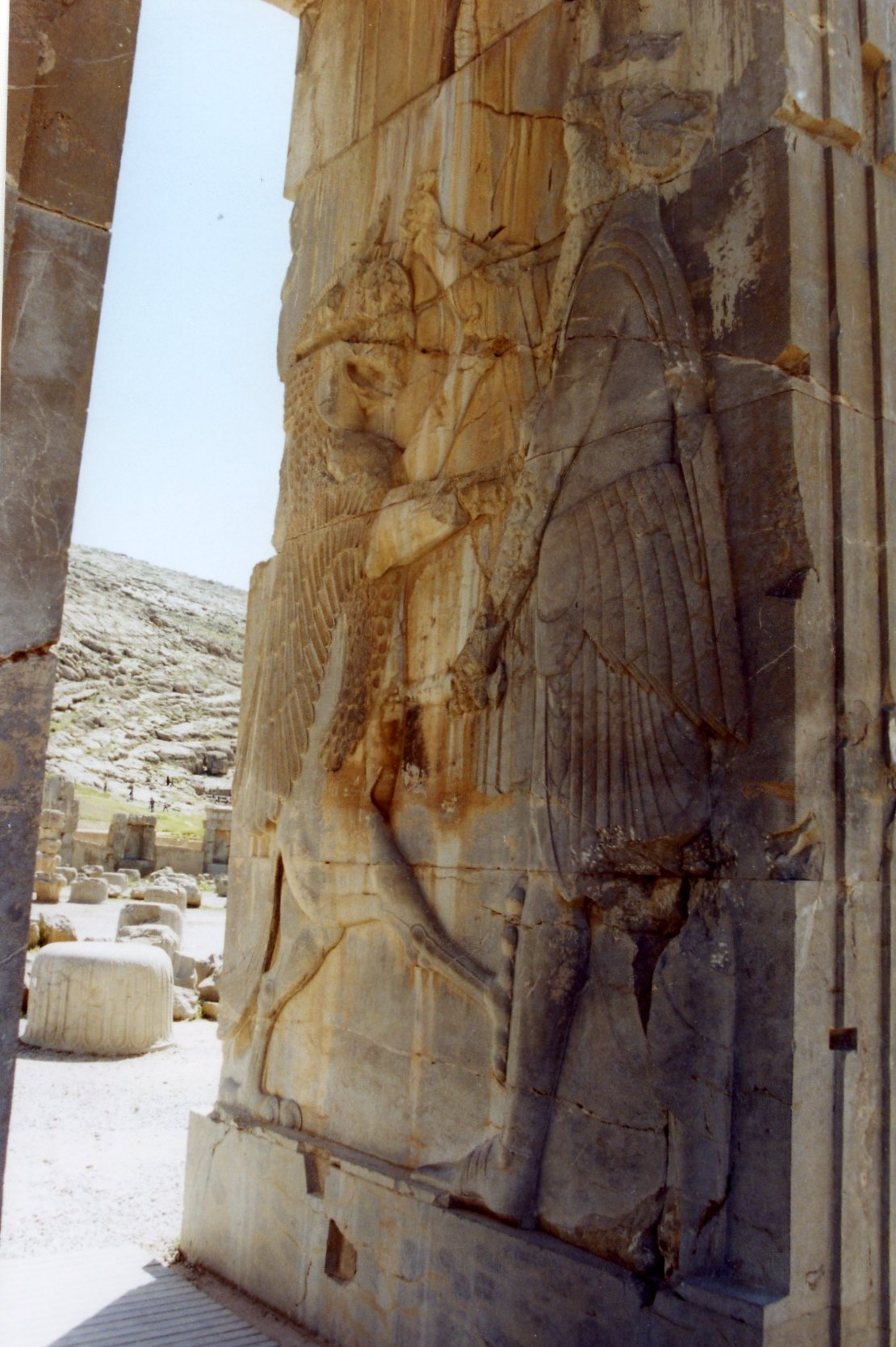
Rei combatendo o mal (Tachara)

Os detalhes em cima da porta na escadaria sul apresentam símbolos de um leão que devora um touro. As partes ascendentes representam medos e aracósios que trazem animais, jarras e outras coisas. Se tratam provavelmente de sacerdotes que vem de lugares santos para os zoroástricos tais como o lago Úrmia no atual Curdistão e o lago Helmand em Aracósia, e que levam o necessário para as cerimônias. Na passarela central é mostrado dois grupos de guardas e três painéis  que levam uma inscrição trilíngue de Xerxes II, que indica que este palácio foi construído por seu pai; está coroada pelo disco alado, símbolo do bem de Aúra-Masda ou da glória real, enquadrado por duas esfinges.

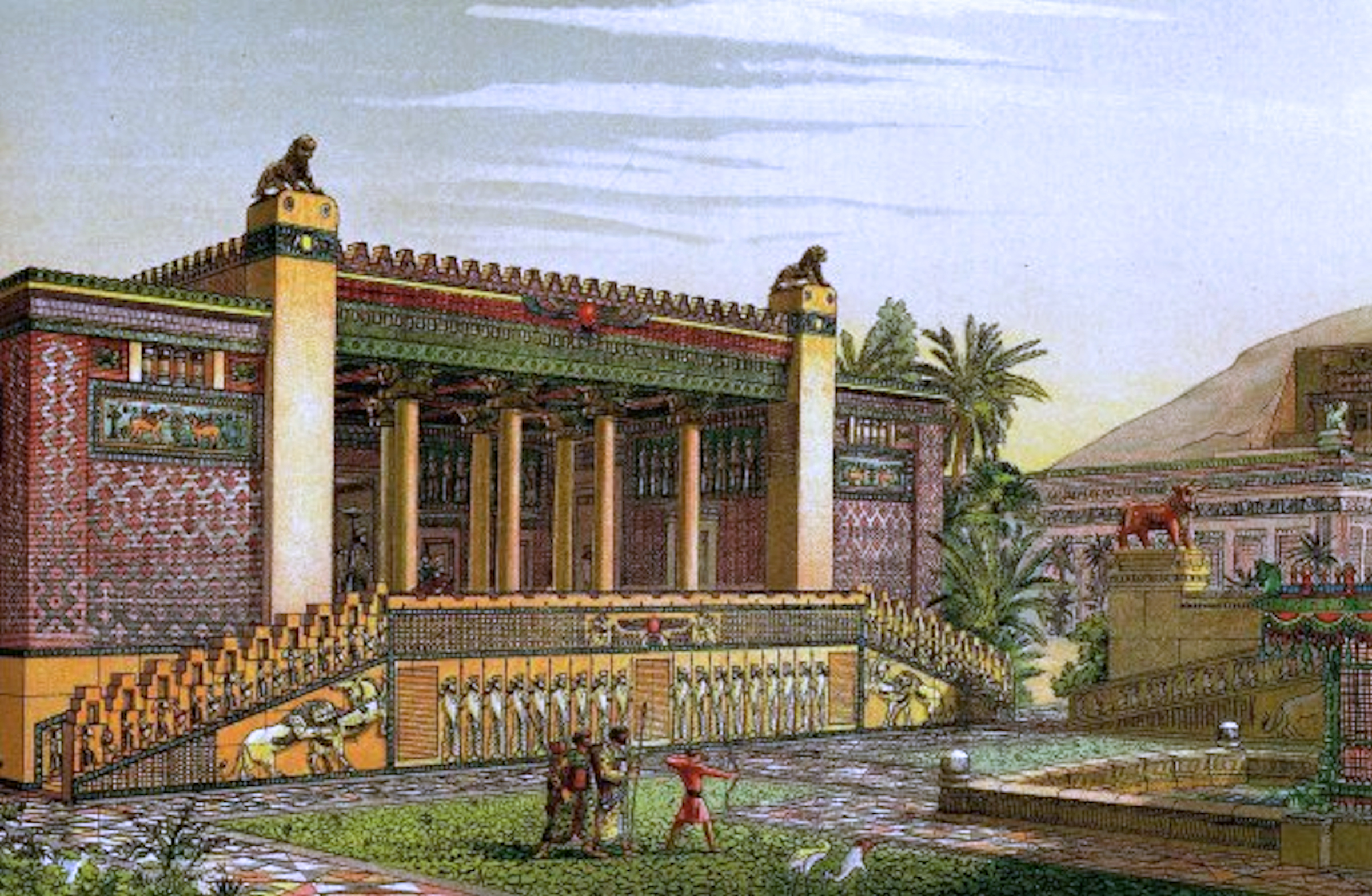
Reconstituição da Tachara, por Charles Chipiez (1884)
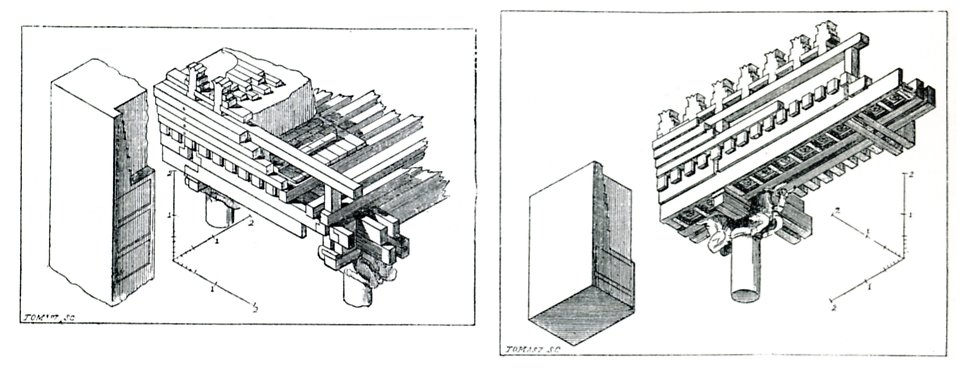
Estudo do telhado da Tachara, por Charles Chipiez (1884)
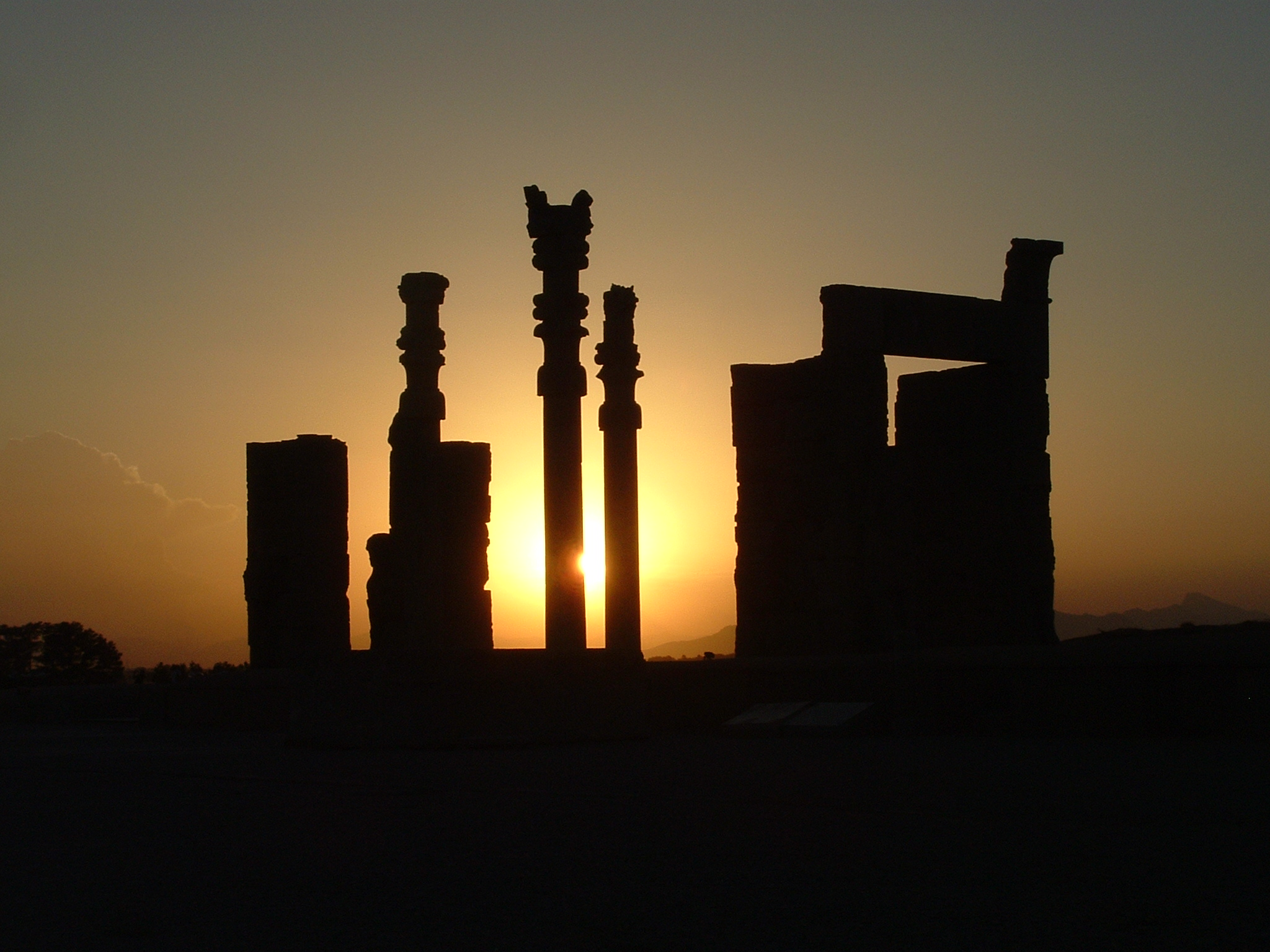
Tachara ao entardecer

A entrada do palácio se faz por uma sala, mediante uma porta, onde um relevo representa os guardas. Esta sala é seguida por outra porta que se abre ao vestíbulo principal, sobre a qual se encontra um relevo que representa o rei combatendo o mal com forma de um animal. Este tema está presente em outras portas do palácio, no Palácio das 100 colunas, e no harém. A figura maléfica é simbolizada por um leão, um touro ou um animal quimérico. Este tipo de figura podia ter uma relação com a função da obra, ou com temas astrológicos.
No quarto de banho real se encontra uma porta. Está adornada com um relevo que mostra um rei preparado para uma cerimônia e seguido dos servidores que tem um guarda-sol e um espanta moscas. O rei está coroado, vestido um rico adereço adornado com pedras preciosas. Leva pulseiras, e as jóias que pendem em sua barba trançada. Outro relevo mostra provavelmente um eunuco, a única representação sem barba do sítio. Leva um frasco de bálsamo e um guardanapo. A circulação de água estava assegurada por um canal coberto no solo. Pode-se observar restos de cimento vermelho que cobria o chão da sala.
No palácio consta outras pequenas salas situadas em seus lados. O pórtico sul se abre a um pátio rodeado por outros palácios. Sobre cada viga das portas e janelas está gravada uma curiosa descrição:
| “ | Janela de pedra feita na casa de Dario | ” |

O nome da Tachara pode ser encontrado em uma inscrição trilíngue sobre cada montante do pórtico sul.
| “ | Dario o grande rei, rei dos reis, o rei dos povos, o filho de Vistaspa, que fez esta Tachara | ” |

No entanto, é duvidoso se está palavra, cujo significado exato é desconhecido, designa o edifício em si mesmo: foi encontrado nas bases das colunas de outros lugares Persépolis, que levam inscrições de Xerxes e que mencionam esta palavra.
| “ | Sou Xerxes, o rei dos reis, o rei dos povos, o rei desta terra, o filho de Dario, o aquemênida. O rei Xerxes declara: Ele fez esta Tachara | ” |

### Trípilo

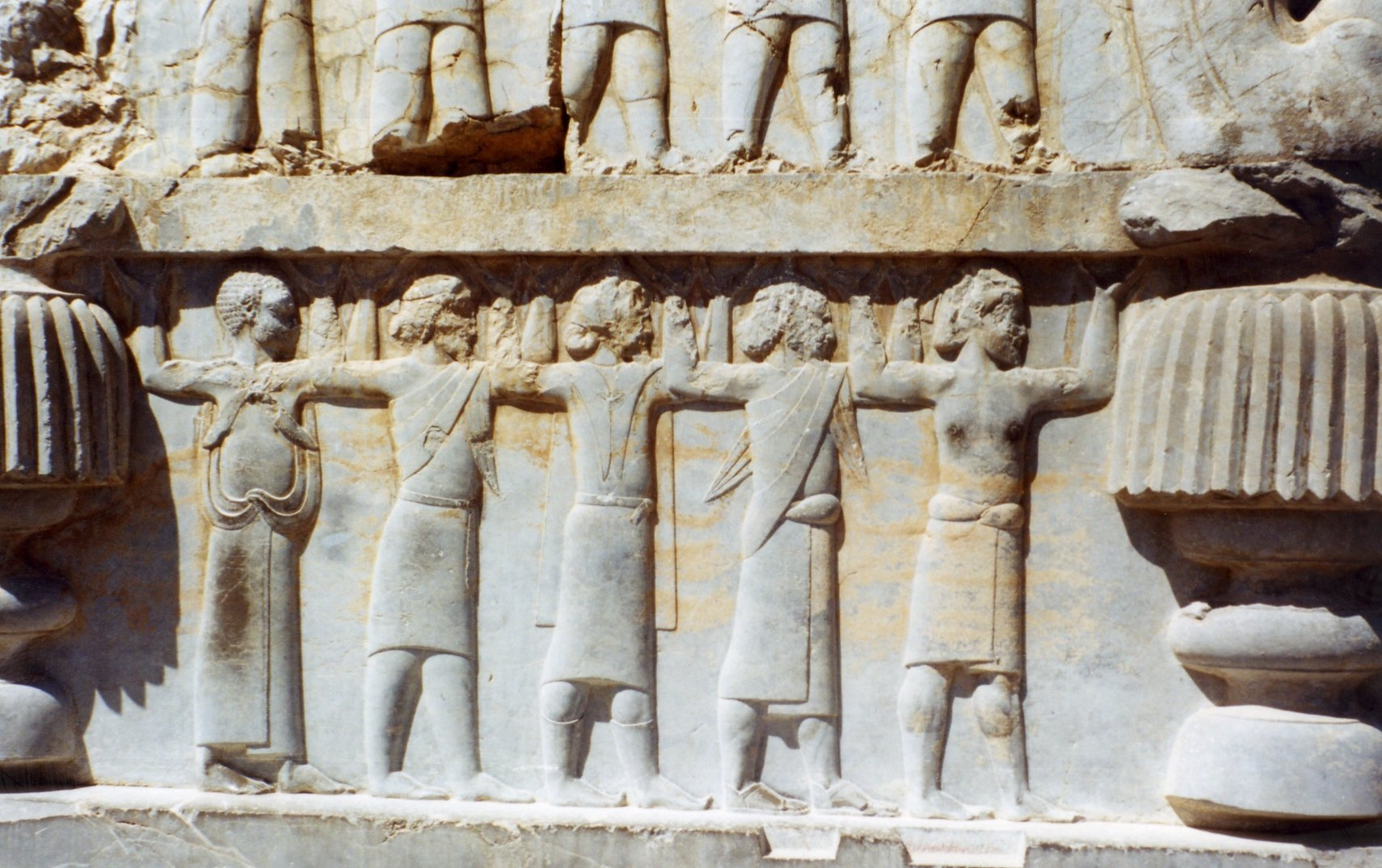
Detalhe de um relevo do Trípilo

Obtêm esse nome por causa das suas três entradas. O Trípilo, ou vestíbulo de audiência de Xerxes, ou Palácio central, ou ainda Sala de Conselho, é um palacete situado no centro de Persépolis. É acessado pelo norte por uma escadaria esculpida, cujos relevos mostram principalmente guardas medos e persas. Outro relevo representam nobres em um banquete. A escadaria sul do Trípilo se encontra no Museu Nacional do Irã em Teerã. Existe um salão no lado leste, e uma porta adornada com um relevo que mostra:[carece de fontes?]
- em cima: Dario em seu trono diante de Xerxes como príncipe coroado, resguardados sob uma cobertura adornada com símbolos divinos, touros e frutos; rei e príncipe tem em mãos folhas de palmeiras, símbolo da fertilidade.
- em baixo: sujeitos de vinte e oito nações.

Este relevo mostra a todos a vontade de Dario em nomear Xerxes como seu sucessor legítimo ao trono.

### Hadixe

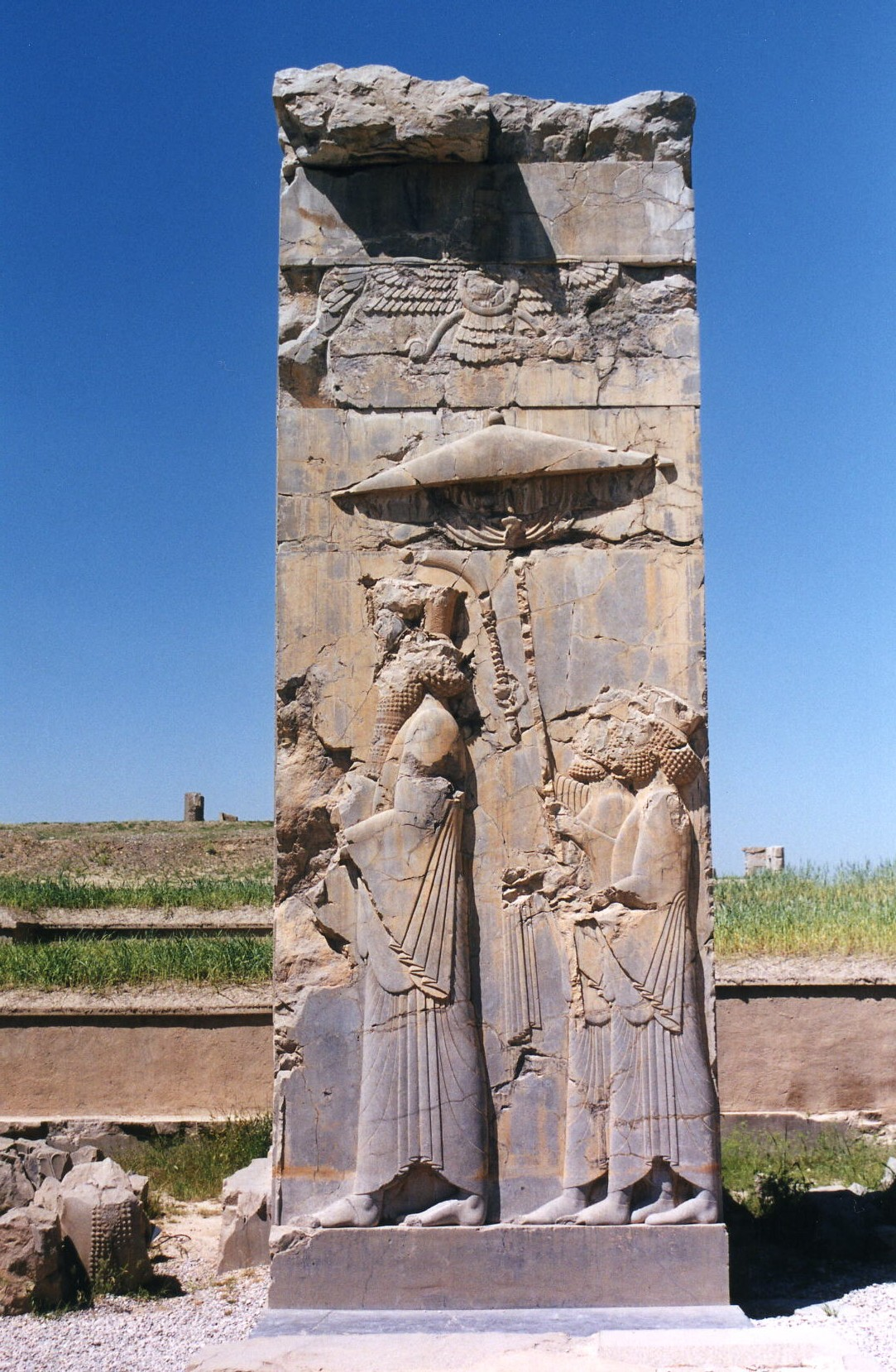
Procissão real (Hadixe)

O Hadixe, ou palácio de Xerxes, se encontra ao sul do Trípilo: está construído sobre um plano semelhante ao Tachara, porém é duas vezes maior. Seu vestíbulo central constava com trinta e seis colunas de pedra e de madeira. Estes últimos se tratavam de troncos de árvores de grandes proporções e de grande diâmetro do qual nada permanece em pé. Está rodeado no leste e oeste por pequenas habitações e corredores, cujas portas apresentam relevos esculpidos. Se encontram ali procissões reais que representam Xerxes I acompanhado por serviçais que o protegem com um guarda-sol. A parte sul do Palácio está composta por apartamentos cuja função é controversa: nos tempos do reino, poderia servir como armazéns ou anexos da sala do tesouro. O acesso ao terraço do Hadixe se dá por uma escadaria monumental a leste,  de trecho duplo, primeiro divergentes e logo depois convergentes, e uma escadaria menor de trechos divergentes a oeste; os dois apresentam a mesma decoração que a escadaria sul do Tachara: touros e leões, guardas persas, discos alados e esfinges.[carece de fontes?]
Hadixe é uma palavra em persa antigo que está presente em uma inscrição trilíngue, achada sobre o pórtico e a escadaria: significa palácio. São os arqueólogos que chamam este palácio de Hadixe, não sendo conhecido o nome original. A atribuição deste palácio a Xerxes é certa, pois este, além das outras inscrições, mandou gravar seu nome ao menos catorze vezes.

### Palácio das 100 colunas
Também chamado de sala do trono, tem uma forma quadrangular com 70 m de lado, e é o maior dos palácios em Persépolis. Quando se escavou parcialmente, estava coberto por uma capa de terra de mais de três metros de espessura. Muito prejudicado pelo incêndio, só sobrou as bases das colunas e das portas.
Dois touros colossais constituem as bases das colunas principais, de 18 m, que sustentavam os telhados do pórtico da entrada, ao norte do palácio. A entrada era por uma porta ricamente decorada com relevos. Entre as representações, uma descreve a ordem das coisas, mostrando de cima a baixo:  Aúra-Masda, o rei sobre seu trono, e depois muitas filas de soldados o sustentando. O rei exerce seu poder de Aúra-Masda, que protege e comanda o exército que leva seu poder.

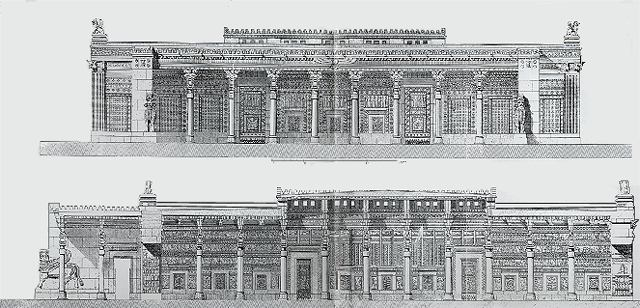
O palácio das 100 colunas reconstituído por Charles Chipiez (1884)
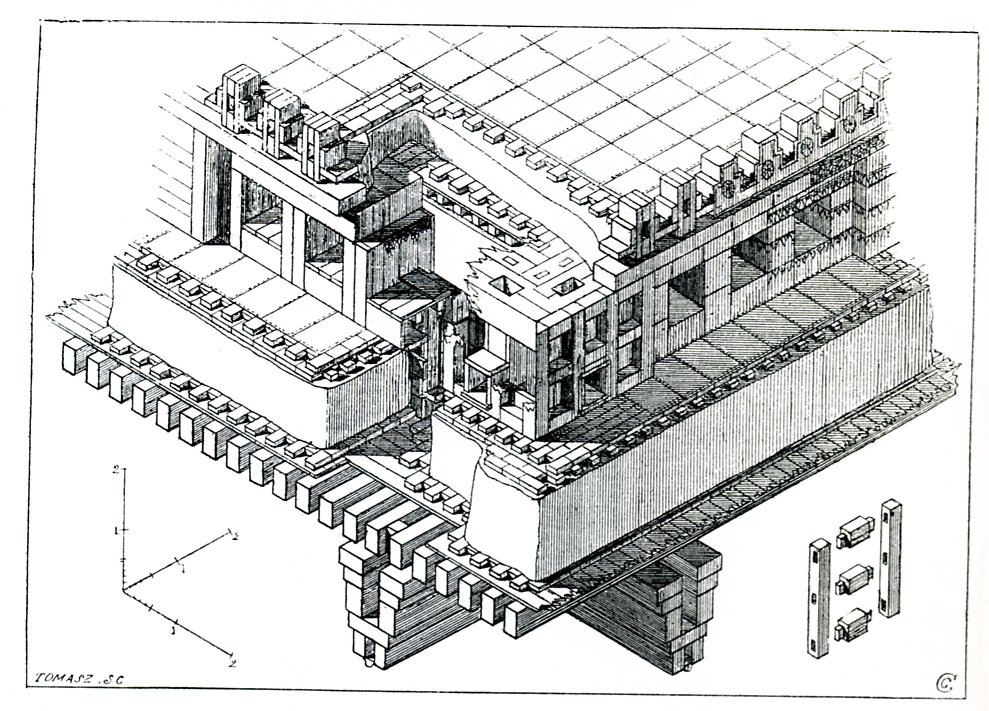
Estudo do telhado do palácio das 100 colunas, por Charles Chipiez (1884)
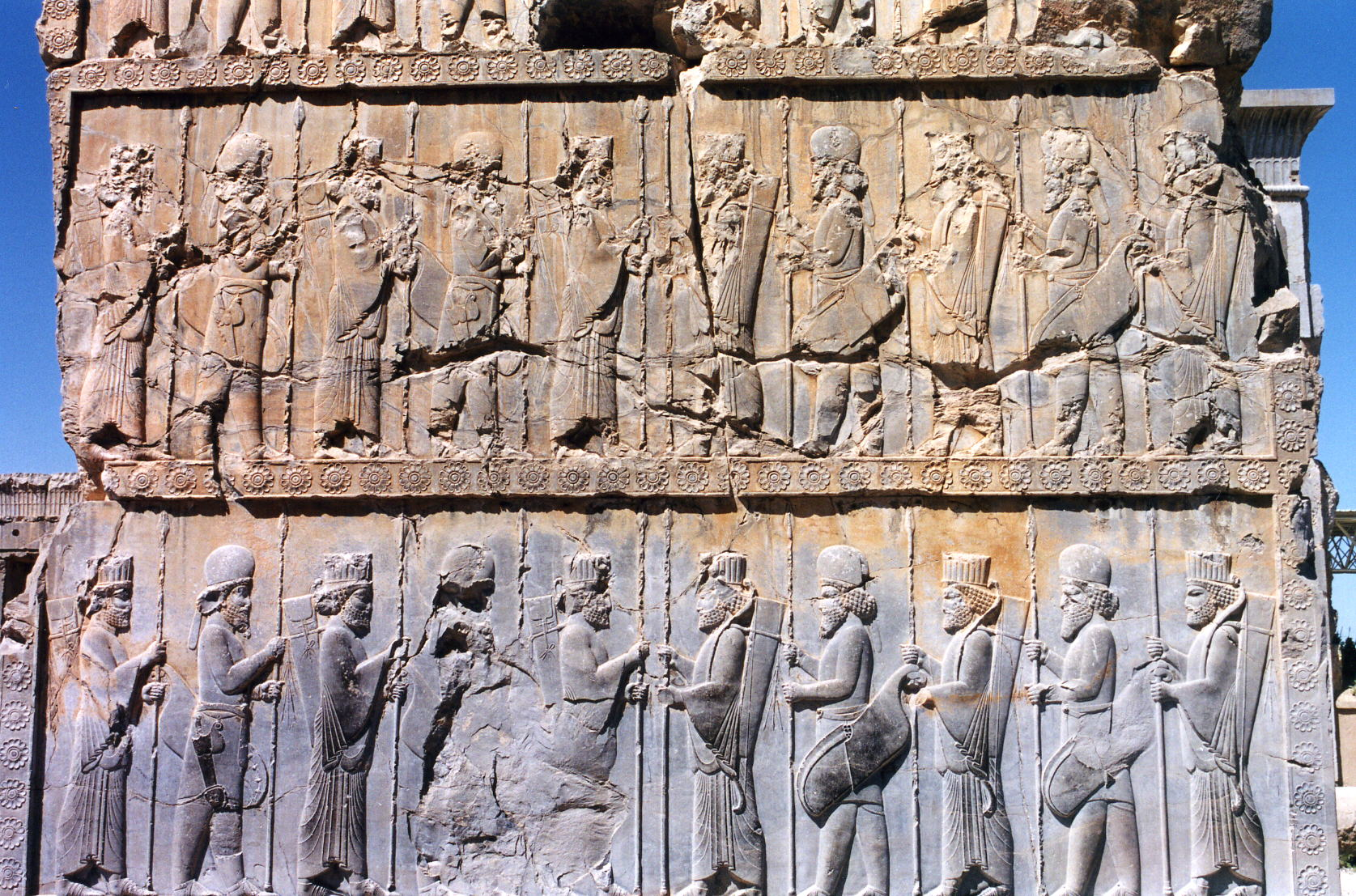
Guarda dos Imortais (palácio das 100 colunas)
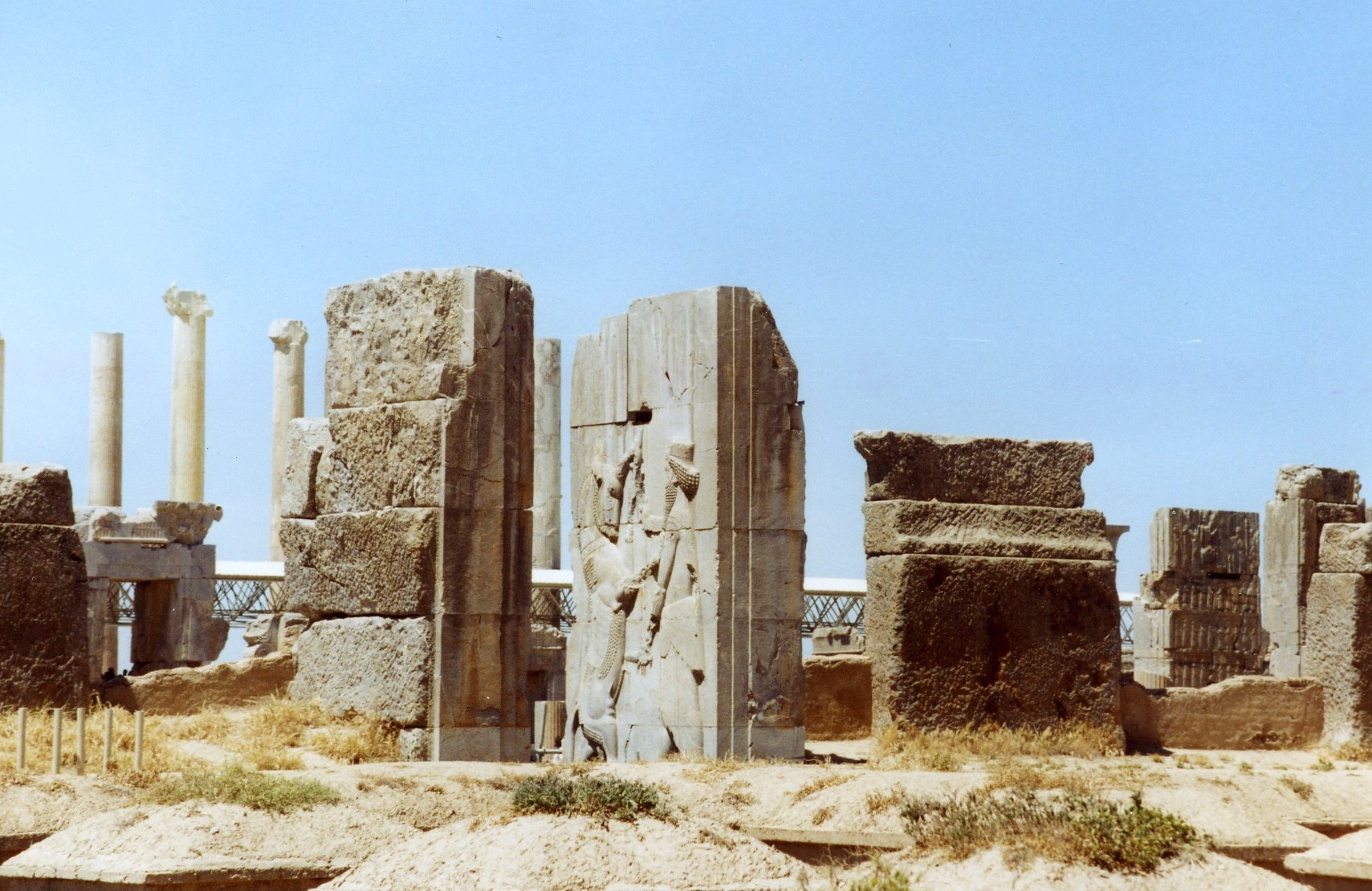
Rei lutando contra o mal (palácio das 100 colunas)
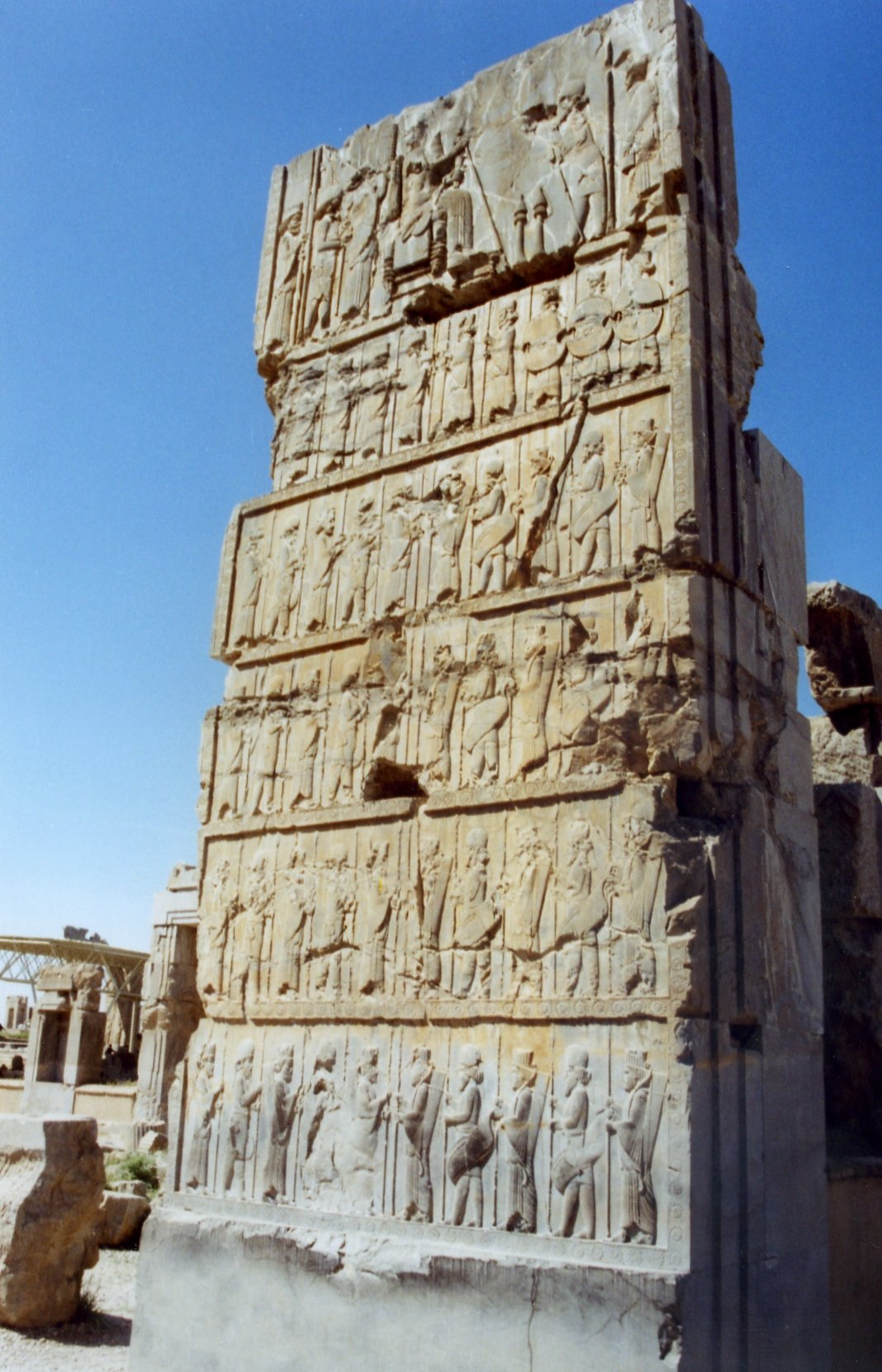
Relevo sul do palácio das 100 colunas
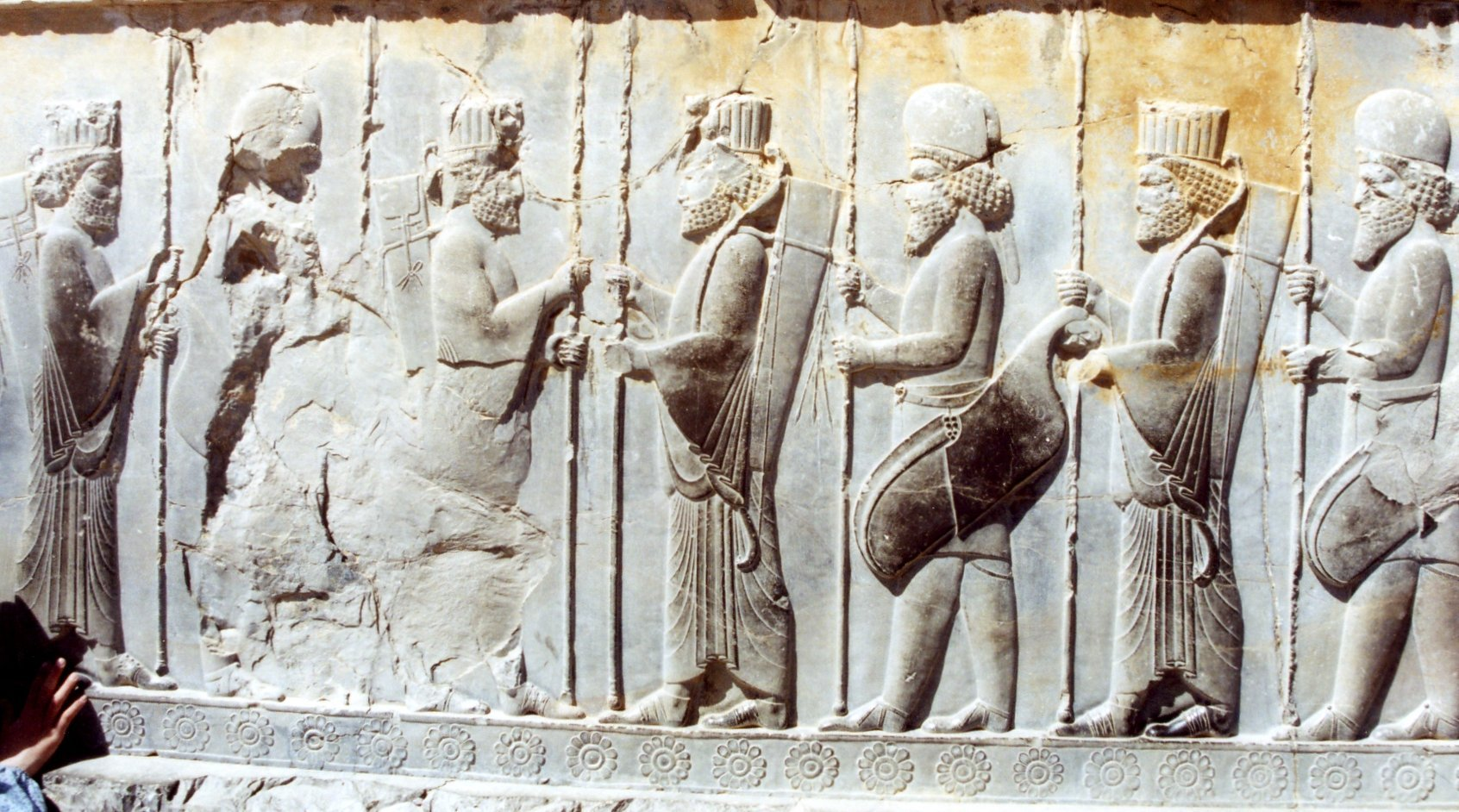
Detalhe inferior do relevo sul
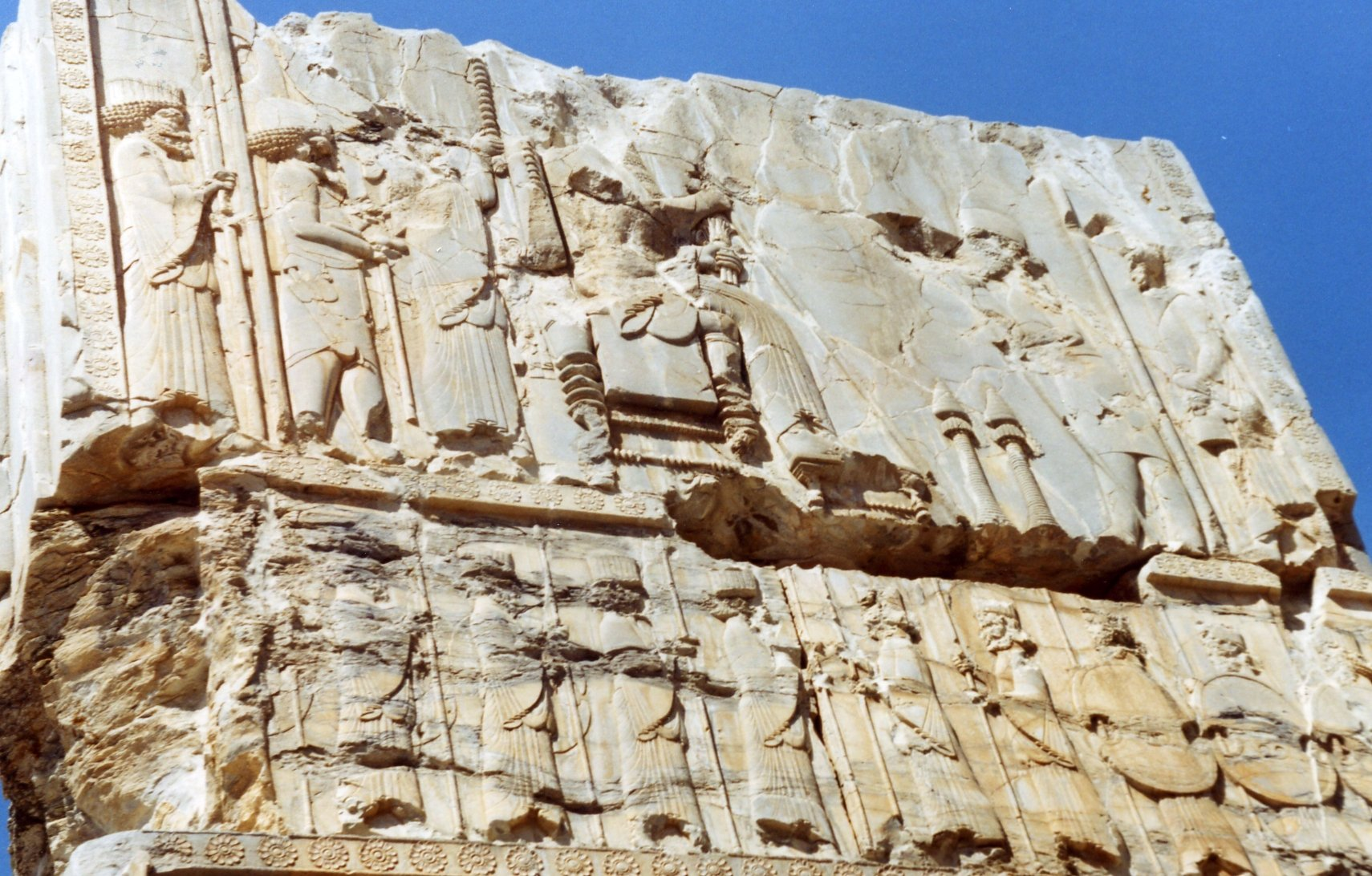
Detalhe superior do relevo sul
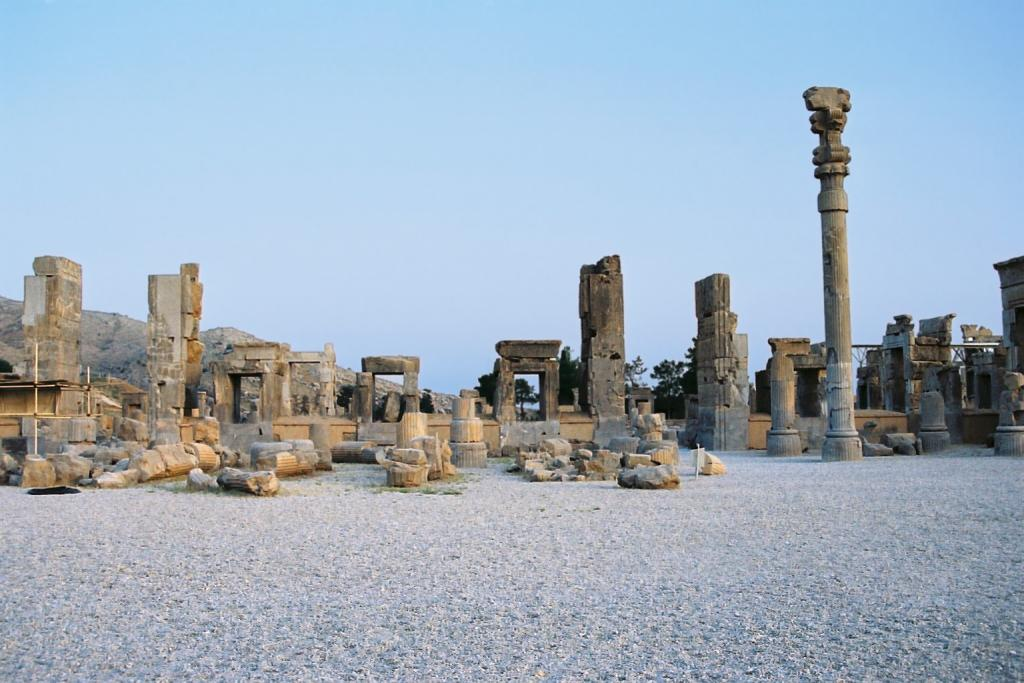
Palácio das 100 colunas (vista norte)

O palácio está decorado com numerosos relevos em notável estado de conservação, que representam leões, touros e flores.
A porta sul do palácio apresenta um relevo completamente original. Simboliza o apoio ao rei pelas diferentes nações que compõem o império. Os soldados que compõem as cinco fileiras inferiores pertencem a muitas nações, reconhecíveis por seus trajes e armas. Virado para a sala do tesouro, esta mensagem se dirige aos serviçais e lhes recorda que as riquezas que transitam por está porta se devem a coesão do império. Uma tabuletas cuneiformes detalham os arquivos dos tributos, dando uma estimativa das riquezas que passavam por estas portas.
Os relevos das entradas norte e sul do palácio consistem essencialmente na afirmação da monarquia, e das partes leste e o oeste representam, como em outros palácios, cenas heroicas do rei combatendo o mal.[carece de fontes?]

### Tesouro

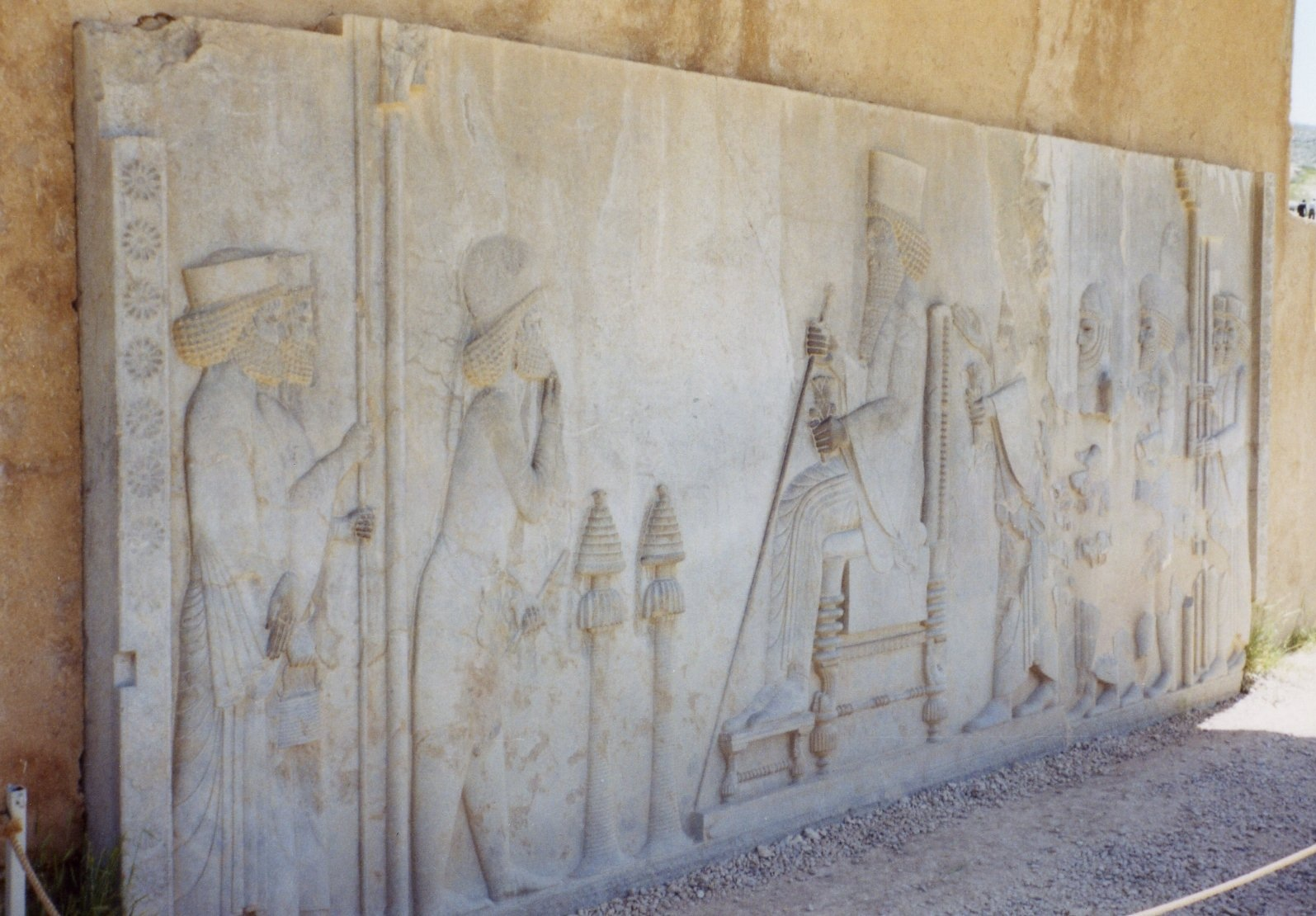
Dario recebe em homenagem um oficial (Tesouro, reprodução).

Construído por Dario I, se tratava de uma série de salas situadas na região sudeste do terraço, que se estendem em uma superfície de 10 mil m². O tesouro consta de duas salas importantes, cujo telhado era suportado respectivamente por 100 e 99 colunas de madeira. Foram encontrados tabuletas de madeira e de argila, que detalham o montante dos salários e benefícios pagados aos obreiros que o construíram. Segundo Plutarco, 10 mil mulas e 5 mil camelos foram necessários para Alexandre Magno transportar o tesouro de Persépolis. Segundo algumas tabuletas, 1 348 pessoas trabalhavam no tesouro em 467 a.C..
O Tesouro foi muitas vezes reconstruído e modificado. Muitas inscrições foram encontradas em blocos maciços de diorito, que mencionam o rei Dario. Foram encontrados dois relevos dos quais um procede da escadaria norte da Apadana. Se encontra agora no museu de Teerã e representa Dario, o Grande em seu trono. O rei recebe um oficial medo inclinado para frente, que leva sua mão direita aos lábios em um sinal de respeito. Podia se tratar de um quiliarca, comandante de mil guardas, ou de um governador do tesouro. Xerxes e os nobres persas se encontram em pé, atrás do soberano. Dois portadores de incenso se encontram entre o rei e os dignitários. Apesar da grande superfície o acesso era feito por duas pequenas portas estreitas.[carece de fontes?]

### Harém e museu

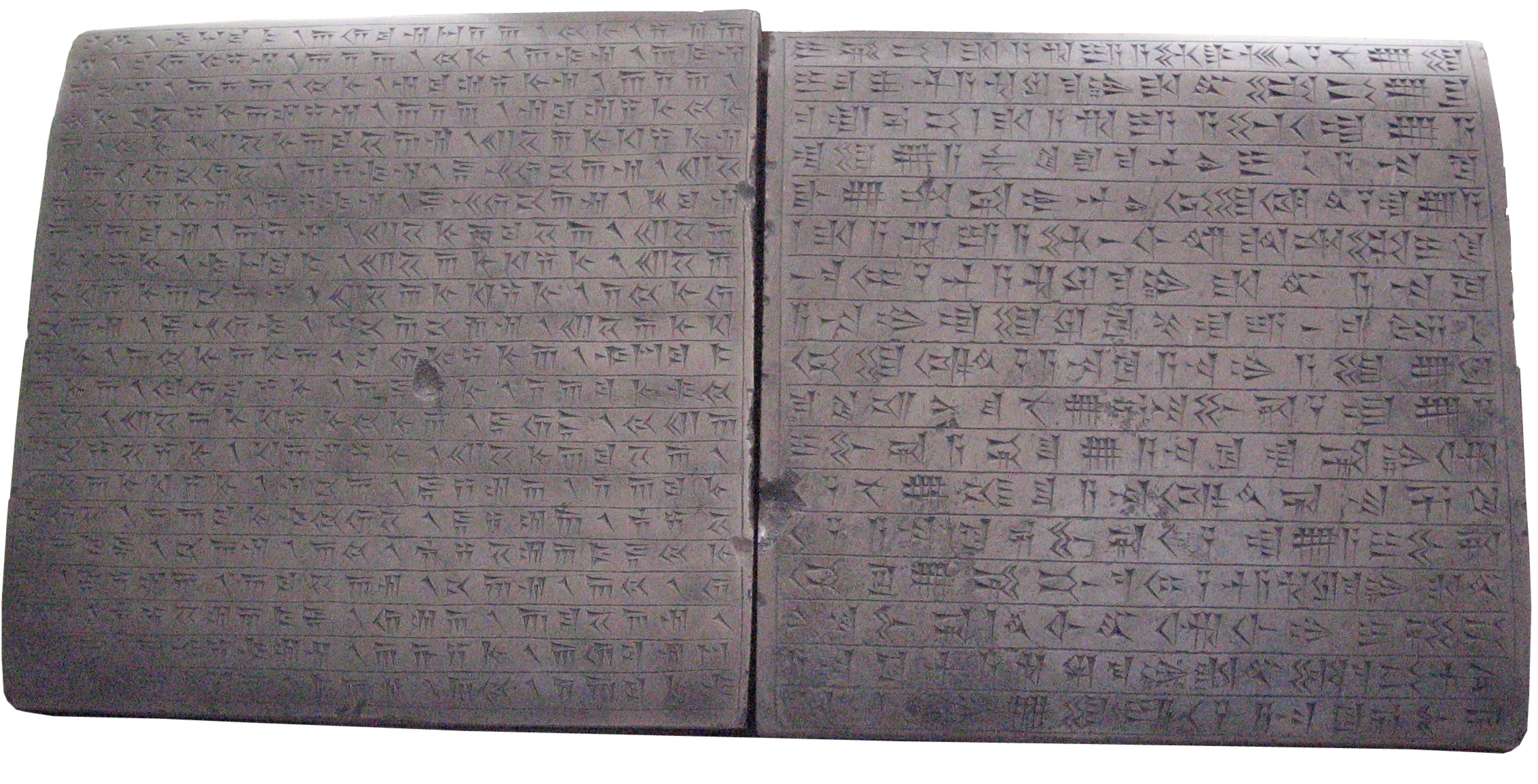
Inscrição do Harém, de Xerxes I. Se trata de uma inscrição bilíngue em persa antigo (esquerda) e acádio (direita). (Museu nacional de Irã, Teerã)

O acesso do harém se dá pela porta sul do Palácio das 100 colunas. O edifício tem forma de “L”, cuja ala principal tem uma orientação norte-sul. O centro consiste em uma sala com colunatas, aberta ao norte a um pátio por um pórtico. Esta sala tinha quatro entradas, cujas portas estavam decoradas com relevos. Os relevos laterais mostram cenas de combates heroicos que recordam a da Tachara ou o Palácio das 100 colunas. O rei é representado em luta contra um animal quimérico (touro-leão, com chifres e alado), com pescoço de corvo, cauda de escorpião, que pode ser a representação de Arimã, divindade maléfica. O herói enfia a sua espada no ventre da besta. O relevo sul mostra Xerxes  I seguido der serviçais, seguindo uma cena idêntica ao Hadixe. A parte sul da outra ala que se prolonga até oeste consiste em uma série de 25 apartamentos, hipostilos de 16 colunas cada um. O edifício apresenta duas escadarias que se unem com o Hadixe, e dois pátios pequenos que podiam corresponder a jardins internos.
Não é certo se o harém poderia ser um lugar de residência para mulheres. Segundo alguns, a seção central podia ser destinada ao rei e seus séquitos. Outros pensam que as mulheres residiam no exterior dos muros. A função do edifício é controversa. A presença de relevos elaborados, assim como sua posição, em um nível alto, indica que teria uma função importante. Pelo contrário, seu tamanho é de um edifício administrativo. É provável que a denominação de “harém” seja errônea. Os pesquisadores ocidentais projetaram sua visão de haréns otomanos no Império Aquemênida, que carecia deles.
O harém foi escavado e restaurado parcialmente por E. Hertzfeld. Reconstruiu várias salas, que serviram de oficinas de restauração e de apresentação das obras encontradas no complexo. Uma parte do harém se transformou em um museu. O museu do sítio apresenta uma grande variedade de objetos encontrados:
- Cerâmicas, pratos e vasos de terracota, azulejos de cerâmica;
- Ferramentas de todos os gêneros: alvenaria, escultura, utensílios de cozinha e de argamassa;
- Artesanatos de ferro, pontas de lanças e de flechas, fragmentos de trompetas e pinos metálicos;
- Restos de tecidos e de madeira que compunham a infraestrutura;
- Rédeas e pedaços de parafusos;
- Tabuletas gravadas.

Foram encontras aos arredores de Persépolis objetos que datam de ocupações posteriores, sassânidas e islâmicas, incluindo itens anteriores (pré-históricas). A grande diversidade de objetos de uso diário, permite ter uma ideia de como era a vida na época. Além disso, a comparação das obras com algumas obras pictóricas (rédeas, lanças) dão uma ideia da minúcia do trabalho dos obreiros na construção dos relevos.

### Outras construções

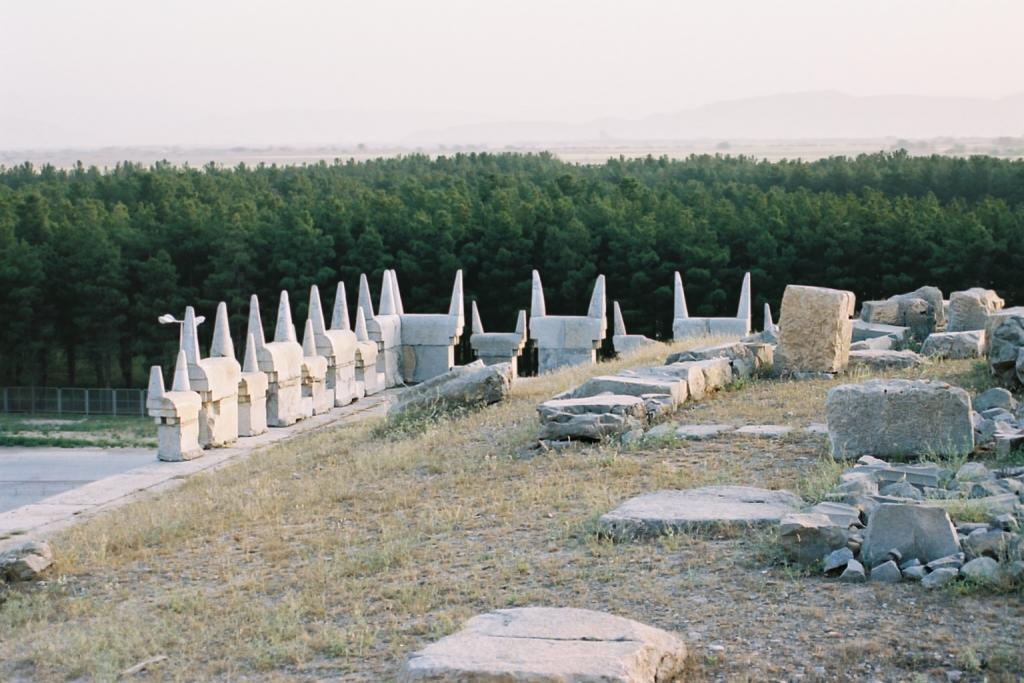
Pedras talhadas que apresentam chifres (terraço, setor sudoeste)

Aparentemente foi construído um palácio no setor sudoeste do terraço, pertencente a Artaxerxes I. As ruínas não correspondem a este palácio, e sim a uma construção pôs aquemênida chamada Palácio H. As esculturas que, representam chifres, foram dispostas perto do muro do terraço, as quais não se conhece a função; foram encontradas enterradas na parte inferior do terraço.
Outra estrutura chamada palácio G, se encontra ao norte do Hadixe, e é uma construção pós aquemênida. Parece que foi construída em cima de uma estrutura destruída, que podia ser o palácio de Artaxerxes III. Os restos de uma construção, chamada palácio D, foram encontradas a leste do Hadixe. Como as anteriores, esta construção posterior a dinastia aquemênida, reutilizou restos e ornamentos de edifícios anteriores.

## Elementos anexos
Foram achados numerosos elementos fora dos muros do terraço. Se trata de restos de jardins, de vivendas, de sepulturas pós aquemênidas, ou de tumbas reais aquemênidas. Além disso, uma rede complexa de canalização interna e externa aos muros está em fase de exploração.

### Habitações
São ruínas que ainda não foram escavadas completamente e visíveis a 300 metros ao sul do terraço. Possivelmente mais antigos que os palácios, estas construções constam com muitas casas. A mais ampla consiste em um vestíbulo central rodeado por salas secundárias e é acessível por uma escadaria. Parece ter sido destinada a pessoas de alto nível social. Uma construção se encontra ao norte do terraço, cuja função é desconhecida.

### Jardins
Explorações geológicas recentes puseram em evidência ruínas de jardins aquemênidas e seus canais de irrigação no exterior do complexo. Uma parte deles foram prejudicados em 1971, durante as cerimônias de celebração dos 2 500 anos da monarquia no Irã.  Outros danos foram resultados da construção de uma estrada asfaltada depois da revolução. Ditos jardins, chamados de Pairidaeza (palavra persa antiga que significa paraíso), eram montados frequentemente ao lado dos palácios aquemênidas.[carece de fontes?]

### Rede hidráulica
O sistema de canalização do terraço ainda guarda segredos preciosos, o que motiva escavações profundas. Se trata de extrair e analisar os sedimentos, Mais de 2 km de rede foram descobertos, que se encontram no terraço e aos redores, e passam debaixo dos palácios. As variáveis dimensões dos canais (60 a 160 cm de largura, 80 cm a vários metros de profundidade) explicam a importância do volume sedimentário e o valor do potencial arqueológico. Os restos que contêm podem se revelar preciosos: foi achado na parte do suposto trono de Dario, e igualmente uns 600 fragmentos de cerâmica que conservaram suas cores. Os trabalhos tropeçam, no entanto, com um problema complexo: a retirada dos sedimentos permite a infiltração da água, o que prejudicaria a estrutura do complexo.[carece de fontes?]
A rede de canais de água atravessa os cimentos e o solo do terraço. Então, é provável que os planos do complexo foram realizados detalhadamente antes da sua construção. Retirados diretamente das pedras das bases dos muros, antes de serem erguidas, os canais permitiam evacuar as infiltrações pluviais.

### Sepulturas reais
Situadas a dezenas de metros do terraço, as tumbas escavadas nas rochas de Kuh-e Ramat sobressaem no sítio. Estas tumbas são atribuídas a Artaxerxes II e Artaxerxes III. Cada sepulcro está rodeado por esculturas em colunatas que representam as fachadas do palácio, destacadas com gravuras. Estas representações, como nas tumbas de Naqsh-e Rostam, permitiram compreender melhor a arquitetura dos palácios persas. Na parte superior do sepulcro de Artaxerxes III, o rei está representado sobre um pedestal de três níveis, fazendo frente a Aúra-Masda e a um fogo sagrado igualmente realçado. Um muro apresenta uma inscrição trilíngue que lembra que Dario, o Grande, gerou seus descendentes, construiu Persépolis e faz uma lista dos bens reais. Cada versão difere ligeiramente das outras duas. Uma terceira tumba inacabada se encontra mais ao sul. Parece ter sido destinada a Dario III, o último xá. Ao pé da montanha foram encontradas restos de sepulturas pós aquemênidas, a um quilômetro ao norte do terraço.

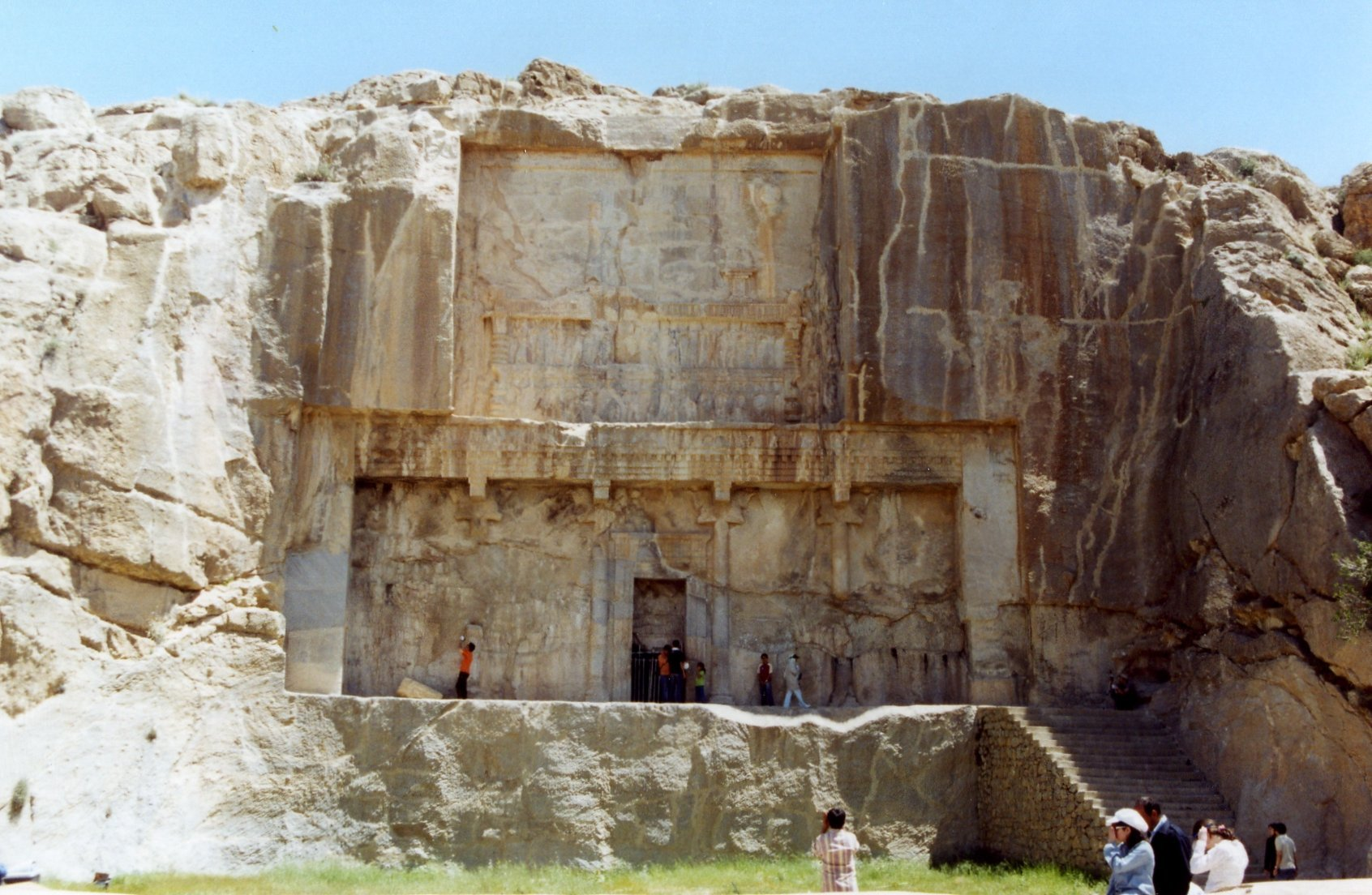
Tumba de Artaxerxes II
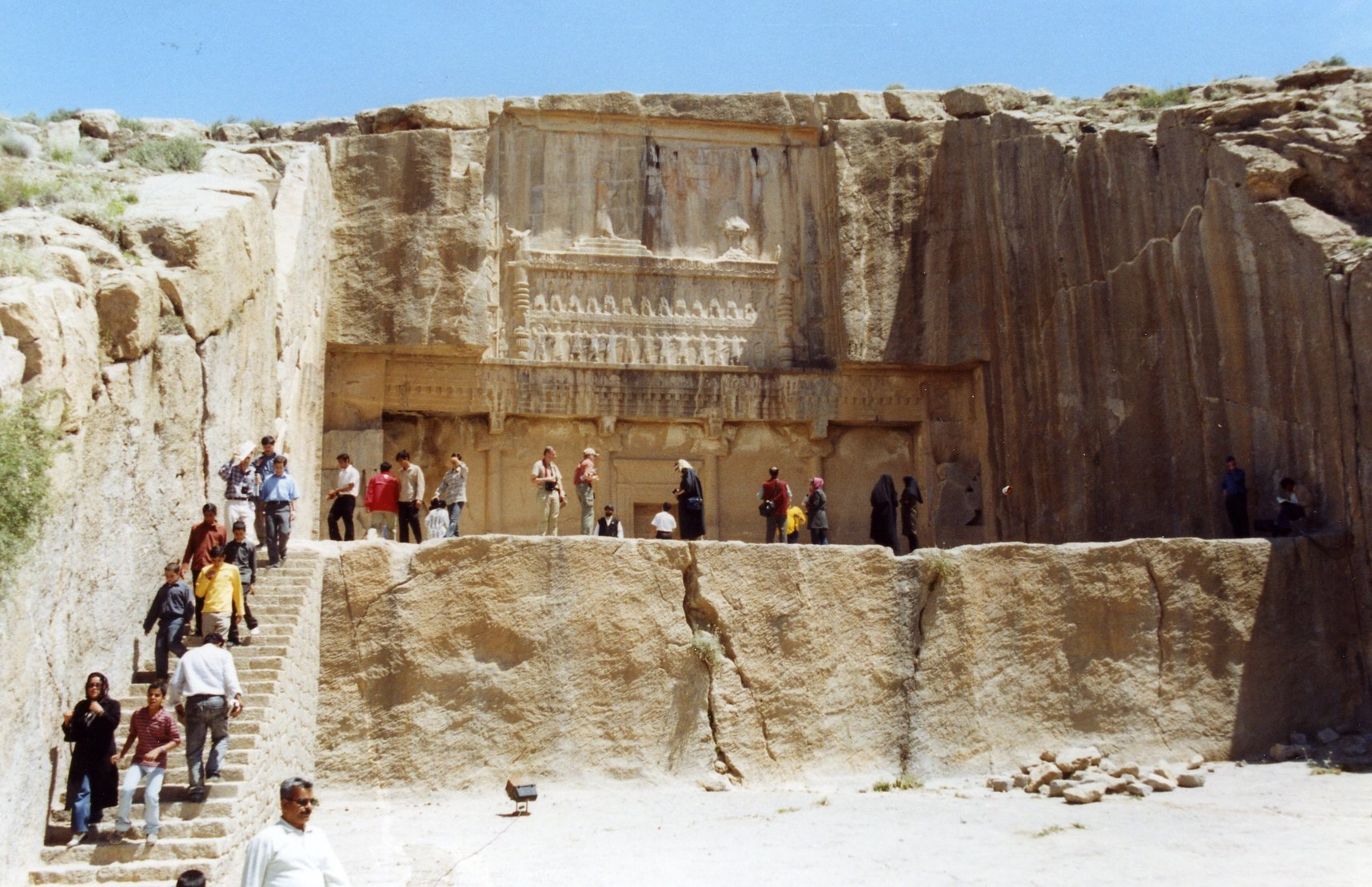
Tumba de Artaxerxes III

## Tabuletas de Persépolis

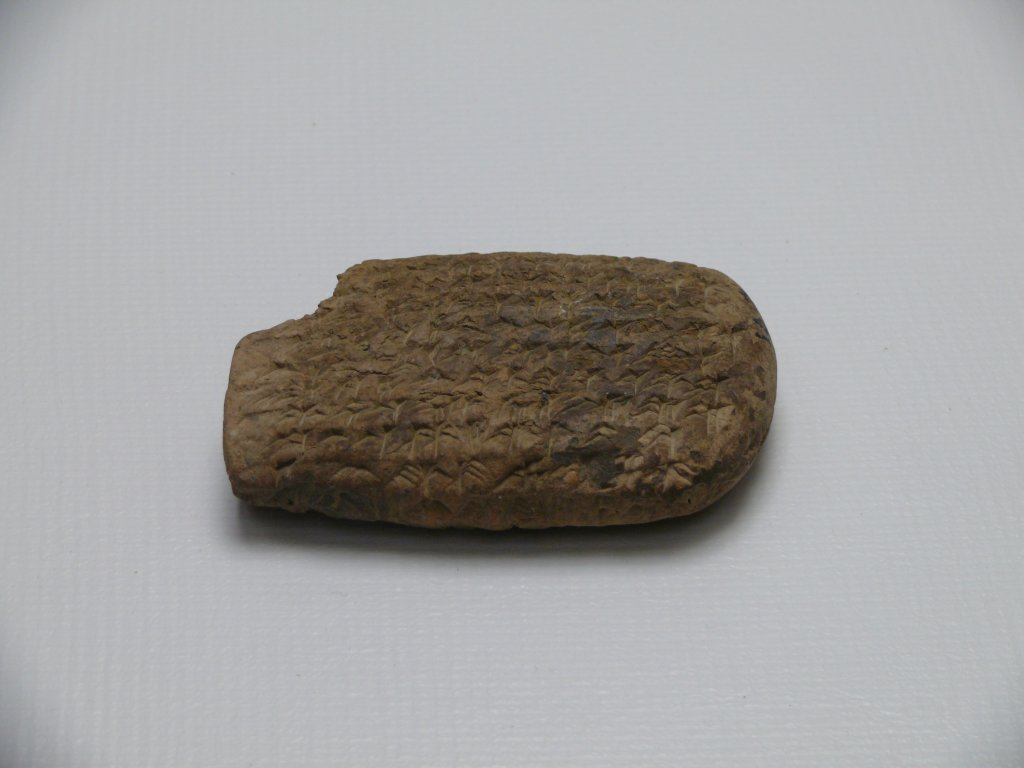
Tabuleta dos arquivos de Persépolis

Durante as escavações de Herzfeld e Schmidt, foram descobertas em Persépolis duas séries de arquivos que contêm inúmeras tabuletas cuneiformes de madeira e de argila. A primeira série é conhecida como Tabuletas da Fortaleza de Persépolis pois foram encontradas na zona correspondente as fortificações da região noroeste do terraço. Consta cerca de 30 mil peças das quais 6 000 são legíveis. O conteúdo de 5 000 delas foi estudado, porém não foram publicados em sua totalidade. Contem principalmente textos administrativos  reeditados em elamita, idioma dos chanceleres, entre 506 e 497 a.C., e nas tabuletas reeditadas em aramaico uns 500 textos foram decifrados; uma tabuleta em acádio, uma em grego e outra no idioma da Anatólia, e finalmente uma em persa antigo foram encontradas.[carece de fontes?]
Estas tabuletas podem ser classificadas em subgrupos. O primeiro concerne ao transporte de materiais de um lugar para o outro no império; o outro é mais um registro de contas. Estas peças permitiram a obtenção de informações preciosas que permitem compreender o funcionamento do império e sua administração em seus domínios tão diversos, além da circulação de pessoas, os correios e as finanças. Algumas tabuletas podem ter sido escritas pelo governador do tesouro. As inscrições também permitiram conhecer o nome das pessoas que trabalharam em Persépolis, desde o mais humilde construtor ao governador do tesouro. Além disso, alguns permitiram precisar o status das mulheres de todas as classes sócias na época aquemênida.[carece de fontes?]
A outra série, conhecida pelo nome de Tabuletas do Tesouro de Persépolis, conta com 139 peças que descrevem os pagamentos realizados em ouro e prata entre 492 e 458 a.C.. Várias estão marcadas com selos, e constituem cartas e memorandos escritos pelos funcionários ao governador do tesouro. A assombrosa conservação das tabuletas de argila seca é explicado por terem sido cozidas em altas temperaturas durante o incêndio de Persépolis. Esta transformação involuntária em terracota permitiu uma melhor resistência ao tempo evitando que se convertessem em pó.
Representado um patrimônio científico inestimável, as tabuletas permitiram um melhor conhecimento linguístico do elamita e do persa antigo, e das organizações políticas e de práticas religiosas dos aquemênidas. Este patrimônio se encontra no meio de uma polêmica de ordem política: um processo que quer obter o embargo das vendas das peças para ajudas as vítimas do terrorismo do Hamás. O instituto Oriental da Universidade de Chicago têm a custódia das peças desde o seu descobrimento.

## Controvérsia nas funções de Persépolis

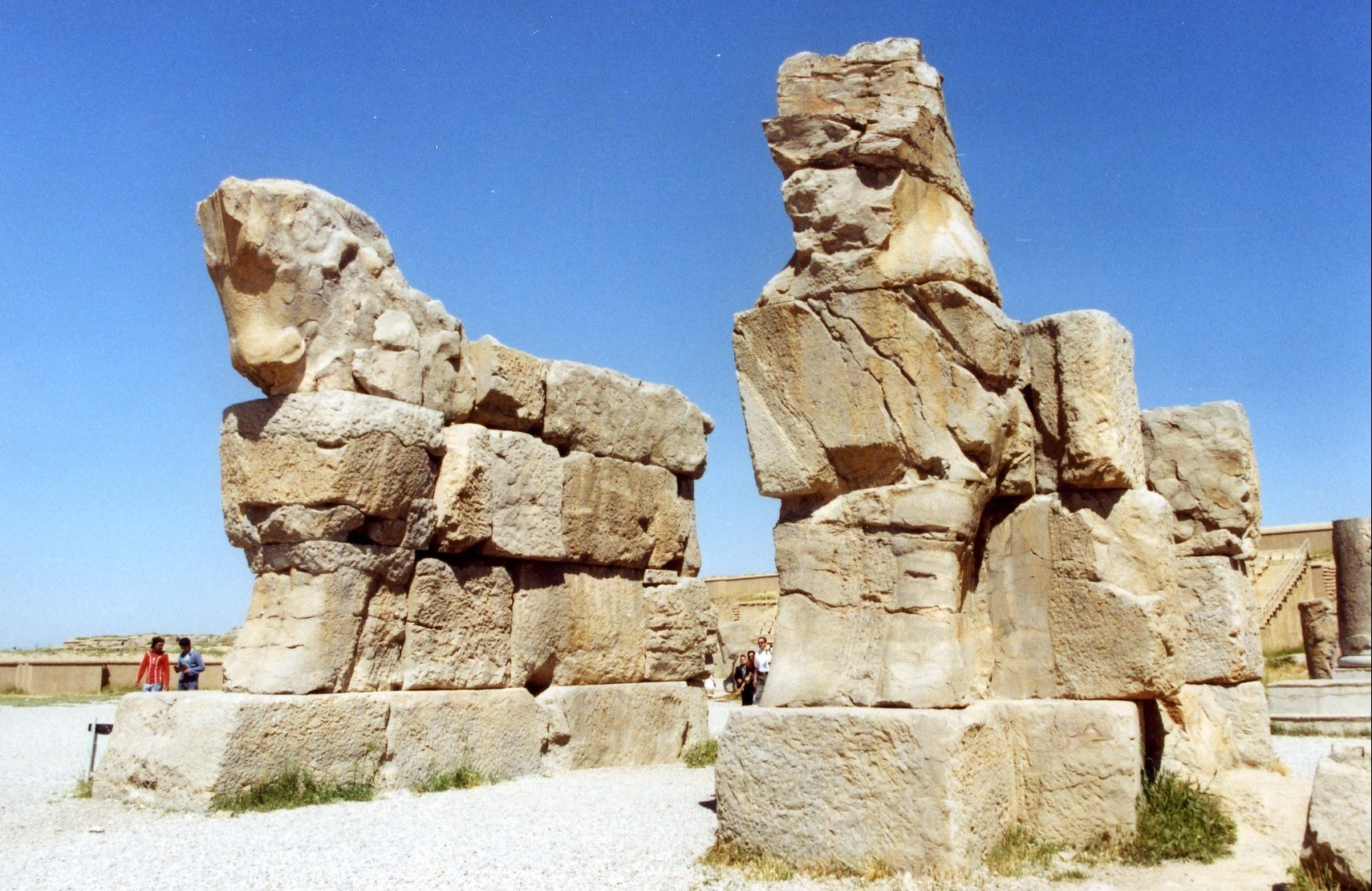
Touros colossais (porta inacabada)

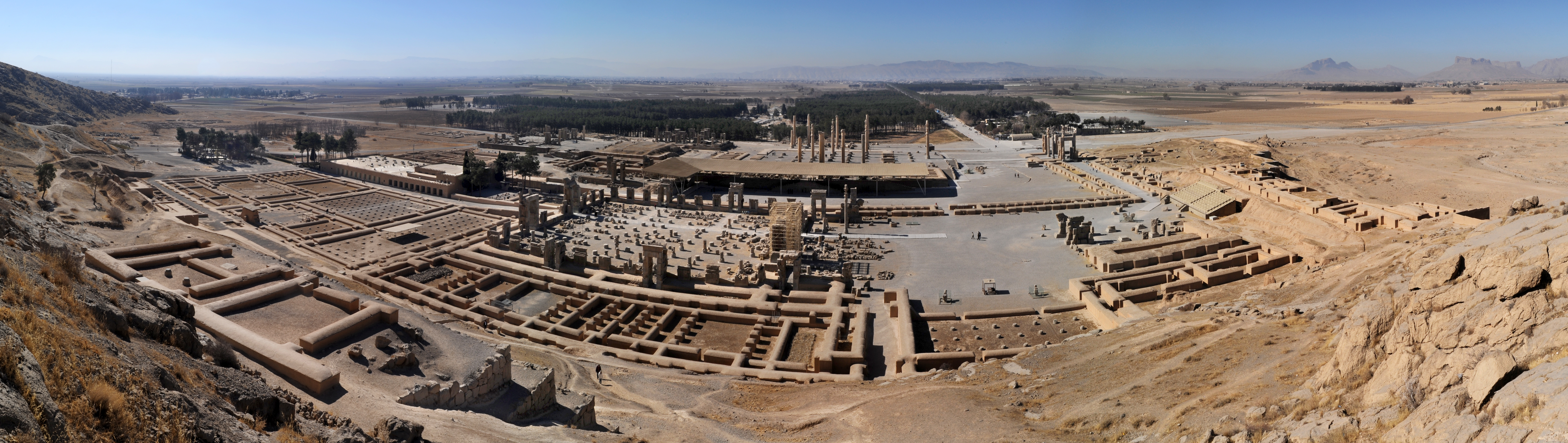
Vista panorâmica de Persépolis

O Império Aquemênida tinha, de fato, várias capitais. Pasárgada era a de Ciro, o Grande, Susa, Ecbátana e a Babilônia eram de seus sucessores. A maioria dos autores estão de acordo sobre a importância das funções protocolares e religiosas de Persépolis, ilustradas pelo forte simbolismo dos adornos. Entretanto, a interpretação dos relevos é delicada pois essas apresentam, de fato, a visão idealizada que Dario tinha do seu império. Para Briant, as imagens representam o poder real e ilimitado do soberano, em um lugar concebido para expressar a dominação persa e a Pax persica. Por suas virtudes conferidas pela proteção de Aúra-Masda, o rei assegura a unidade de um mundo cuja diversidade étnico cultural e geográfica era ressaltada.

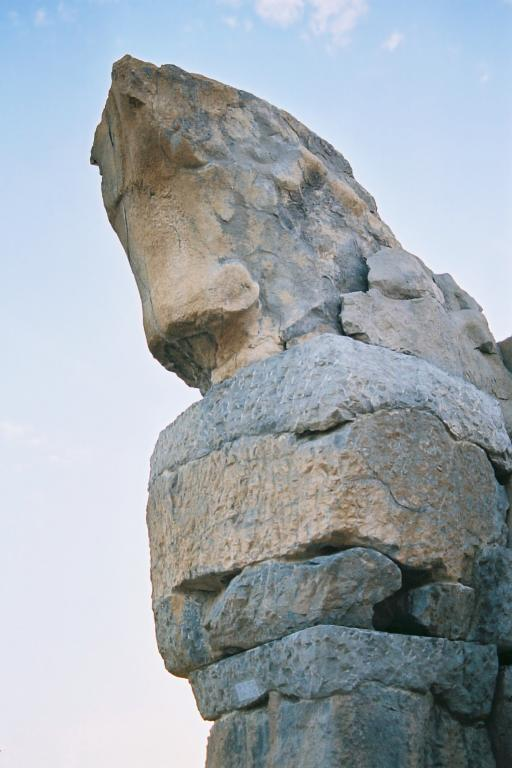
Detalhe da cabeça de um touro (porta inacabada)

Existe uma controvérsia quanto a realidade das cerimônias descritas nos relevos, e expressam vários pontos de vista. Para alguns, não veem em Persépolis mais do que um lugar reservado para os iniciados. Essa hipótese se apoia nos poucos textos antigos que mencionam o sítio antes de sua tomada por Alexandre Magno, o que contrária com o número e diversidade de povos conquistados. Igualmente as delegações deveriam ter assegurado a Persépolis uma notoriedade mais importante. Segundo esse ponto de vista, não teria tido em lugar algum realmente uma recepção em Persépolis. Para outros, tais recepções tiveram seu lugar. Se apoiam na organização no nível do terraço, que responderia uma função claramente definida da separação dos habitantes segundo sua classe social. A organização dos relevos que marcam a progressão do tributo até o tesouro, a existência de caminhos separados que levam a Apadana ou o Palácio das 100 colunas, são outros argumentos desta visão. Segundo esse ponto de vista, a função protocolar e religiosa de Persépolis se exerce através da celebração de ano novo (Noruz). O rei recebia as oferendas e impostos das delegações que vinham de todas as satrapias. A cerimônia obedecia regras estritas, ditadas em respeito as ordens das coisas: as delegações seguiam uma ordem precisa, e uma separação que claramente refletia as diferentes classes sociais, (rei e pessoas da classe real, nobres persas e medos e o povo). Estes não somente não eram admitidos nos mesmos níveis, como também seguiam caminhos diferentes. Depois da chegada das delegações ser anunciada, eram conduzidas até a Porta de todas Nações. Enquanto que os conquistados seguiam pela via das procissões até a porta inacabada para serem recebidos no Palácio das 100 colunas, os nobres se encaminhavam por outra saída da Porta de todas as Nações para entrar na Apadana. A magnificência e esplendor dos lugares tinham como fim impressionar os visitantes e afirmar o poder do império.

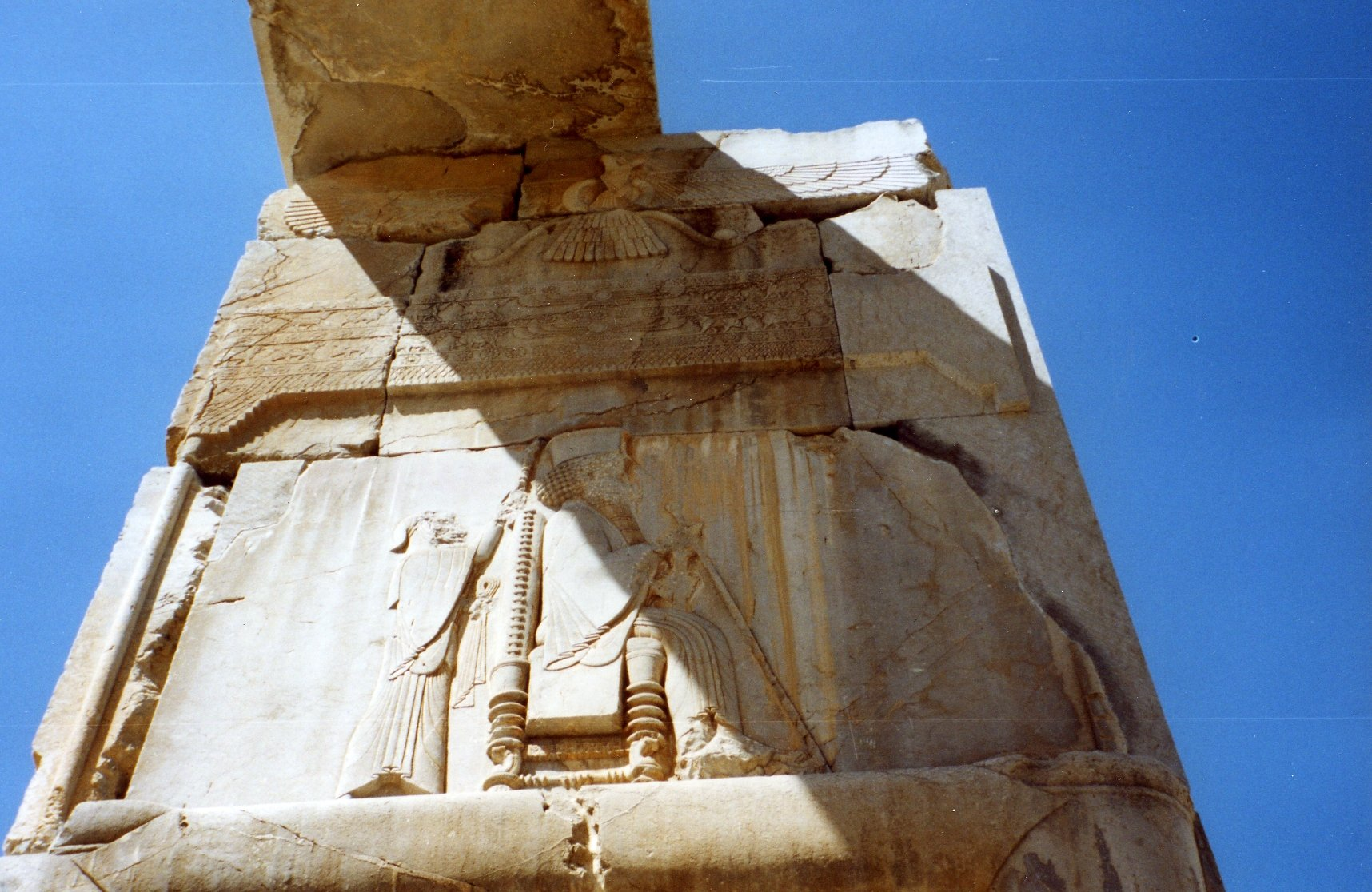
Detalhe de um relevo que sugere que o rei exerce o poder de Aúra-Masda

H. Stierlin, historiador de arte e arquitetura, acredita nesta teoria. Os espaços liberados pela arquitetura dos palácios, como na Apadana, permitiam grandes recepções, banquetes e rituais. O uso de libações  e de banquetes reais se difundiram da pérsia para a maioria das satrapias: Trácia, Ásia Menor e o norte da Macedônia integram tais tradições. Além disso, o descobrimento de numerosos objetos de ourivesaria aquemênida, ou de inspiração aquemênida, e as artes nas mesas atestam a importância dos banquetes persas. A configuração do sítio e a posição dos acessos atestam que a pessoa real deveria ser inacessível para alguns. Permite o seguimento de uma etiqueta rigorosa que confere ao soberano um caráter quase divino.
Existe uma controvérsia quanto a ocupação de Persépolis. Levando em conta os relevos, R. Ghirsman sugere uma ocupação anual temporária. A cidade seria ocupada somente durante os festivais de ano novo, e não teria mais do que uma função ritualística. Esta tese é discutida cada vez mais, e Briant aponta que, se a existência de festas e cerimônias em Persépolis de fato aconteceram, numerosas objeções podem ser formuladas quanto a hipótese de uma ocupação que se limitaria apenas ao ano novo. As tabuletas provam indiscutivelmente que Persépolis era ocupada permanentemente, e que se tratava de um centro econômico e administrativo importante. Além disso, se faz observar que a corte aquemênida sendo itinerante viajava pelo império, e que os textos antigos fazem uma relação de sua presença na Pérsia no outono e não na primavera, quando ocorria o ano novo. Se não pode se excluir a existência de cerimônias de ano novo, é possível que os relevos e tabuletas se refiram as oferendas e tributos recebidos durante as viagens dos soberanos nômades.
Por fim, Stronach considera uma função política de Persépolis, tendo em conta as condições de acesso de Dario ao poder. Dario teria que vencer uma grande oposição. Tais monumentos não deveriam ter uma função literal de refletir o poder ou as riquezas do império, e sim responder as ordens políticas imediatas. Construída pouco depois da coroação de Dario, Persépolis consagra em primeiro lugar, a legitimidade do seu acesso ao trono e afirma suas autoridades aos confins do Império. Além disso, a repetição de figuras que representam Dario e Xerxes sugere a vontade de legitimar seu sucessor. Igualmente, a multiplicidade das referências a Dario e Xerxes I sugere a vontade de consolidar e assegurar a sucessão do trono.